# Neumarkt in der Oberpfalz

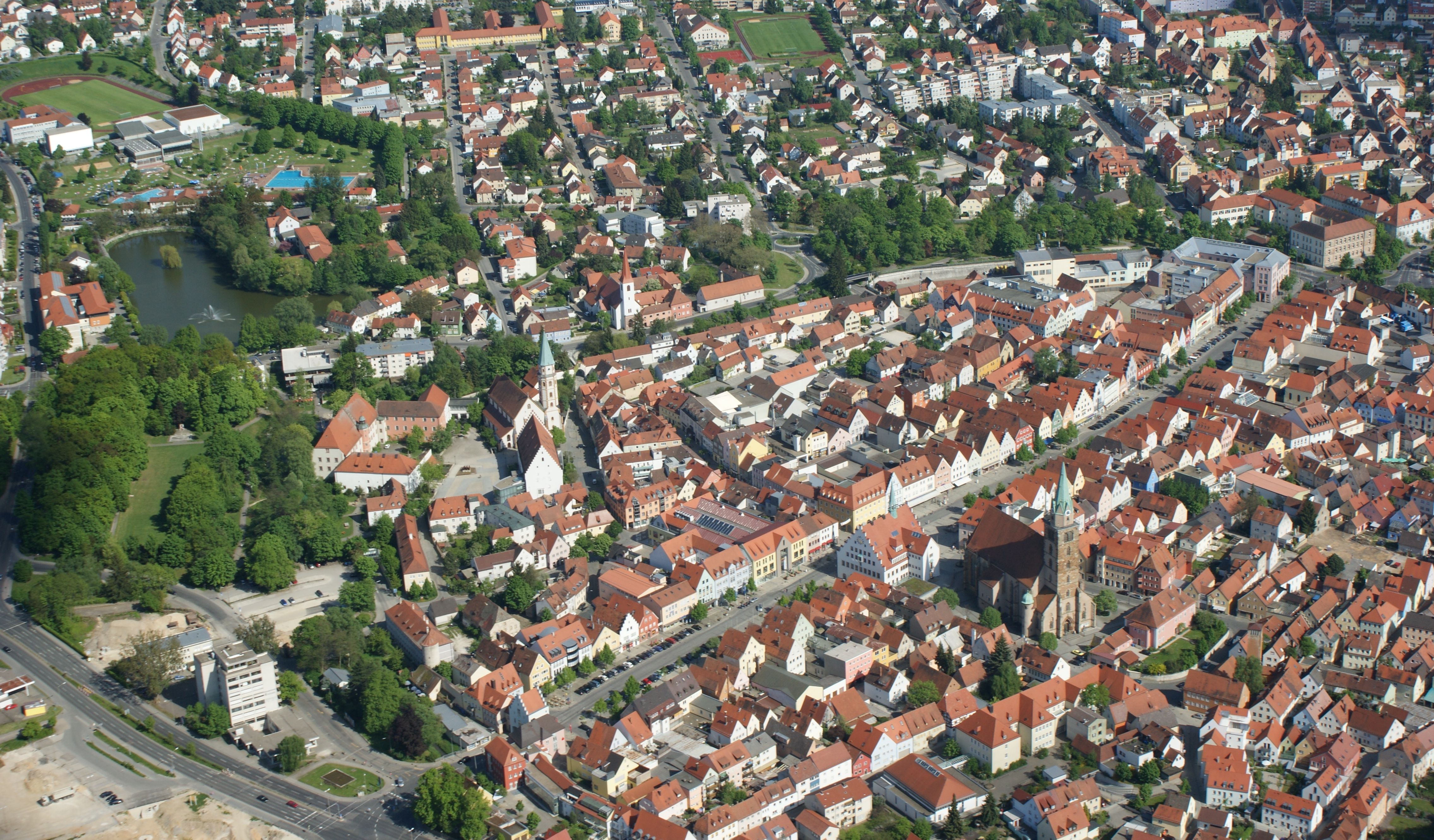
Altstadt mit Münster St. Johannes, Rathaus und Schlossviertel

Stadtlogo seit 2011

Neumarkt in der Oberpfalz (ⓘ, amtlich: Neumarkt i.d.OPf., bairisch: Neimack, Neimoark) ist eine Große Kreisstadt im gleichnamigen Landkreis im bayerischen Regierungsbezirk Oberpfalz sowie der Verwaltungssitz des Landkreises und Teil der Metropolregion Nürnberg. Sie stellt das wirtschaftliche und kulturelle Zentrum der westlichen Oberpfalz zwischen Nürnberg, Ingolstadt und Regensburg dar. Mit 41.103 Einwohnern ist Neumarkt nach Regensburg, Weiden und Amberg die viertgrößte Stadt in der Oberpfalz und im bayerischen Landesentwicklungsprogramm als Oberzentrum eingetragen.
Im 15. und 16. Jahrhundert war Neumarkt eine Residenzstadt der wittelsbachischen Linien Pfalz-Neumarkt und Pfalz-Mosbach. Ab dem 19. Jahrhundert entwickelte sich die Stadt zunehmend zu einem Wirtschafts- und Industriestandort, mehrere größere Unternehmen haben hier heute ihren Sitz. Wahrzeichen der Stadt sind die markanten Kirchtürme der Altstadt und die Burgruine Wolfstein, die auf einem Bergrücken über der Stadt liegt. 1998 fand in Neumarkt die bayerische Landesgartenschau statt.

## Geographie

### Geographische Lage

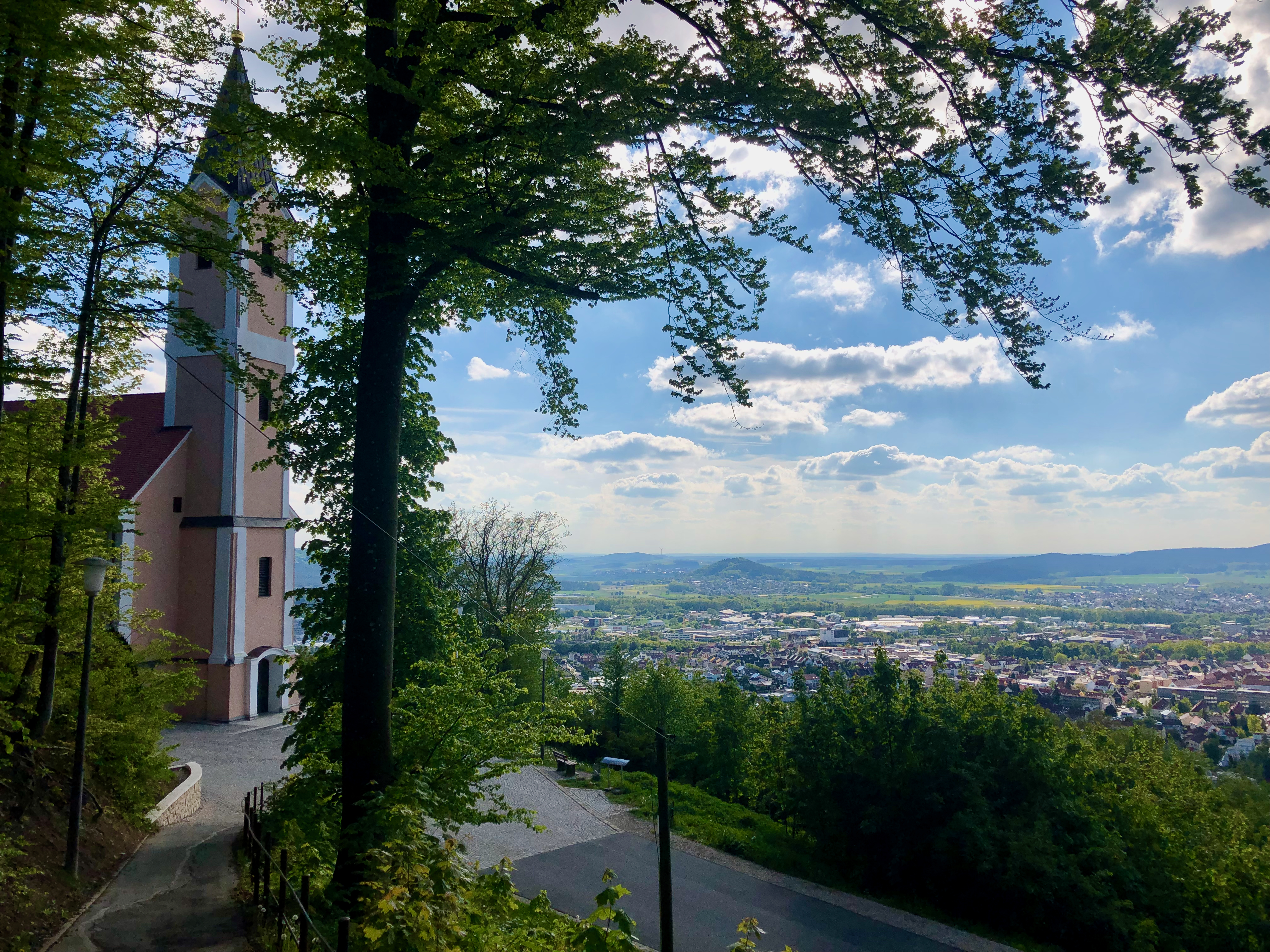
Ausblick von der Wallfahrtskirche Mariahilf über Neumarkt in Richtung Südwest

Neumarkt liegt am Westrand der Fränkischen Alb bzw. des Oberpfälzer Jura, eingebettet in einen Talkessel. Das Stadtgebiet reicht im Osten bis auf die Hochfläche des Oberpfälzer Jura, ansonsten ist es begrenzt durch die Zeugenberge Dillberg, Staufer Berg und Buchberg. Der Neumarkter Talkessel entwässert nach Norden über die Schwarzach und Regnitz in den Main, nach Süden über Sulz und Altmühl, in die Donau, im Südosten auch über die Unterbürger Laber, die ebenfalls in die Altmühl fließt. Der Ludwig-Donau-Main-Kanal durchquert das Stadtgebiet in Nord-Süd-Richtung und überwindet dort die Europäische Wasserscheide, d. h. die Rhein-Donau Wasserscheide.
Die Höhenlage variiert zwischen 406 Metern an der Beckenmühle im Norden und 595 Metern in der Nähe des Gemeindeteils Fuchsberg, als Richtwert wird die Höhe des Rathauses mit 423 m ü. NHN angegeben.
Die folgenden Gemeinden, die alle zum Landkreis Neumarkt gehören, grenzen an die Große Kreisstadt. Sie werden im Uhrzeigersinn im Norden beginnend genannt: Berg bei Neumarkt in der Oberpfalz, Pilsach, Velburg, Deining, Sengenthal, Berngau und Postbauer-Heng.

### Geologie

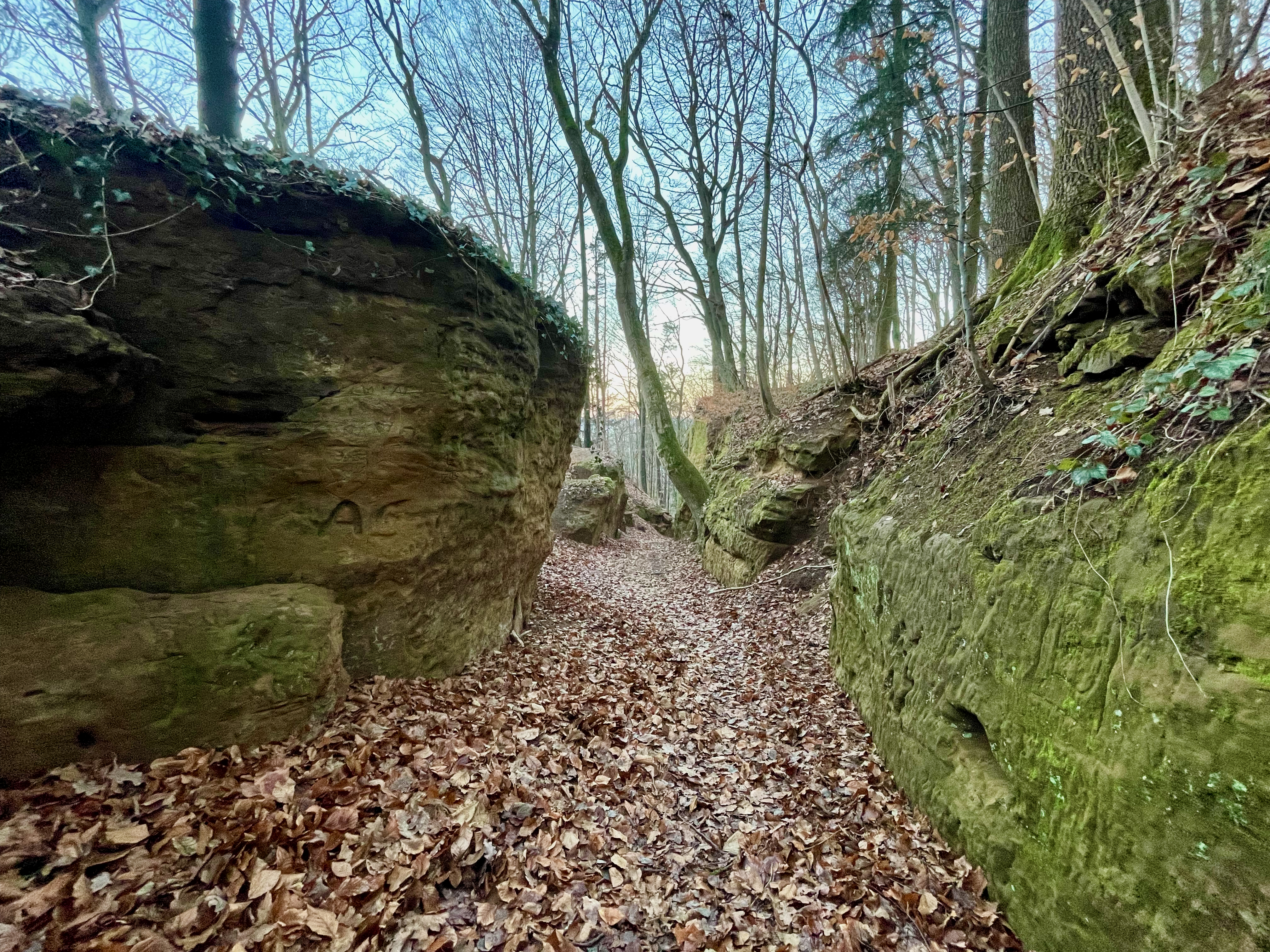
Sandsteinfelsen in der Teufelsschlucht

Neumarkt befindet sich an der westlichen Kante eines einstigen Korallenriffes der ehemaligen Tethys der Jurazeit, dem heutigen Oberpfälzer Jura.
Der Boden im Talkessel ist überwiegend sandig (daher auch der frühere Name „Neumarkt auf dem Sand“), am Rand gibt es vereinzelt Lehmvorkommen. Die Berge und die Jura-Hochfläche bestehen aus härteren Jurakalken, denen mehrere Quellen entspringen, beispielsweise die Weiße Laber im Stadtteil Voggenthal.

### Stadtgliederung und Flächennutzung
Neumarkt i.d.OPf. hat 45 Gemeindeteile (in Klammern ist der Siedlungstyp angegeben):
- Altenhof (Weiler)
- Auhof (Einöde)

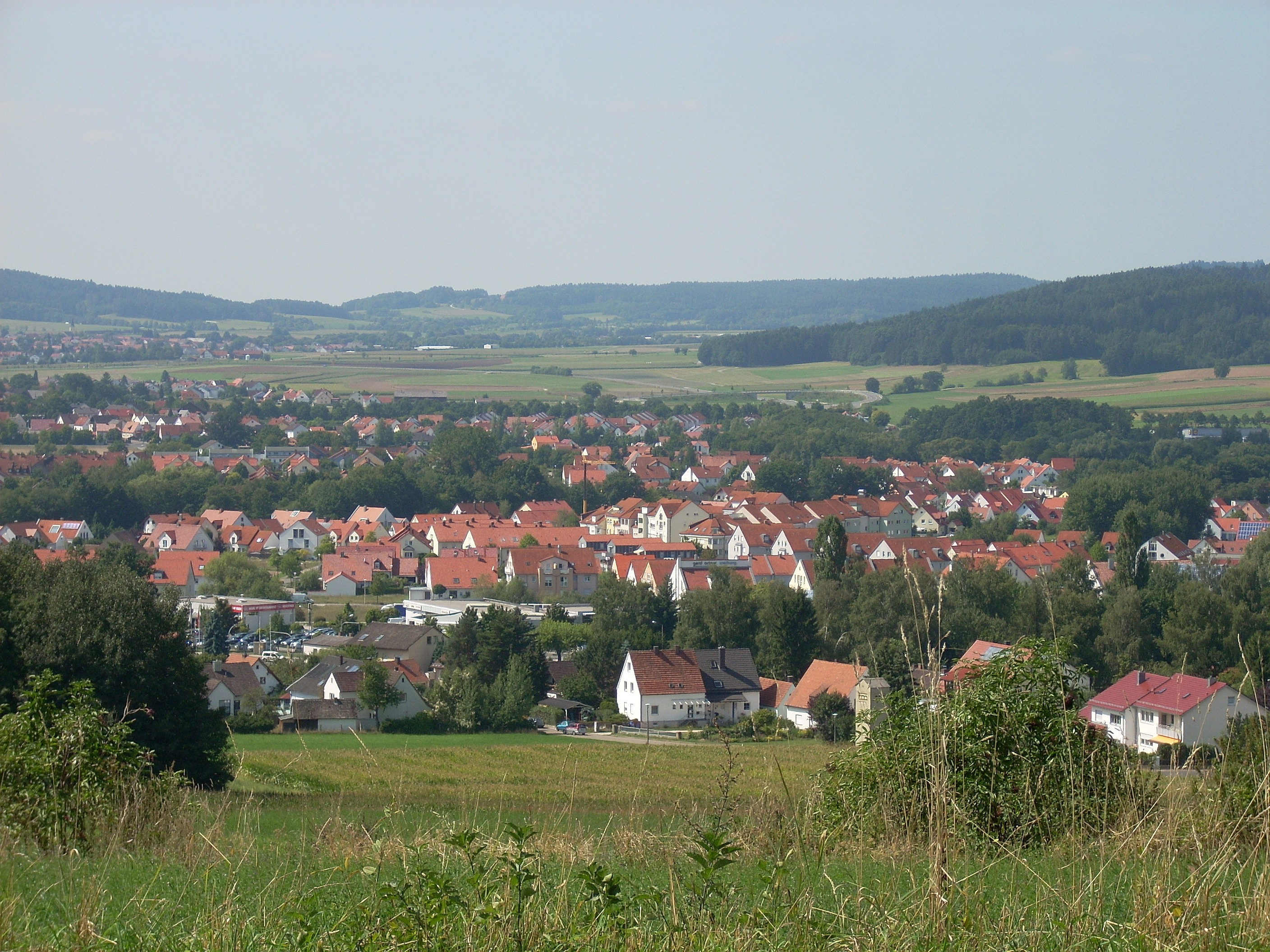
Stadtteile Kohlenbrunnermühle und Altenhof

- Autobahnmeisterei Neumarkt i.d.OPf. (Weiler)
- Beckenmühle (Einöde)
- Blomenhof (Weiler)
- Bodenhof (Einöde)
- Bodenmühle (Einöde)
- Eichenmühle (Einöde)
- Frickenhofen (Dorf)
- Friedlmühle (Einöde)
- Fuchsberg (Dorf)
- Großwiesenhof (Einöde)
- Guglhof (Einöde)
- Habersmühle (Einöde)
- Helena (Kirchdorf)
- Höhenberg (Dorf)
- Höhenberg im Tal (Siedlung)
- Holzheim (Kirchdorf)
- Iberlsmühle (Einöde)
- Ischhofen (Kirchdorf)
- Karhof (Weiler)
- Kohlenbrunnermühle (Weiler)
- Koppenmühle (Einöde)
- Labersricht (Dorf)
- Lähr (Dorf)
- Lampertshofen (Kirchdorf)
- Lippertshofen (Kirchdorf)
- Neumarkt i.d.OPf. (Hauptort)
- Ottosau (Weiler)
- Pelchenhofen (Pfarrdorf)
- Pölling (Pfarrdorf)
- Rittershof (Kirchdorf)
- Rödelberg (Dorf)
- Schafhof (Dorf)
- Schleifmühle (Einöde)
- Schmermühle (Einöde)
- Schönmühle (Einöde)
- Stauf (Kirchdorf)
- Steinberg (Einöde)
- Tiefenbrunn (Einöde)
- Ungenricht (Einöde)
- Voggenthal (Dorf)
- Woffenbach (Pfarrdorf)
- Wolfstein (Weiler)
- Wolfstein (Siedlung)

Das Stadtgebiet Neumarkts besteht aus der Kernstadt Neumarkt sowie mehreren Dörfern und Einödhöfen. Die Große Kreisstadt setzt sich aus zehn Gemarkungen zusammen, die Flächen der ehemals selbständigen Gemeinden darstellen.
| Gemarkung     | Fläche in Hektar |
| ------------- | ---------------- |
| Helena        | 01125            |
| Holzheim      | 00473            |
| Labersricht   | 00549            |
| Lippertshofen | 00549            |
| Mühlen        | 00748            |

| Gemarkung         | Fläche in Hektar |
| ----------------- | ---------------- |
| Neumarkt i.d.OPf. | 01461            |
| Pelchenhofen      | 00715            |
| Pölling           | 01057            |
| Stauf             | 00575            |
| Woffenbach        | 00644            |

#### Stadt Neumarkt

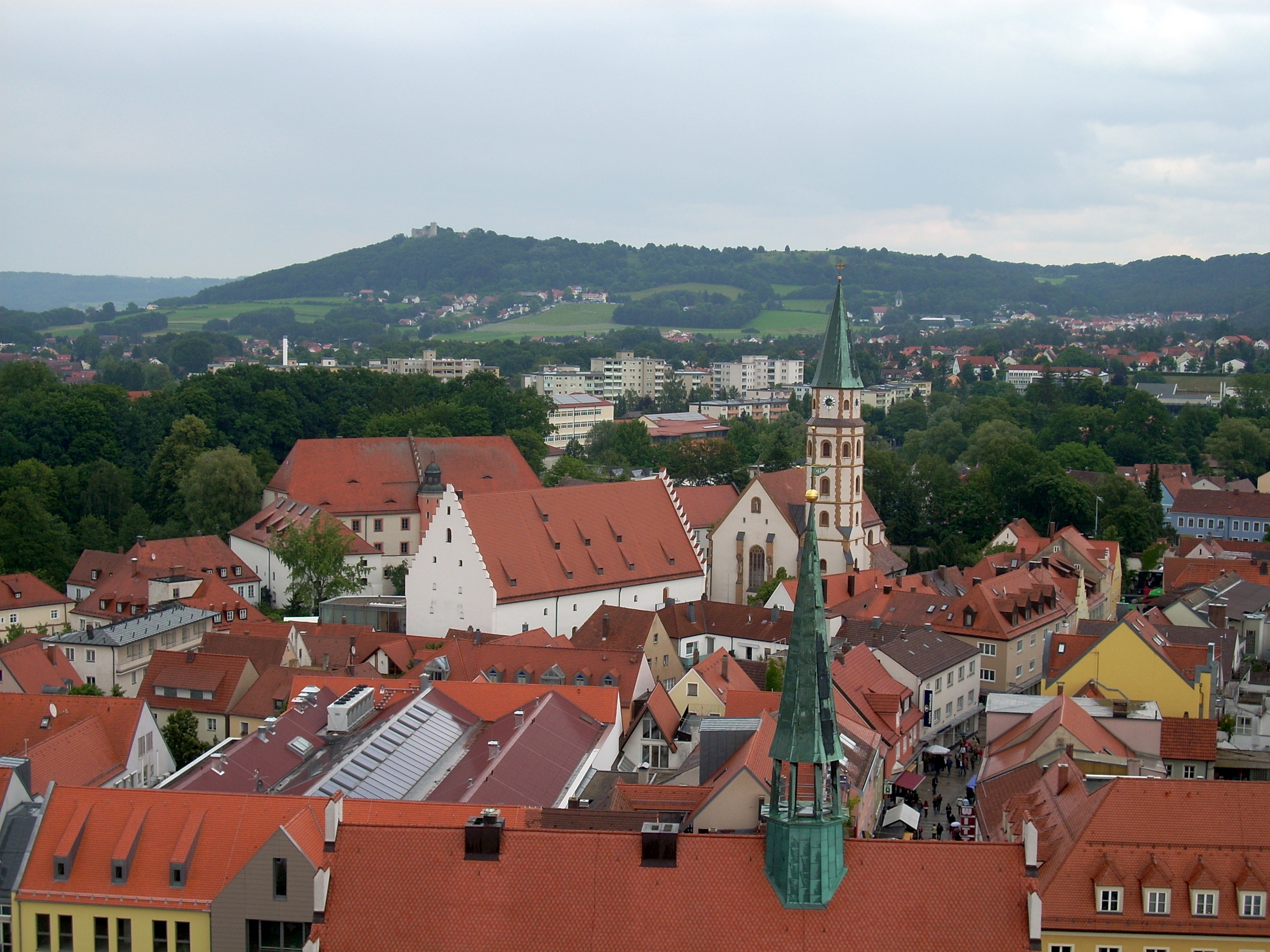
Altstadt: Schlossviertel mit Pfalzgrafenschloss, Hofkirche und Reitstadel

Kern des Stadtgebiets ist die Altstadt in ihren noch erkenntlichen Umrissen. Sie wird in die historischen Viertel Schlossviertel, Kastenviertel, Johannesviertel und Kreuzviertel eingeteilt, die durch die Achsen Marktstraße und Hallertorstraße/Klostergasse getrennt werden. Ab 1850 entstanden erste Wohnsiedlungen außerhalb der Stadtmauer in Richtung Osten, entlang der heutigen Mühlstraße, Mariahilfstraße und Badstraße. Im Süden entwickelte sich ab 1920 das Industriegebiet Süd. Nach 1945 wurde die Stadt auch nach Westen erweitert und wuchs mit den Gemeinden Woffenbach und Holzheim zusammen. Im Norden, Osten und Süden entstanden weitere Siedlungsgebiete um das Zentrum, im Uhrzeigersinn von Nord nach Süd sind dies: Altenhof, Koppenmühle, Kohlenbrunnermühle, Mühlen, Wolfstein, Weinberg, Schlosserhügel und Hasenheide.
Geographisch wird das geschlossene Stadtgebiet von der Stadtumgehung Berliner Ring beziehungsweise Münchener Ring im Norden, Westen und Süden sowie vom Albtrauf des Oberpfälzer Jura im Osten (Mariahilfberg, Wolfsteinberg) begrenzt.

#### Ehemalige Gemeinden
Durch die Gebietsreform wurden am 1. Juli 1972 die Gemeinden Helena, Holzheim, Labersricht, Lippertshofen, Mühlen, Pelchenhofen und Pölling sowie Teile der aufgelösten Gemeinden Stauf und Woffenbach eingegliedert und das Stadtgebiet damit erheblich erweitert.
Im Norden befinden sich die Stadtteile Ischhofen und Rödelberg, die die ehemalige Gemeinde Mühlen bildeten, sowie das ehemals selbstständige Labersricht.
Die beiden ebenfalls eingegliederten Gemeinden Pölling und Woffenbach sowie Rittershof sind die westlichsten Stadtteile, daran schließt sich im Nordosten die ehemalige Gemeinde Holzheim an. Im Südwesten gehört Stauf, Hauptort der ehemaligen Gemeinde, zur Stadt.
Auf der Jura-Hochfläche der Fränkischen Alb im Osten befinden sich die Stadtteile Frickenhofen, Fuchsberg, Höhenberg, Höhenberg im Tal, Lampertshofen, Lippertshofen, Ottosau, Pelchenhofen, St. Helena und Voggenthal noch als dörflich geprägte Ortschaften.
Außerdem gibt es im Stadtgebiet verschiedene Mühlen und Einödhöfe, beispielsweise Tiefenbrunn, Bodenmühle und Habershöhe.

#### Gebäudeverteilung
| Gebäudebestand am 31.12.2007                 | Gebäudebestand am 31.12.2007 |
| -------------------------------------------- | ---------------------------- |
| Wohngebäude je 1000 Einwohner                | 243,0                        |
| Anteil der Gebäude mit 1 Wohnung             | 72,3 %                       |
| Anteil der Gebäude mit 2 Wohnungen           | 17,6 %                       |
| Anteil der Gebäude mit 3 oder mehr Wohnungen | 10,2 %                       |
| Durchschnitt Einwohner je Wohnung            | 2,2                          |
| Durchschnittl. Wohnfläche je Einwohner       | 95,1 m²                      |

Quelle

### Bevölkerung

Einwohnerentwicklung von Neumarkt in der Oberpfalz von 1840 bis 2017. Rot: damaliger Gebietsstand, blau: heutiger Gebietsstand

#### Einwohnerentwicklung
Seit dem 19. Jahrhundert ist die Einwohnerzahl auf heute etwa 40.000 angewachsen, insbesondere auch durch Eingemeindungen im Rahmen der Gebietsreform 1972.
Kreisfreie Stadt Neumarkt i.d.OPf.
| Stand | Einwohner |
| ----- | --------- |
| 1840  | 4.200     |
| 1855  | 3.810     |
| 1871  | 4.513     |
| 1880  | 5.071     |
| 1900  | 6.041     |

| Stand | Einwohner |
| ----- | --------- |
| 1910  | 6.375     |
| 1925  | 7.766     |
| 1939  | 10.555    |
| 1961  | 20.320    |
| 1970  | 24.765    |

Große Kreisstadt Neumarkt i.d.OPf.
| Stand | Einwohner |
| ----- | --------- |
| 1972  | 28.735    |
| 1980  | 30.477    |
| 1991  | 36.564    |
| 1995  | 38.623    |
| 2000  | 40.977    |
| 2005  | 40.957    |
| 2010  | 39.163    |

| Stand  | Einwohner |
| ------ | --------- |
| 2011 ¹ | 38.362    |
| 2015   | 39.333    |
| 2016   | 39.637    |
| 2017   | 39.902    |
| 2018   | 40.147    |
| 2023   | 41.255    |

¹ Zensus 2011

### Klima
Durch seine Lage in Mitteleuropa befindet sich Neumarkt in der kühlgemäßigten Klimazone. Dabei liegt die Stadt im Übergangsbereich zwischen dem feuchten atlantischen und dem trockenen Kontinentalklima.
|                       | Jan  | Feb  | Mär  | Apr  | Mai  | Jun  | Jul  | Aug | Sep  | Okt  | Nov  | Dez  |   |       |
| Mittl. Tagesmax. (°C) | 2    | 4    | 9    | 14   | 19   | 22   | 24   | 24  | 19   | 14   | 7    | 3    | ⌀ | 13,5  |
| Mittl. Tagesmin. (°C) | −2   | −1   | 1    | 4    | 8    | 11   | 13   | 13  | 10   | 6    | 2    | −1   | ⌀ | 5,4   |
|                       |      |      |      |      |      |      |      |     |      |      |      |      |   |       |
| Niederschlag (mm)     | 29,5 | 27,5 | 35,0 | 30,0 | 33,7 | 50,8 | 56,7 | 40  | 37,5 | 41,3 | 37,4 | 35,5 | Σ | 454,9 |

| −2 |

| −1 |

| 1 |

| 4 |

| 8 |

| 11 |

| 13 |

| 13 |

| 10 |

| 6 |

| 2 |

| −1 |

| −2 |

| −1 |

| 1 |

| 4 |

| 8 |

| 11 |

| 13 |

| 13 |

| 10 |

| 6 |

| 2 |

| −1 |

| N i e d e r s c h l a g | 29,5 | 27,5 | 35,0 | 30,0 | 33,7 | 50,8 | 56,7 | 40  | 37,5 | 41,3 | 37,4 | 35,5 |
|                         | Jan  | Feb  | Mär  | Apr  | Mai  | Jun  | Jul  | Aug | Sep  | Okt  | Nov  | Dez  |

## Geschichte

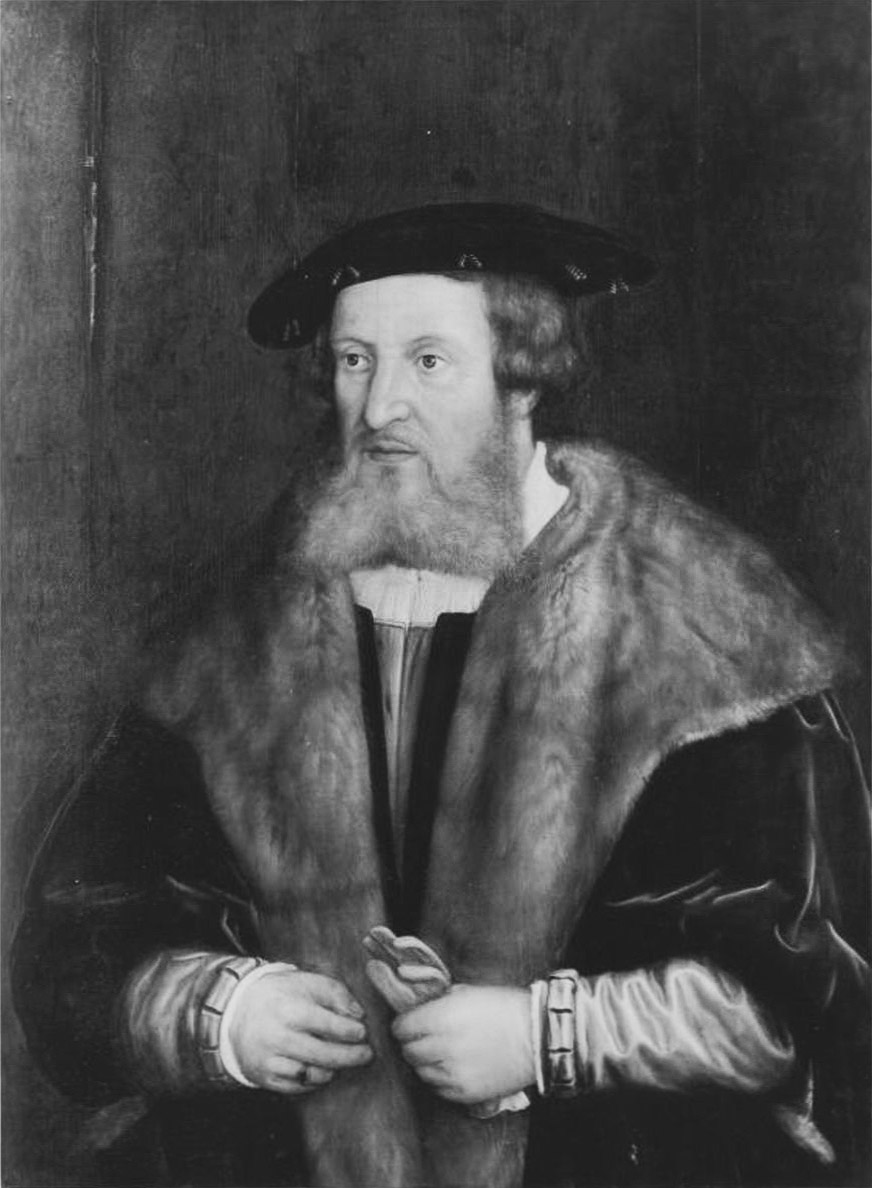
Friedrich II. von der Pfalz

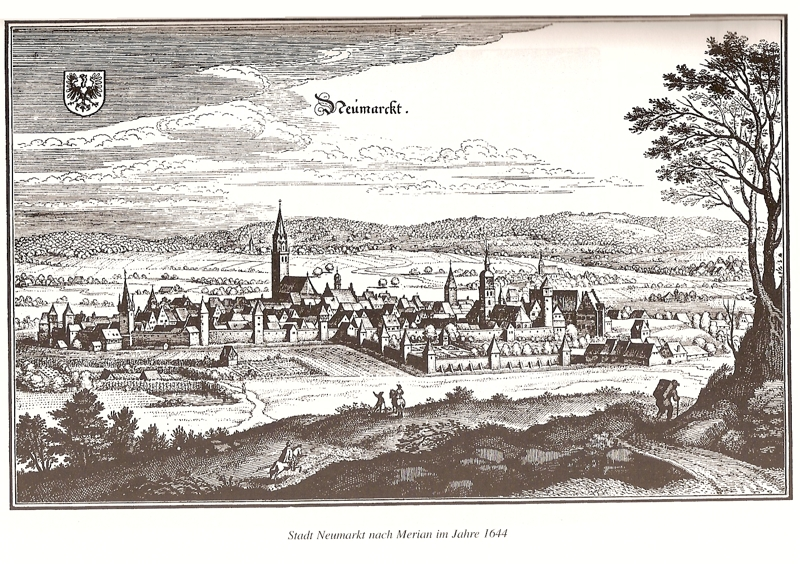
Neumarkt nach Merian (um 1644)

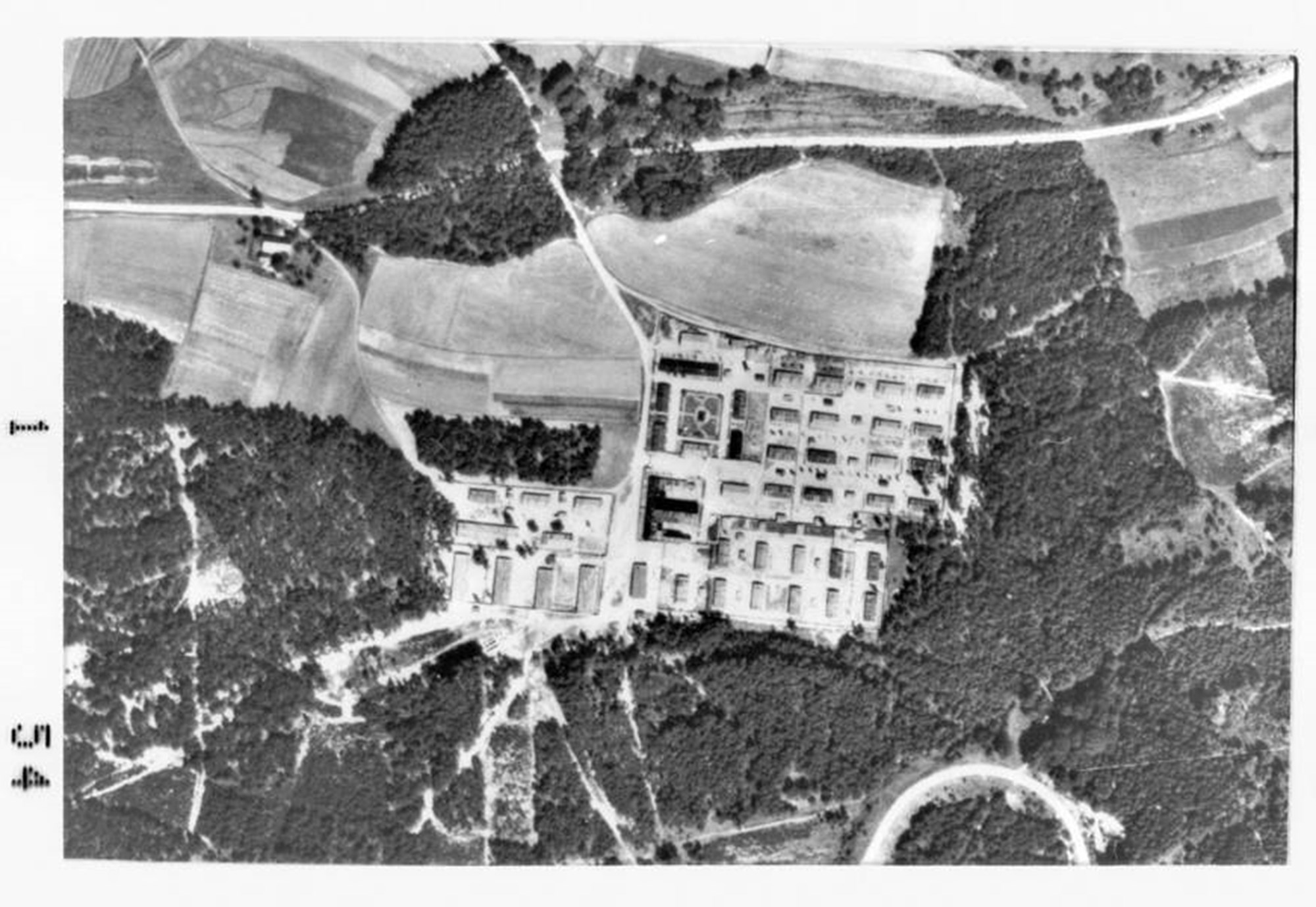
Internierungslager Wolfstein (1943)

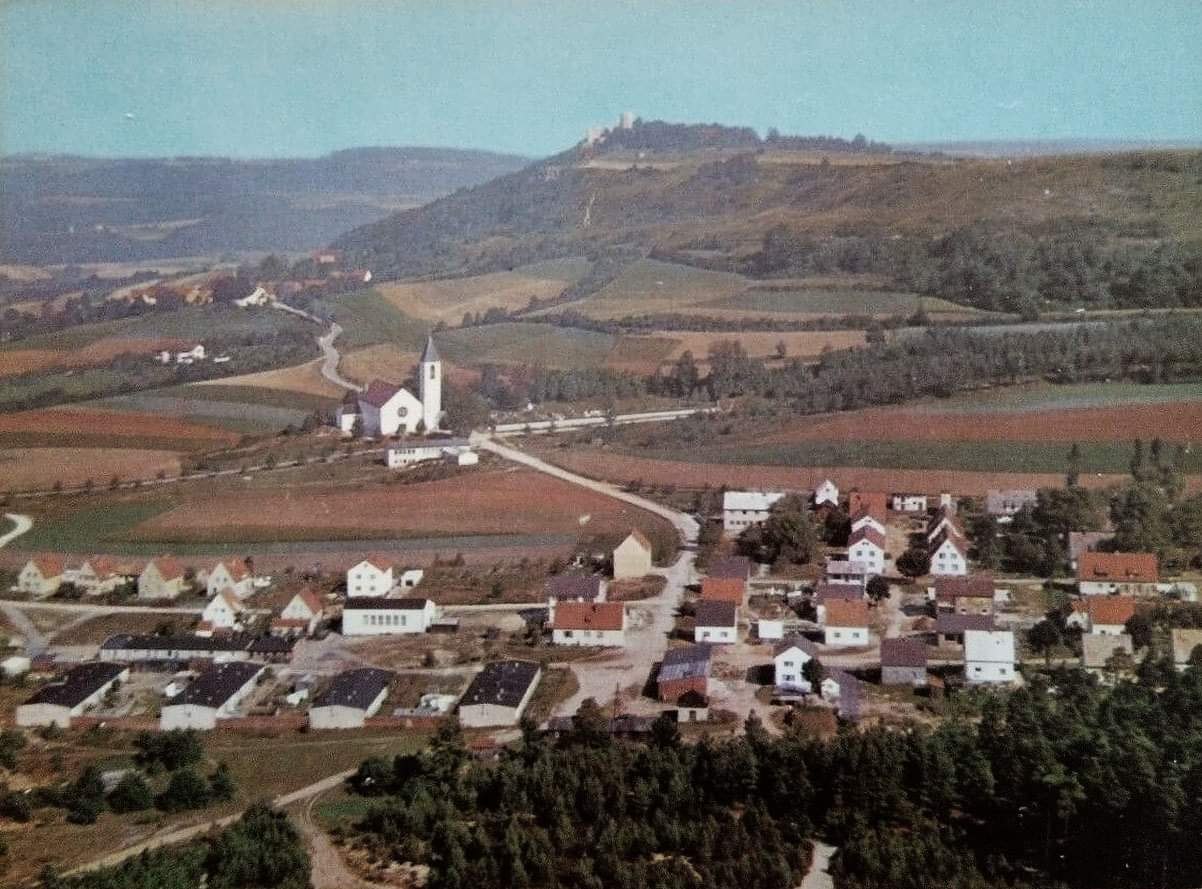
Siedlung Wolfstein, im Hintergrund Schafhof (um 1960)

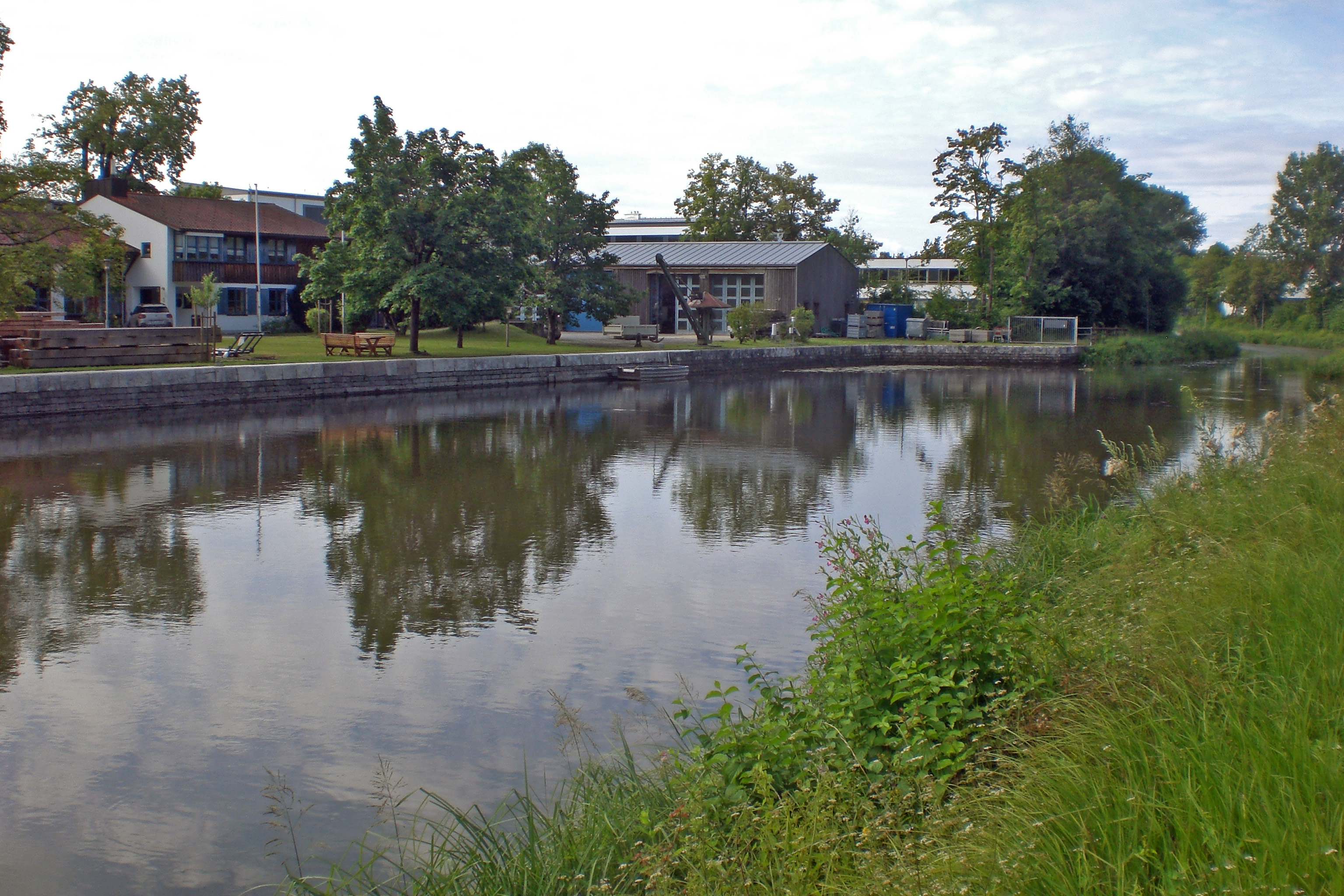
Hafen Neumarkt (2024)

Spuren einer ersten Besiedlung lassen sich bis in die Jungsteinzeit zurückverfolgen, rund um Neumarkt existieren zahlreiche Grabhügel und mehrere keltische Wallanlagen. Erste Ortsgründungen durch die Bajuwaren werden im 6. und 7. Jahrhundert vermutet, zum Beispiel der heutige Stadtteil Pölling.
Die genauen Gründungsdaten von Neumarkt sind nicht bekannt, aber die Gründung als „neuer Markt“ wird für den Anfang des 12. Jahrhunderts an der Handelsstraße zwischen Nürnberg und Regensburg angenommen. 1135 und 1160 wurde die Stadt erstmals urkundlich erwähnt, 1315 wurde zum ersten Mal von einer Stadtbefestigung berichtet. Im 13. Jahrhundert gewährte Kaiser Friedrich II. Zollfreiheit zwischen Neumarkt und Nürnberg und der Stadt damit auch die Reichsunmittelbarkeit. Diesen Status konnte die Stadt jedoch nie durchsetzen, 1329 fiel die Stadt durch den Hausvertrag von Pavia an die pfälzischen Wittelsbacher.
Im 15. und 16. Jahrhundert war Neumarkt pfälzische Residenzstadt und bis 1531, als Kaiser Karl V. sie als erblichen Besitz an die Pfalzgrafen übereignete, Freie Reichsstadt. Pfalzgraf Johann verlegte seinen Regierungssitz dorthin und begann, die Stadt zur Residenz auszubauen. Es entstanden unter anderem die Kirche St. Johannes, die Hofkirche und das Pfalzgrafenschloss. Es folgten die Pfalzgrafen Otto I., sein Sohn Otto II. und Friedrich II. von der Pfalz, der später Kurfürst wurde und nach Heidelberg übersiedelte.
Nach den Pfalzgrafen verlor Neumarkt stark an Bedeutung. Im politischen und wirtschaftlichen Leben spielte die Stadt nur noch für die Region eine Rolle, das Wachstum kam nahezu zum Stillstand. Erst in der Mitte des 19. Jahrhunderts machte sich wieder ein Aufschwung bemerkbar. Bedeutende Ereignisse waren in 300 Jahren nicht zu verzeichnen.
Im Dreißigjährigen Krieg wurde Neumarkt von 1633 bis 1635 und von 1646 bis 1649 von schwedischen Truppen besetzt, die die Stadt plünderten und teilweise zerstörten.
In den Koalitionskriegen kam es im Sommer 1796 zu einer dramatischen Begegnung zwischen französischen und österreichischen Truppen, als sich die Franzosen in der Stadt verbarrikadierten und die Österreicher deren komplette Zerstörung androhten. In diesem Kontext existiert die Legende von der Rettung der Stadt Neumarkt durch den Neumarkter Schmied Veit Jung, der eigenmächtig das Obere Tor aufschlug, um Schlimmeres zu verhindern. Zwar ist belegt, dass Veit Jung tatsächlich lebte; die ersten Berichte von der Rettung Neumarkts durch ihn wurden jedoch erst 47 Jahre nach seinem Tod aufgeschrieben, so dass der Wahrheitsgehalt der Rettung Neumarkt durch Veit Jung nicht mehr verifiziert werden kann.
Als Bayern ab 1806 unter Napoléon I. Königreich wurde, erhielt Neumarkt den Status einer königlich-bayerischen Stadt und wurde Sitz eines Landgerichts. Im 19. Jahrhundert wandelte sich Neumarkt allmählich zum Industriestandort. Ab 1830 arbeiteten im Raum Neumarkt mehrere Tausend Menschen am Bau des Ludwigskanals, mit seiner Fertigstellung 1846 wurde Neumarkt Hafenstadt. 1884 entstand mit den Express Werken die erste Fahrradfabrik in Kontinentaleuropa.
Die wirtschaftlichen und politischen Auswirkungen des Ersten Weltkriegs wurden auch in Neumarkt bald spürbar. Über 300 Neumarkter fielen im Krieg. In den 1920er Jahren war die Stadtverwaltung sehr bemüht, neue Industrien anzusiedeln. 1921 wurde der ehemalige Exerzierplatz an die Holzgroßhandlung Pfleiderer aus Heilbronn verkauft, die später als Pfleiderer ihren Unternehmenssitz nach Neumarkt verlegte. 1922 gründete die Bleistiftfabrik Eberhard Faber ein Werk an der heutigen EFA-Straße.
Im September 1923 wurde in Neumarkt eine erste Ortsgruppe der NSDAP gegründet, die bereits am Deutschen Tag am 23. September öffentlich auftrat. Der Wegzug aktiver Parteigänger aus Neumarkt führte jedoch dazu, dass die nationalsozialistische Bewegung vor Ort bald wieder zerfiel. Erst 1928 erfolgte eine Neugründung der Partei. Ab 1933 übernahm auch in Neumarkt die NSDAP die Macht. Als Geburtsort von Dietrich Eckart trug sie den offiziellen Namenszusatz „Dietrich-Eckart-Stadt“. Wie im ganzen Reich fanden auch dort umfangreiche Judenverfolgungen statt, die Synagoge in der Hallertorstraße wurde im November 1938 zerstört. Am Karfreitag 1942 wurde Neumarkt „judenfrei“, als die 15 letzten Juden in Konzentrationslager gebracht wurden. Für die zahlreichen Zwangsarbeiter in der Industrie richteten die Nationalsozialisten 1942 im heutigen Stadtteil Wolfstein ein Internierungslager ein.
Kurz vor dem Ende des Zweiten Weltkriegs wurde Neumarkt durch zwei Luftangriffe am 23. Februar 1945 (Operation Clarion) und am 11. April 1945 größtenteils zerstört. Beim ersten Angriff kamen durch einen Volltreffer auf den Bahnhofsbunker 400 meist ungarische Flüchtlinge ums Leben. In den Expresswerken starben 90 sowjetische Zwangsarbeiter und ein deutscher Wachsoldat. 100 Einwohner der Stadt verloren ihr Leben im Flammenmeer des zweiten Angriffs. Versuche der Bevölkerung, die Stadt kampflos an die amerikanischen Truppen zu übergeben, scheiterten an den in Neumarkt stationierten SS-Truppen, die zudem noch von einer ungarischen SS-Division verstärkt wurden. Erst als am 22. April 1945 der Widerstand der SS nach einer Häuserschlacht gebrochen war, konnten die amerikanischen Truppen die Stadt einnehmen.
Der dem Krieg folgende Wiederaufbau führte zu einem Überwiegen der zeittypischen Architektur im Stadtbild. Jedoch gelang es, den historischen Charakter der Altstadt zu bewahren. Im Rahmen der Gebietsreform von 1972 wurde die kreisfreie Stadt Neumarkt am 1. Juni in den Landkreis Neumarkt eingegliedert und zur Großen Kreisstadt erklärt. Die 1990 begonnene Altstadtsanierung belebt das Stadtbild ganz erheblich. Der Rathausplatz und die Klostergasse wurden in eine Fußgängerzone umgewandelt.
1997 wurde der ehemalige Schlachthof abgerissen, um Platz für die Jura-Galerie, ein Einkaufszentrum, zu schaffen. Das Vorhaben war von Anfang an umstritten, ein Bürgerentscheid 2000 stoppte das Projekt zunächst. Später erwarb die Max Bögl GmbH das Gelände und begann mit Neuplanungen für ein neues Stadtquartier. Am 17. September 2015 wurde unter dem Namen „NeuerMarkt“ ein Einkaufs- und Dienstleistungszentrum eröffnet.
1998 fand vom 24. April bis zum 4. Oktober in Neumarkt die 8. Bayerische Landesgartenschau statt. Der Zuschlag dafür wurde erst 1995, nachdem Landshut aus finanziellen Gründen zurückgetreten war, erteilt. Im Juli 2004 wurde das viel diskutierte Museum Lothar Fischer eröffnet. 2009 folgte das Museum für historische Maybach-Fahrzeuge.

## Religionen

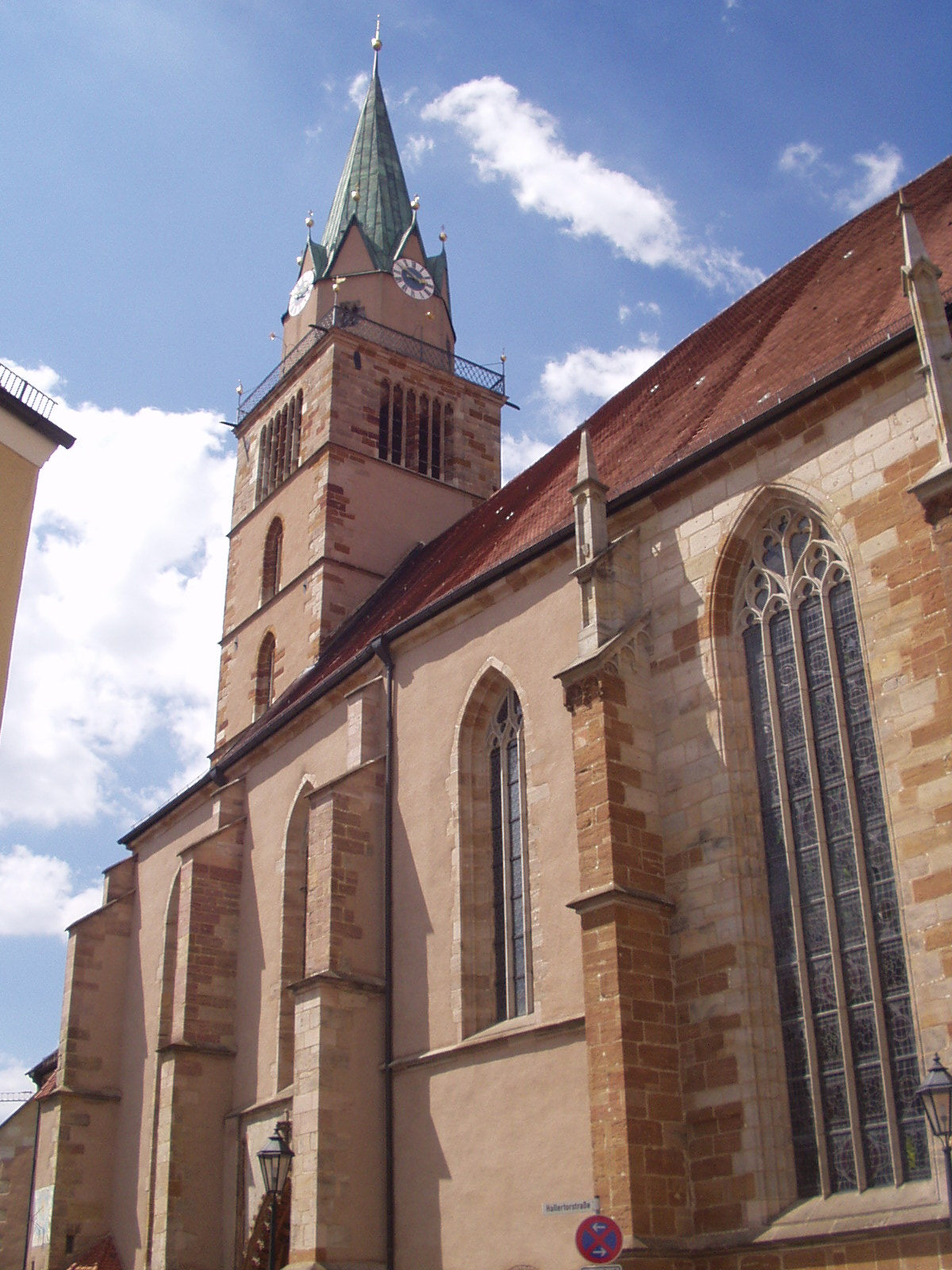
Münster St. Johannes

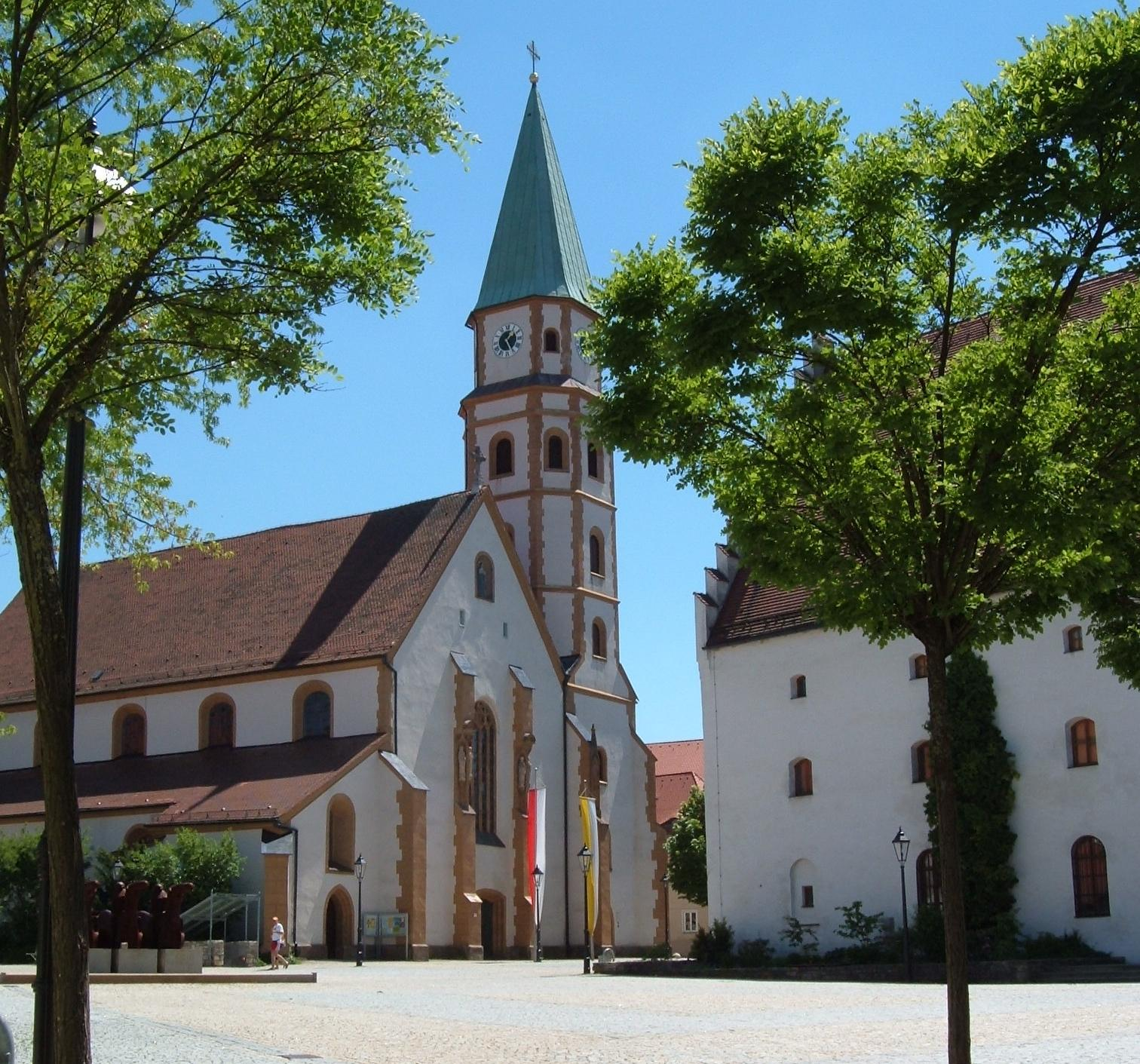
Hofkirche „Zu Unserer Lieben Frau“ am Residenzplatz

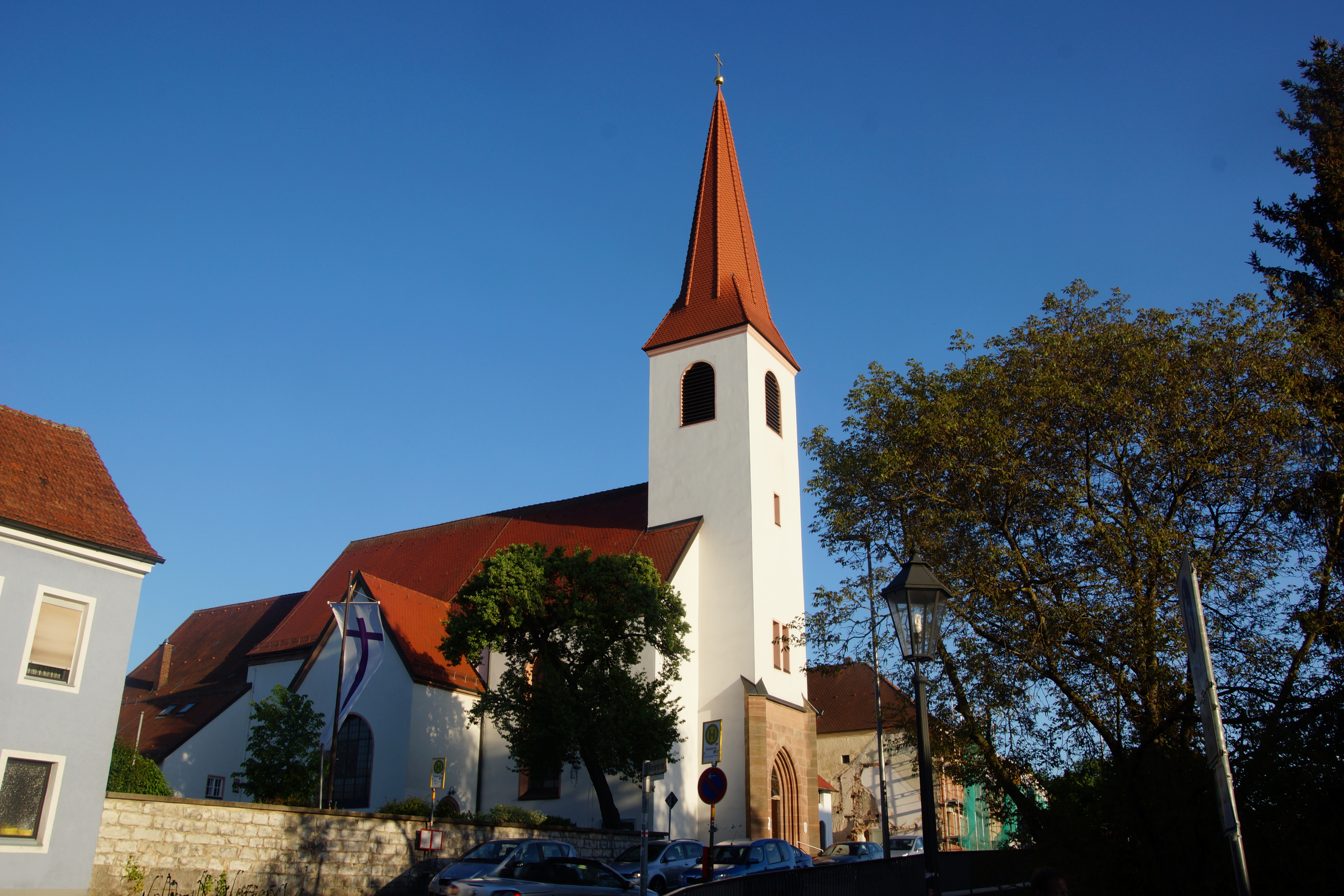
Christuskirche

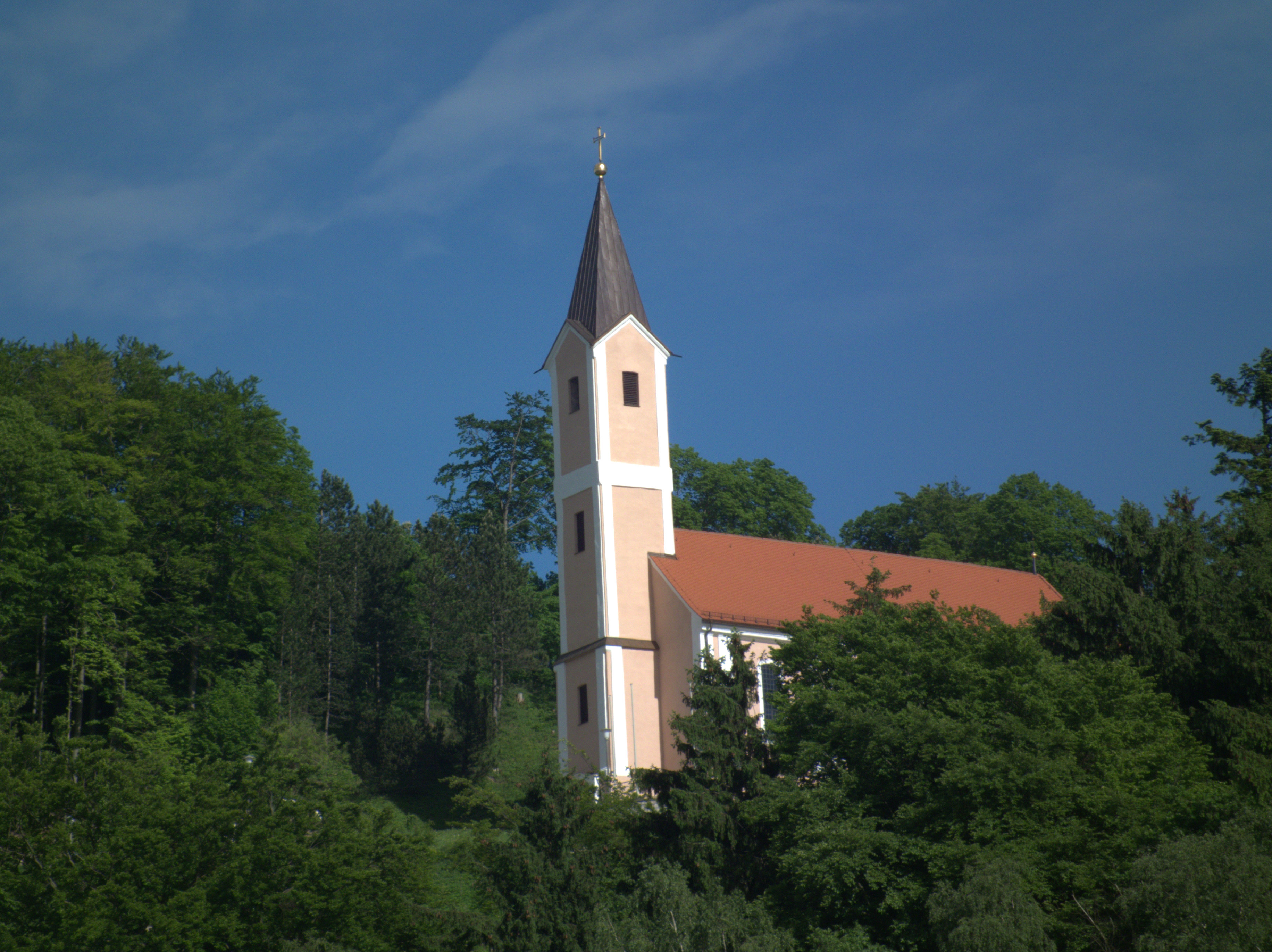
Wallfahrtskirche Mariahilf

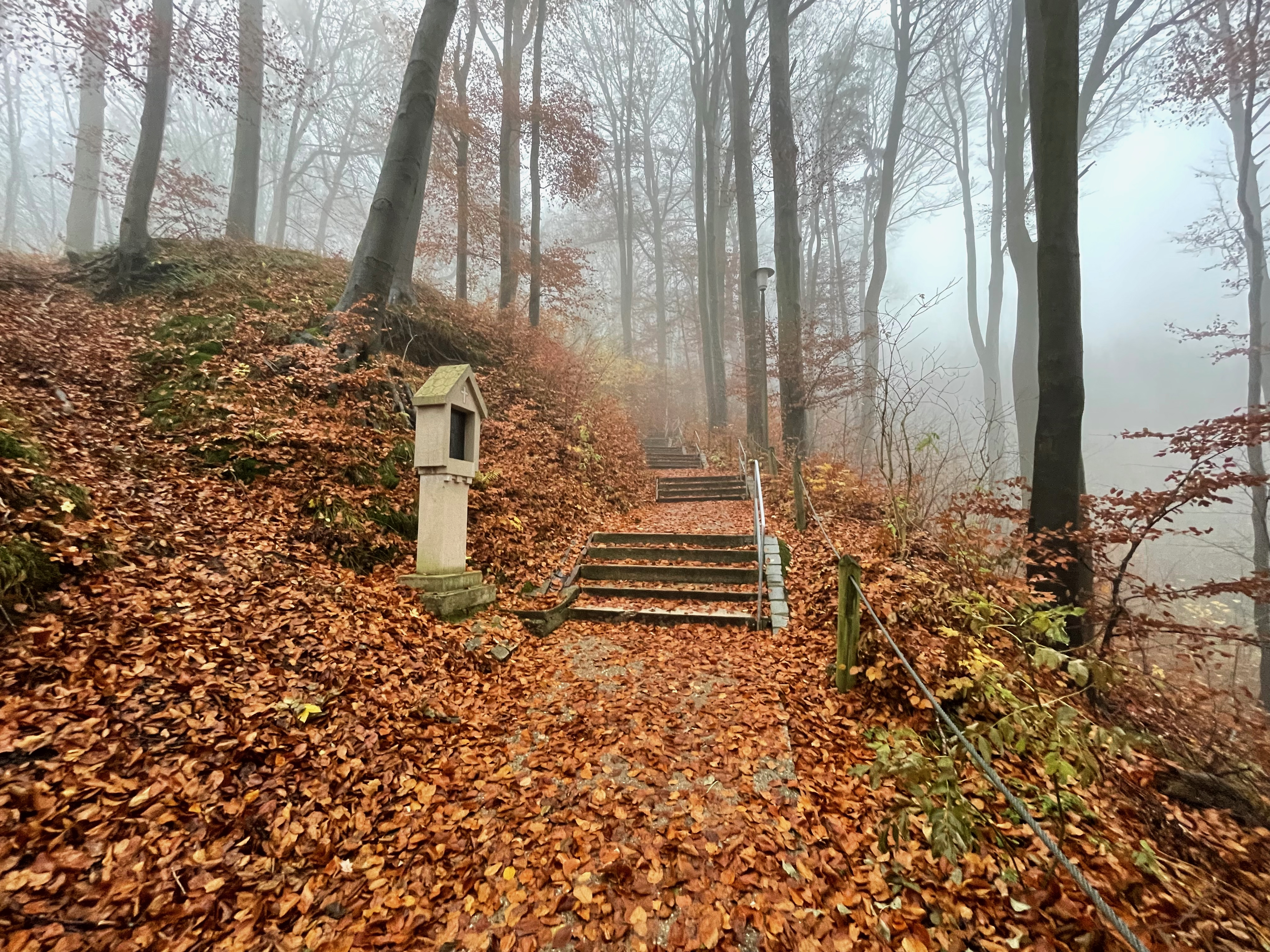
Kreuzweg auf den Mariahilfberg

### Konfessionsstatistik
In 2008 war der überwiegende Teil der Bevölkerung römisch-katholisch, der Anteil lag bei circa 66,4 %, 16,4 % der Neumarkter Bevölkerung waren Mitglieder der evangelischen Kirche und 17,2 % waren entweder konfessionslos oder gehörten einer anderen Glaubensgemeinschaft an. 2020 waren 55,9 % der Einwohner katholisch, 14 % evangelisch und 30 % waren entweder konfessionslos oder gehörten einer anderen Religion an. Mit Stand 31. Dezember 2024 waren 48,6 % der Neumarkter römisch-katholisch, 12,5 % evangelisch und 38,9 % waren entweder konfessionslos oder gehörten einer anderen Glaubensgemeinschaft an.

### Christentum
Das katholische Dekanat Neumarkt gehört zum Bistum Eichstätt, das evangelische Dekanat Neumarkt gehört zum Kirchenkreis Regensburg, der wiederum ein Teil der Evangelisch-Lutherischen Landeskirche in Bayern ist.

#### Römisch-katholische Kirche
Die ersten katholischen Pfarrgemeinden waren die heutigen Pfarreien St. Johannes und Zu Unserer Lieben Frau.
Das Münster St. Johannes, an deren Stelle sich bereits um 1200 eine Vorgängerkirche befand, ist Pfarrkirche der ältesten Pfarrei der Stadt. Mit knapp 13.800 Katholiken ist die Pfarrei die größte in der Diözese Eichstätt. Zu ihr gehören die Kirchen St. Helena im gleichnamigen Gemeindeteil, St. Anna am Klinikum, St. Pius im Stadtteil Hasenheide und die Wallfahrtskirche Maria Hilf auf dem Mariahilfberg sowie kirchenrechtlich das Kloster St. Josef und die kleine Klinikkapelle.
Zu unserer Lieben Frau entstand ab 1410, die neue Kirche diente zunächst als Hofkirche für das benachbarte Pfalzgrafenschloss. Zu ihr gehören heute etwa 10.100 Katholiken.
Die Pfarrkirche Heilig Kreuz ist die Hauptkirche der gleichnamigen Pfarrei mit etwa 3100 Katholiken in den Stadtteilen Mühlen, Labersricht und Wolfstein. Die Pfarrei St. Ägidius, die denselben Pfarrer wie Heilig Kreuz hat, umfasst neben Pelchenhofen auch noch die Kirche in Lampertshofen sowie die Kapellen in Steinberg, Lippertshofen und Voggenthal. In den äußeren Gemeindeteilen befinden sich noch weitere katholische Pfarrgemeinden: In Pölling existiert die Pfarrei St. Martin mit der Kirche St. Martin, zu der auch die Kirchen und Kapellen in Holzheim und Rittershof gehören. Ihr gehören etwa 3400 Katholiken an. Die Kirche St. Willibald in Woffenbach ist Zentrum der Pfarrei Woffenbach mit etwa 2900 Katholiken, zu der auch die Kirche St. Walburga in Stauf gehört. Am ehemaligen Schloss in Woffenbach befindet sich auch die evangelische Schlosskapelle.

#### Evangelisch-Lutherische Kirche
Als sich im beginnenden 16. Jahrhundert die Lehren Martin Luthers auch in die katholische Oberpfalz verbreiteten, wurde auch hier die Evangelische Kirche zunehmend favorisiert und unter Pfalzgraf Friedrich II. die Reformation eingeführt. Die nächsten 100 Jahre waren geprägt von einem ständigen Wechsel der religiösen Lehren, je nachdem, ob der jeweilige Pfalzgraf gerade Lutheraner oder Calvinist war. 1628 kam Neumarkt an das Kurfürstentum Bayern und wurde rekatholisiert, vorerst nur kurz, da schwedische Truppen von 1633 bis 1635 und von 1646 bis 1649 Neumarkt besetzten und die Protestanten schützten. Erst danach wurde Neumarkt endgültig katholisch. 1655 mussten die letzten Protestanten die Stadt verlassen.
Die evangelische Hauptkirche ist die Christuskirche in der Kapuzinerstraße. Sie war Klosterkirche des ehemaligen Kapuzinerklosters, das bis zur Säkularisation 1803 bestand. Als Mitte des 19. Jahrhunderts wieder eine evangelische Gemeinde in Neumarkt entstand, wurde ihnen die Kapuzinerkirche überlassen. Weitere evangelische Gemeinden existieren in den Stadtteilen Wolfstein, Altenhof und Hasenheide.

#### Klöster
In der Badstraße im ehemaligen Kurhaus Wildbad befindet sich heute das Kloster St. Josef, das zum Orden der Niederbronner Schwestern gehört und bis 2005 Provinzmutterhaus war.
Neben der Wallfahrtskirche auf dem Mariahilfberg existierte von 1907 bis 2001 ein Kloster des Ordens der Unbeschuhten Karmeliten. Von 2004 bis 2016 wirkten dort polnische Redemptoristen-Patres. Im Spätsommer 2016 wurden diese durch Angehörige des argentinischen Ordens Institut des fleischgewordenen Wortes abgelöst.
An die Christuskirche grenzen heute noch die Gebäude des ehemaligen Kapuzinerklosters an, das von etwa 1650 bis 1802 existierte. In den denkmalgeschützten Gebäuden sind heute das Dekanatszentrum und die Verwaltung der Pfarrei untergebracht.
Das Kloster Heilig Geist befand sich etwa an der Stelle des heutigen Klinikums und übernahm im Mittelalter auch die Krankenversorgung.

### Judentum
Spätestens seit dem 13. Jahrhundert existierte in Neumarkt eine jüdische Gemeinde. Im Zuge des Rintfleisch-Pogroms, der am 27. Juli 1298 die nördliche Oberpfalz erreichte, wurden in Neumarkt mindestens 66 Juden umgebracht. Dies ist der erste Beleg für die Existenz von Juden in Neumarkt. Der Pestpogrom 1348/49 forderte ebenfalls Opfer. Die Synagoge, die damals in den Besitz der Kurfürsten überging, wurde am 27. April 1362 durch Kurfürst Ruprecht I. zurückgegeben. Bereits um 1391 wurden jedoch alle Kurpfälzer Juden des Landes verwiesen.
Nach der Teilung der Kurpfalz 1410 wurde Johann Herrscher des pfälzischen Teilfürstentums Pfalz-Neumarkt. Er sicherte den Juden für vier Jahre freies Geleit zu. Damit begann eine Periode, die von einem gewissen Wohlwollen gegenüber Juden geprägt war. Diese Zeit endete mit dem Tod des Pfalzgrafen Otto II. im Jahr 1499 und dem Rückfall seines Erbes an die Kurlinie. Die Neumarkter Juden mussten die Stadt verlassen und wurden endgültig von 1556 bis 1577 aus allen pfälzischen Gebieten ausgewiesen. Ein Teil der aus Neumarkt vertriebenen Juden wurden von den Freiherren von Wolfstein in Sulzbürg aufgenommen.
Juden kamen seitdem nur noch als Händler nach Neumarkt. Am 13. Mai 1661 verbot der Rat der Stadt, Juden über Nacht zu beherbergen. 1712 wurde von der kurpfälzischen Regierung in Amberg noch einmal das Verbot der dauernden Niederlassung von Juden bestätigt. Am 9. Mai 1755 wurde das Verbot, Juden zu beherbergen, etwas gelockert, so dass sie wenigstens für eine Nacht Quartier nehmen konnten.
Erst in der zweiten Hälfte des 19. Jahrhunderts konnten sich wieder Juden in Neumarkt niederlassen. Bis 1867 zogen zwölf Familien nach Neumarkt, wovon elf aus Sulzbürg kamen. In diesem Jahr wurde die Gründung einer Kultusgemeinde beschlossen. Die Gemeinde schloss sich dem Distriktsrabbinat Sulzbürg an und erhielt am 28. März 1868 ihren ersten Vorstand.
1868 wurde ein Anwesen mit einer Fläche von etwa 170 m² in der Hafnergasse 10 (heute: Hallertorstr. 9a) erworben und anschließend um- und ausgebaut. Das Gebäude beherbergte von nun an die Synagoge, die Mikwe, eine Wohnung für den Vorbeter und ab 1872 die israelitische Primarschule. Am 1. August 1868 wurde die Synagoge vom Sulzbürger Rabbiner Mayer Löwenmayer eingeweiht – unter Anwesenheit hoher weltlicher und geistlicher Würdenträger und unter Mitwirkung des Gesangsvereins der Stadt. Ebenfalls 1868 wurde der erste Religionslehrer eingestellt; er übernahm auch die Aufgaben des Vorbeters und des Schächters. 1872 hat die Regierung die Einrichtung einer jüdischen Primarschule genehmigt, obwohl zu diesem Zeitpunkt nur sechs Kinder gemeldet waren, die bis dahin die katholische Schule besucht hatten. In den folgenden Jahrzehnten besuchten durchschnittlich zehn bis zwanzig Kinder den Unterricht. Die Schule bestand bis 1923, als nur noch ein Schüler die Schule besuchte.
1879 erwarb die Gemeinde ein Grundstück (heute: Gießereistraße 3) und richtete dort einen Friedhof ein, der 1880 mit einer Mauer umgeben wurde. Bis dahin hatte die Gemeinde seit 1868 den Friedhof in Sulzbürg nützen müssen. Von 1867 bis 1885 wuchs die jüdische Gemeinde von 53 auf 150 Einwohner an, nahm dann wieder ab und hatte 1900 138, 1925 114 und 1933 105 Mitglieder. Im Ersten Weltkrieg verloren elf Gemeindemitglieder ihr Leben. Für sie wurde im Gebetsraum der Synagoge bei der 50-Jahr-Feier am 6. April 1919 eine Ehrentafel enthüllt, vor der von nun an ein Ewiges Licht brannte.
Die Synagoge wurde im Zuge der Novemberpogrome 1938 demoliert und bei Luftangriffen im Februar 1945 zerstört. Am Karfreitag 1942 wurden die letzten Juden deportiert. Heute leben wieder vereinzelt Bürger mit jüdischem Glauben in Neumarkt. Ein jüdischer Friedhof liegt neben dem Hauptfriedhof an der Ingolstädter Straße.
Trotz der nicht großen Anzahl von Juden spielten diese eine wichtige Rolle im Neumarkter Wirtschaftsleben. Die Brüder Goldschmidt gründeten 1882 die „Velozipedfabrik“ in der Ingolstädter Straße, wo alle damals gängigen Fahrradmodelle produziert wurden. Aus der Fabrik gingen die Express Werke hervor.

### Weitere Religionsgemeinschaften
Es gibt in Neumarkt eine kleine islamische Gemeinde, die der türkisch-islamischen Union (DITIB) angehört. Diese konnte im Jahr 2016 ihr eigenes Gemeindezentrum mit einem etwa 200 m² großen Gebetsraum beziehen. Das dreigeschossige Gebäude mit einer Nutzfläche von rund 1100 Quadratmetern war mit viel Eigenleistung und Unterstützung von Nachbargemeinden errichtet worden. Zuvor hatte die Gemeinde viele Jahre in gemieteten Räumen an der Regensburger Straße residiert.
Weitere Glaubensgemeinschaften sind:
- die Freie evangelische Gemeinde
- die Freikirche der Siebenten-Tags-Adventisten
- die Gemeinde der Christen Ecclesia
- die Neuapostolische Kirche sowie
- die Zeugen Jehovas.

## Politik

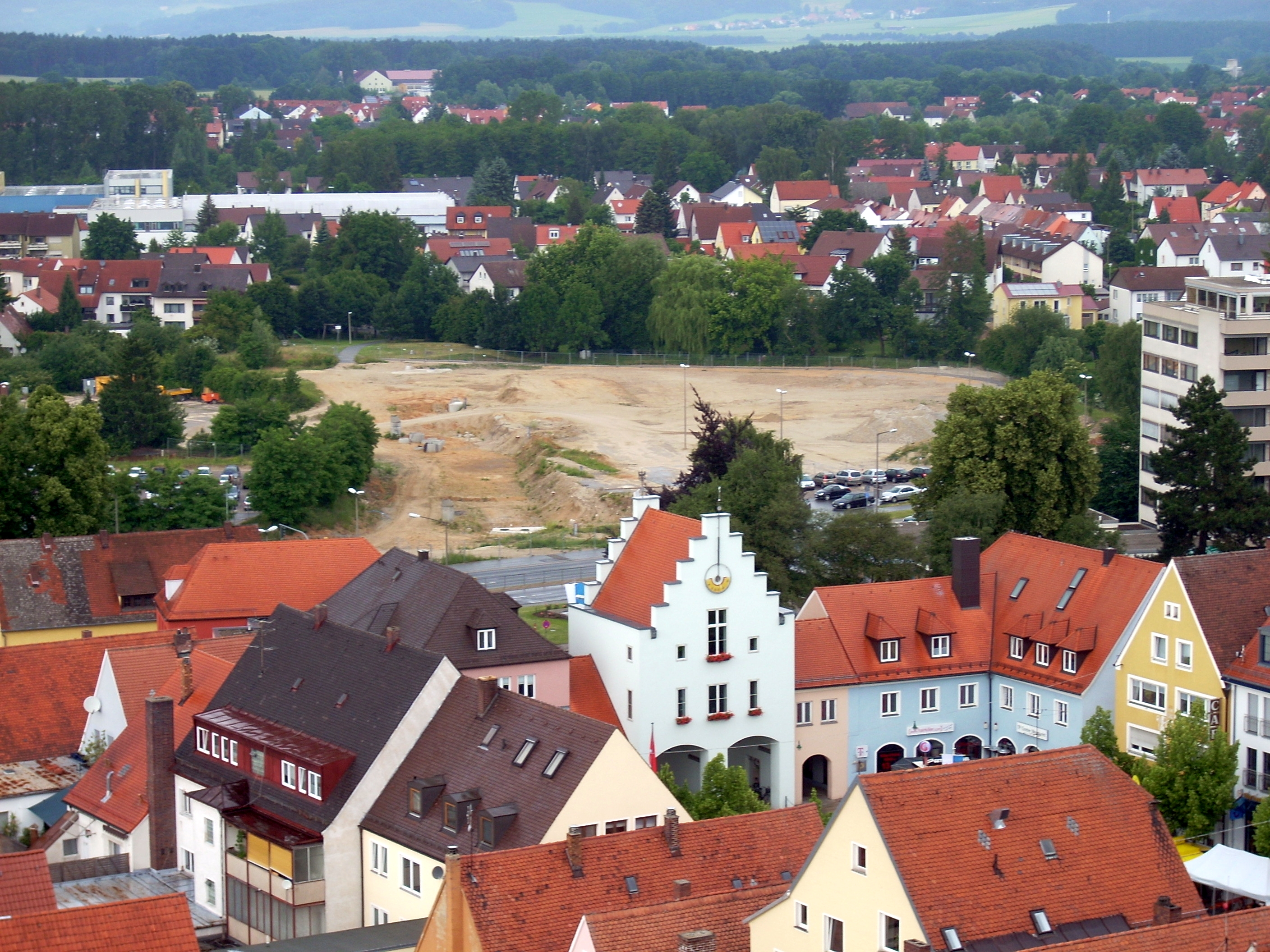
Lange Streitpunkt der Stadtpolitik: die Brachfläche am Unteren Tor

Das politische Leben Neumarkts war von 1945 bis 2008 von einer Dominanz der CSU geprägt, die bis 2005 durchgehend auch den Oberbürgermeister stellte.
Von 2005 bis 2023 stellten die Freien Wähler den Oberbürgermeister. Nach den OB-Wahlen im Oktober 2023 kehrte das höchste Amt der Stadt wieder in die Hände der CSU zurück. Nach den Wahlen und einem Übertritt stellt die CSU-Fraktion im Stadtrat mit 14 Sitzen wieder die stärkste Fraktion.
Die Freien Wähler stellen mit 12 Sitzen die zweitstärkste Fraktion.
Die Dominanz der Freien Wähler endete im Jahr 2023 nach der Abwahl von Thomas Thumann als OB.

### Stadtrat
Der Stadtrat besteht aus 40 ehrenamtlichen Stadträten und dem Oberbürgermeister und setzt sich seit der Stadtratswahl 2020 wie folgt zusammen:
| Partei / Liste              | Stimmenanteil 2020 | Stimmenanteil 2014 | Stimmenanteil +/− | Sitze 2020 | Sitze 2014 | Sitze +/− |
| --------------------------- | ------------------ | ------------------ | ----------------- | ---------- | ---------- | --------- |
| CSU*                        | 33,89 %            | 39,34 %            | − 6,45            | 13         | 16         | − 3       |
| UPW/Freie Wähler**          | 31,82 %            | 32,78 %            | − 0,96            | 13         | 13         | ± 0       |
| Bündnis 90/Die Grünen*      | 13,47 %            | 6,99 %             | + 6,48            | 5          | 3          | + 2       |
| SPD*                        | 11,32 %            | 14,12 %            | − 2,80            | 5          | 5          | ± 0       |
| Freie Liste Zukunft (FLitZ) | 4,19 %             | 5,04 %             | − 0,85            | 2          | 2          | ± 0       |
| FDP*                        | 2,90 %             | 1,73 %             | + 1,17            | 1          | 1          | ± 0       |
| DIE LINKE.*                 | 2,41 %             | –                  | + 2,41            | 1          | –          | + 1       |

* in Fettschrift: mit Fraktionen im Deutschen Bundestag vertreten
** Unabhängige Parteifreie Wählergemeinschaft/Freie Wähler Stadt Neumarkt i.d.OPf. e. V.
Von 2018 bis 2020 war außerdem die Bayernpartei erstmals seit 1960 wieder mit einem Abgeordneten vertreten. Nach dem Tod des Stadtrats Karl-Heinz Brandenburger (SPD) rückte für ihn Alexander Koll-Pfeiffer von der SPD-Liste bei der Kommunalwahl 2014 nach, der sich aber in der Zwischenzeit der Bayernpartei angeschlossen hatte.

### Oberbürgermeister und Bürgermeister
| Name              | Partei | Funktion          | Im Amt seit |
| ----------------- | ------ | ----------------- | ----------- |
| Markus Ochsenkühn | CSU    | Oberbürgermeister | 2023        |
| Marco Gmelch      | CSU    | Bürgermeister     | 2023        |
| Gertrud Heßlinger | SPD    | 2. Bürgermeister  | 2014        |

### Liste der Neumarkter Oberbürgermeister
| Name                                      | Partei                     | Funktion                                            | Amtszeit  |
| ----------------------------------------- | -------------------------- | --------------------------------------------------- | --------- |
| Königreich Bayern (1868–1918)             |                            |                                                     |           |
| Josef Max Feldbauer                       | Bayerische Patriotenpartei | Bürgermeister                                       | 1868–1876 |
| Joseph Weißenfeld                         | Bayerische Volkspartei     | Bürgermeister                                       | 1879–1915 |
| Friedrich Gruber                          | unbekannt                  | Bürgermeister (1916–1919), danach Oberbürgermeister | 1916–1920 |
| Weimarer Republik (1918–1933)             |                            |                                                     |           |
| Georg Weidner                             | DDP                        | Oberbürgermeister                                   | 1920–1931 |
| Thomas Rössert                            | BVP                        | Oberbürgermeister                                   | 1931–1934 |
| Zeit des Nationalsozialismus (1933–1945)  |                            |                                                     |           |
| Johann Baptist Dotzer                     | NSDAP                      | Oberbürgermeister                                   | 1934–1941 |
| Karl Gortner                              | NSDAP                      | Oberbürgermeister                                   | 1941–1945 |
| Alliierte Verwaltung (1945–1949)          |                            |                                                     |           |
| Theo Betz                                 | CSU                        | Oberbürgermeister unter US-Kontrolle                | 1945–1949 |
| Bayern bis zur Gebietsreform (1949–1972)  |                            |                                                     |           |
| Theo Betz                                 | CSU                        | Oberbürgermeister der Kreisfreien Stadt Neumarkt    | 1949–1972 |
| Bayern nach der Gebietsreform (seit 1972) |                            |                                                     |           |
| Kurt Romstöck                             | CSU                        | Oberbürgermeister der Großen Kreisstadt Neumarkt    | 1972–1990 |
| Alois Karl                                | CSU                        | Oberbürgermeister                                   | 1990–2005 |
| Thomas Thumann                            | UPW/FW                     | Oberbürgermeister                                   | 2005–2023 |
| Markus Ochsenkühn                         | CSU                        | Oberbürgermeister                                   | seit 2023 |

### Haushalt
Neumarkt wird immer wieder als Beispiel für eine florierende Kommune herangezogen. Die Pro-Kopf-Verschuldung lag 2022 bei 50 Euro. Die Rücklagen wurden für 2023 mit einem Betrag von 28 Millionen Euro angegeben, das Haushaltsvolumen betrug 160,7 Millionen Euro.

### Projekt: Zukunftsfähiges Neumarkt
Zum ersten Mal in Deutschland wurde im Juli 2004 unter diesem Motto ein Leitbild beschlossen, das im Rahmen des Projekts Agenda 21 eine lokale Nachhaltigkeitsstrategie in der Stadtentwicklung sicherstellen soll. Zahlreiche Bürgerbefragungen, ein Tag der Visionen, Bürgerkonferenzen und Workshops mit mehreren Tausend Teilnehmern gingen diesem Stadtratsbeschluss voraus. Das Bürgerhaus Neumarkt als offenes Forum für alle interessierten und engagierten Bürger ist ein erstes Ergebnis dieses Prozesses. Für dieses Projekt wurde Neumarkt neben Hamburg und Heidelberg der Titel „Offizielle Stadt der Weltdekade“ durch die UNESCO verliehen. Neumarkt ist die erste Stadt Deutschlands, die zum dritten Mal diesen Titel tragen darf.

### Kommune des Jahres 2010
Im Jahr 2010 wurde die Stadt von der Oskar-Patzelt-Stiftung als Kommune des Jahres im Rahmen des Wettbewerbs Großer Preis des Mittelstandes ausgezeichnet. In der Laudatio wurde hervorgehoben: „Nicht kurzfristiger Erfolg wird angestrebt, sondern eine kontinuierliche Entwicklung mit Augenmaß und Verstand.“

### Projekt Soziale Stadt
Die Altstadt ist seit Januar 2002 ein Teil des Förderprogramms Stadt- und Ortsteile mit besonderem Entwicklungsbedarf – die Soziale Stadt. Dieses Programm besteht nicht nur aus herkömmlicher Städtebauförderung, sondern zielt vor allem auch darauf ab, den Lebenswert in Vierteln zu steigern, indem Problemgebiete sozial stabilisiert werden. Dabei stehen neben städtebaulichen Aufgaben auch soziale, ökologische und beschäftigungspolitische Ziele im Vordergrund.

### Wappen
| Wappen Neumarkt in der Oberpfalz | Blasonierung: „In Rot ein golden bewehrter schwarzer Adler mit rotem Schnabel.“ |
| Wappen Neumarkt in der Oberpfalz | Wappenbegründung: Der Adler weist auf die zumindest theoretische Reichsunmittelbarkeit der Stadt vom 13. Jahrhundert bis ins 16. Jahrhundert. Der Adler erschien erstmals auf einem Siegel im Jahr 1260. Im Wernigeroder Wappenbuch von 1486 wurde das Wappen erstmals farbig dargestellt. In den nächsten Jahrhunderten wurde das Wappen nicht einheitlich verwendet: Der schwarze Adler auf rotem Grund überwiegt zwar, in einigen Fällen zeigt es den Adler jedoch auf silbernem oder goldenem Grund. |

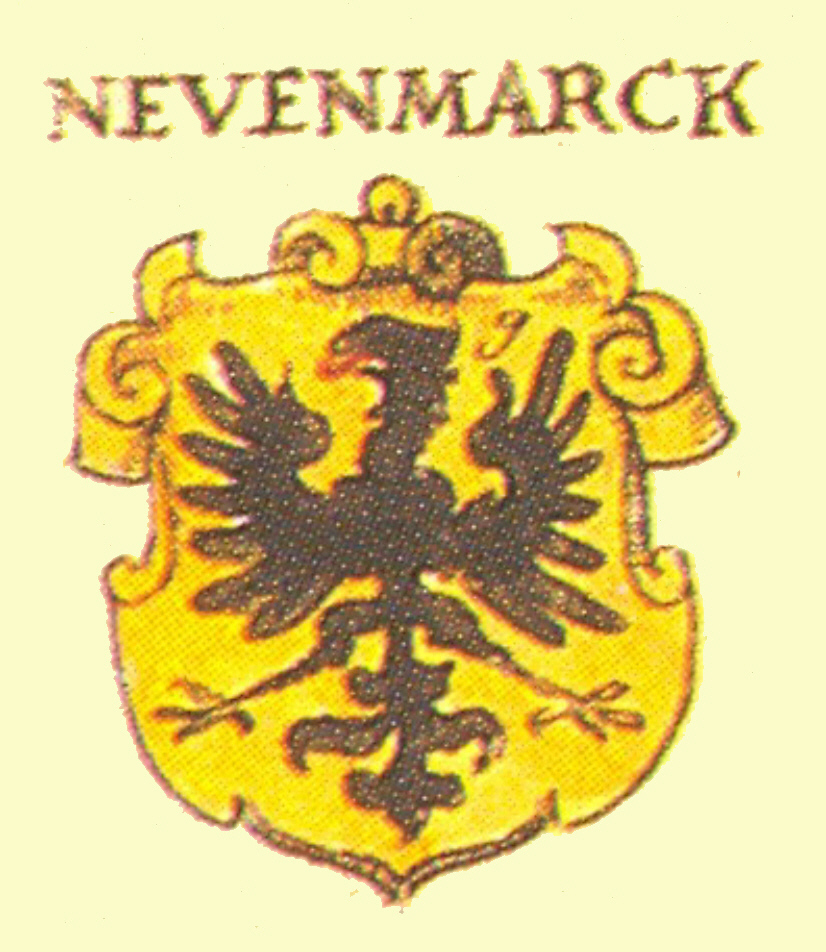
Wappen der Stadt Neumarkt um 1605 in Siebmachers Wappenbuch

Am Mittelpfeiler des Unteren Tors befindet sich ein steinernes Wappen aus dem 19. Jahrhundert, das nach der Zerstörung des Tores 1945 aus den Trümmern gerettet, restauriert und nach dem Wiederaufbau 1989 wieder an seinem alten Platz angebracht wurde.

### Städtepartnerschaften und -patenschaften
Partnerschaften bestehen zu
- Issoire (Frankreich) und
- Mistelbach (Österreich).

Diese Partnerschaften werden intensiv gepflegt, beispielsweise durch gegenseitige Besuche offizieller Delegationen während der Altstadtfeste.
- Das Ostendorfer-Gymnasium betreibt ebenso wie das Willibald-Gluck-Gymnasium einen jährlichen Schüleraustausch mit einer Schule in Issoire. Mehrere Parks und Straßennamen würdigen in Neumarkt diese Partnerschaften (Mistelbacher Allee, Parc d’Issoire, Abtsdorfer Gasse).
- Die Stadt hat 1988 die Patenschaft für die aufgrund der Beneš-Dekrete vertriebenen Deutschen aus der Gemeinde Opatov v Čechách (Abtsdorf) im ehemaligen Sudetenland übernommen.

Seit März 2005 trägt ein Flugzeug der Lufthansa CityLine den Namen Neumarkt i.d.OPf. Das Flugzeug vom Typ Canadair Jet CRJ 700 ist in großen Teilen des europäischen Flugstreckennetzes unterwegs. Im Oktober 2012 wurde ein Triebzug des Typs Talent 2, der im bis nach Neumarkt reichenden Netz der S-Bahn Nürnberg eingesetzt wird, ebenfalls auf den Namen Neumarkt i.d.OPf. getauft.

## Kultur und Sehenswürdigkeiten

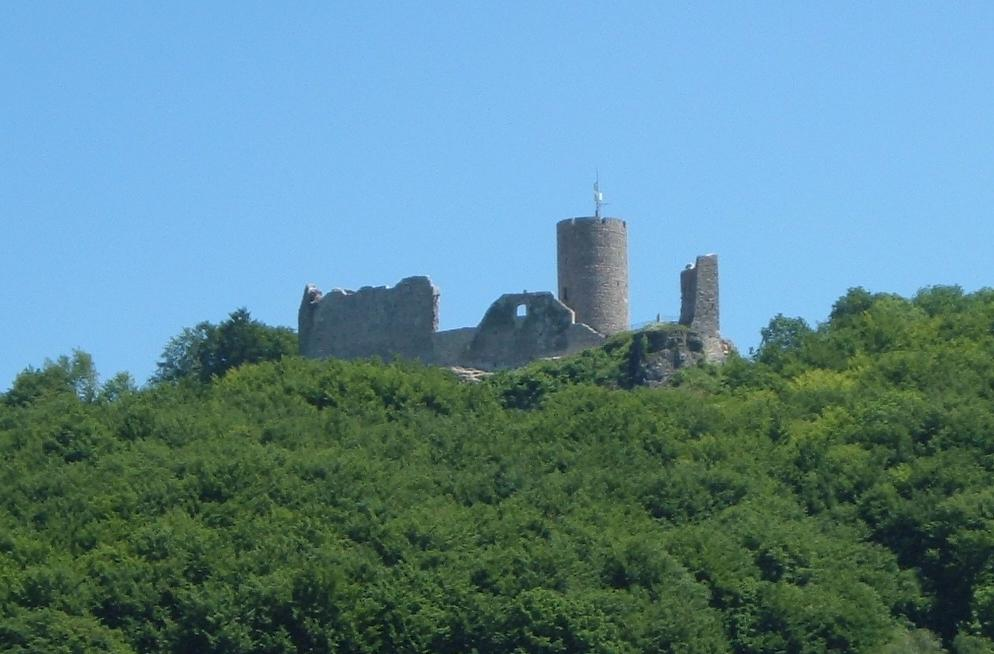
Burgruine Wolfstein

Zu den Sehenswürdigkeiten zählen vor allem die historische Altstadt mit dem Münster St. Johannes und dem Rathaus, das Schlossviertel um das Pfalzgrafenschloss mit der Hofkirche und das Landesgartenschaugelände (heutiger LGS-Park) am Ludwig-Donau-Main-Kanal. Am Stadtrand bzw. außerhalb der Stadt lohnen die barocke Wallfahrtskirche Mariahilf und die Burgruine Wolfstein einen Besuch. Neben thematischen Stadtführungen werden auch Führungen in den Museen sowie auf der Burgruine Wolfstein angeboten. Neumarkt kann über die Touristik-Route Straße der Kaiser und Könige erreicht werden. Pro Jahr werden circa 45.000 bis 50.000 Übernachtungen gezählt.

### Museen

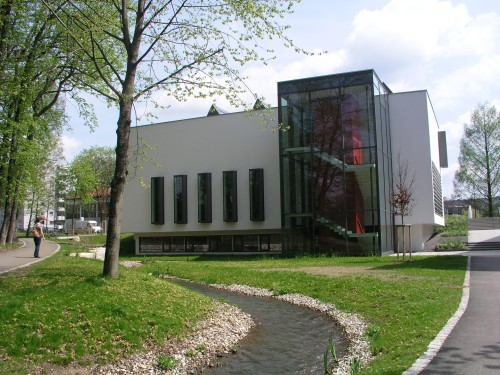
Museum Lothar Fischer im Stadtpark

Das Stadtmuseum Neumarkt in der Adolf-Kolping-Straße zeigt Exponate und wechselnde Themen-Ausstellungen zur Geschichte der Stadt (zum Beispiel „Alle Neune für Neumarkt“ zur Gebietsreform 1972). Eine Abteilung befasst sich mit dem bäuerlichen und bürgerlichen Leben im 19. Jahrhundert, in einer weiteren Abteilung können alte Fahr- und Motorräder der in Neumarkt produzierten Marke Express besichtigt werden.
Das im Sommer 2004 eröffnete Museum Lothar Fischer am Stadtpark zeigt zum einen Werke Lothar Fischers, zum anderen bietet es aber auch Platz für wechselnde Ausstellungen mit Arbeiten anderer namhafter Künstler. Diese orientieren sich zumeist an Lothar Fischer oder stehen zumindest mit ihm in Verbindung (zum Beispiel Mitglieder der Gruppe SPUR); zusätzlich stellt eine Ausstellung pro Jahr beispielhafte Werke des Empfängers des Lothar-Fischer-Preises des Vorjahres vor.
Das am 31. März 2009 eröffnete Museum für historische Maybach-Fahrzeuge in den ehemaligen Express-Werken stellt Automobile der früheren Nobelmarke Maybach sowie Fahr- und Motorräder aus den Express-Werken aus. Es ist das weltweit einzige Museum, das sich ganz der Automobilmarke Maybach widmet.
Das Brauereimuseum der Brauerei Glossner in der Schwesternhausgasse gibt Auskunft über die Geschichte des Brauereiwesens seit dem Mittelalter, die am Beispiel der Brauereifamilie Glossner dargestellt wird. Gerätschaften, Dokumente und auch eine Braumeister-Galerie erlauben einen näheren Blick auf dieses Handwerk.
In der Bahnhofstraße befasst sich das Bayerische Metzgerei- und Weißwurstmuseum mit der Handwerkskunst der Metzger und zeigt anhand einer komplett erhaltenen Metzgereiausstattung aus dem 19. Jahrhundert die damaligen Betriebsabläufe auf. Daneben werden auch Geschichte und Tradition der Weißwurst näher beleuchtet.
Bis 2003 existierte in den Kellern der Stadtbücherei ein Modelleisenbahnmuseum, das ein neues Domizil sucht. Neben typischen Modellbahnanlagen konnte hier auch eine komplett selbst entworfene und konstruierte Modellbahn besichtigt werden. Das Bayerische Nationalmuseum unterhielt bis 1997 im Westflügel des Pfalzgrafenschlosses eine Außenstelle, in der barocke Krippenkunst ausgestellt wurde. Mangelndes Interesse führte zur Schließung und Rückverlegung des Museums nach München.
Daneben ist auch der Bau eines Museums auf der Burgruine Wolfstein geplant, das zum einen Funde und Ergebnisse der dortigen Grabungsarbeiten vorstellen, zum anderen aber auch über Geologie und Erdgeschichte des Neumarkter Raumes informieren soll.

### Bauwerke

#### In der Altstadt

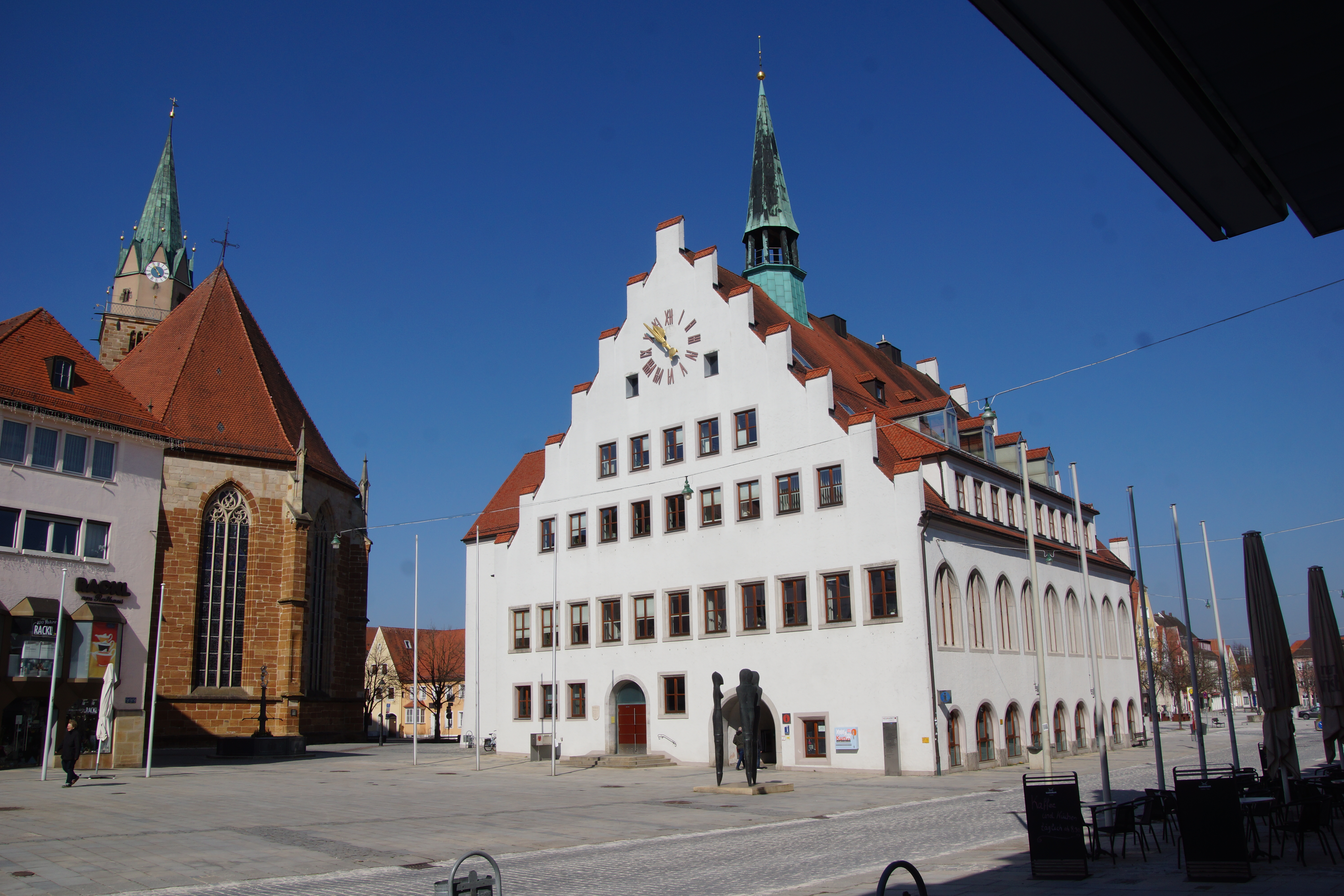
Rathaus

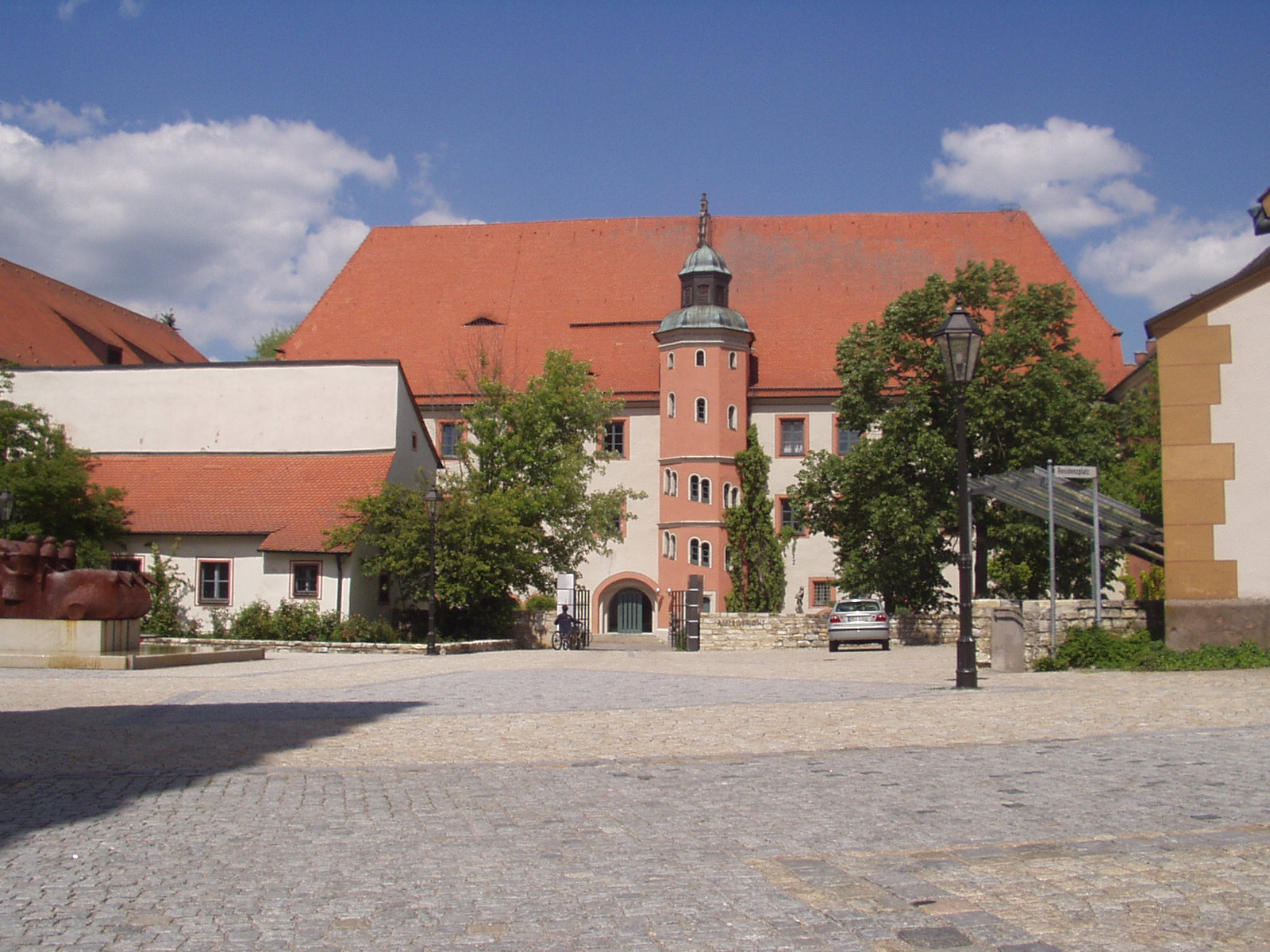
Pfalzgrafenschloss am Residenzplatz

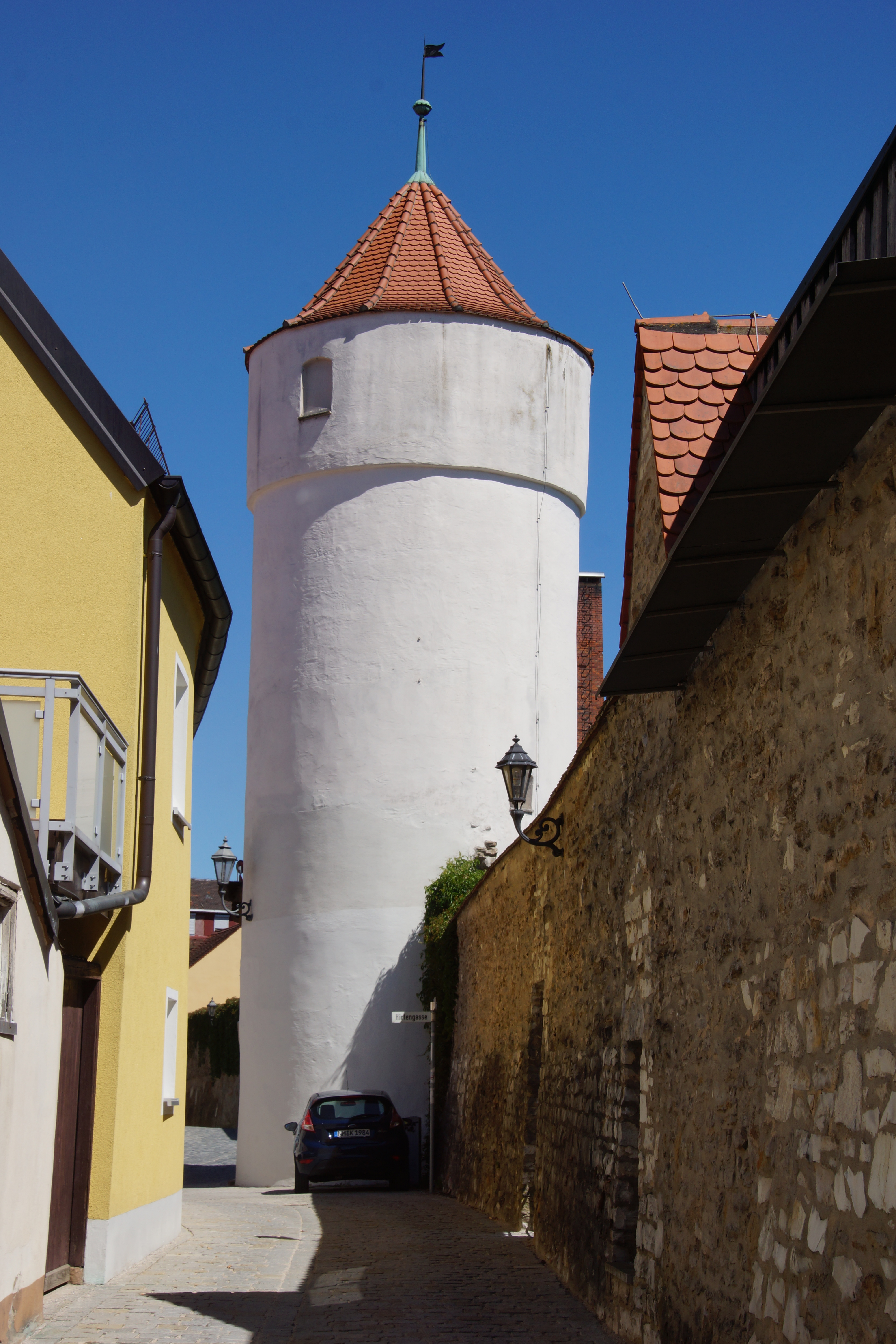
Pulverturm, Rest der Stadtmauer

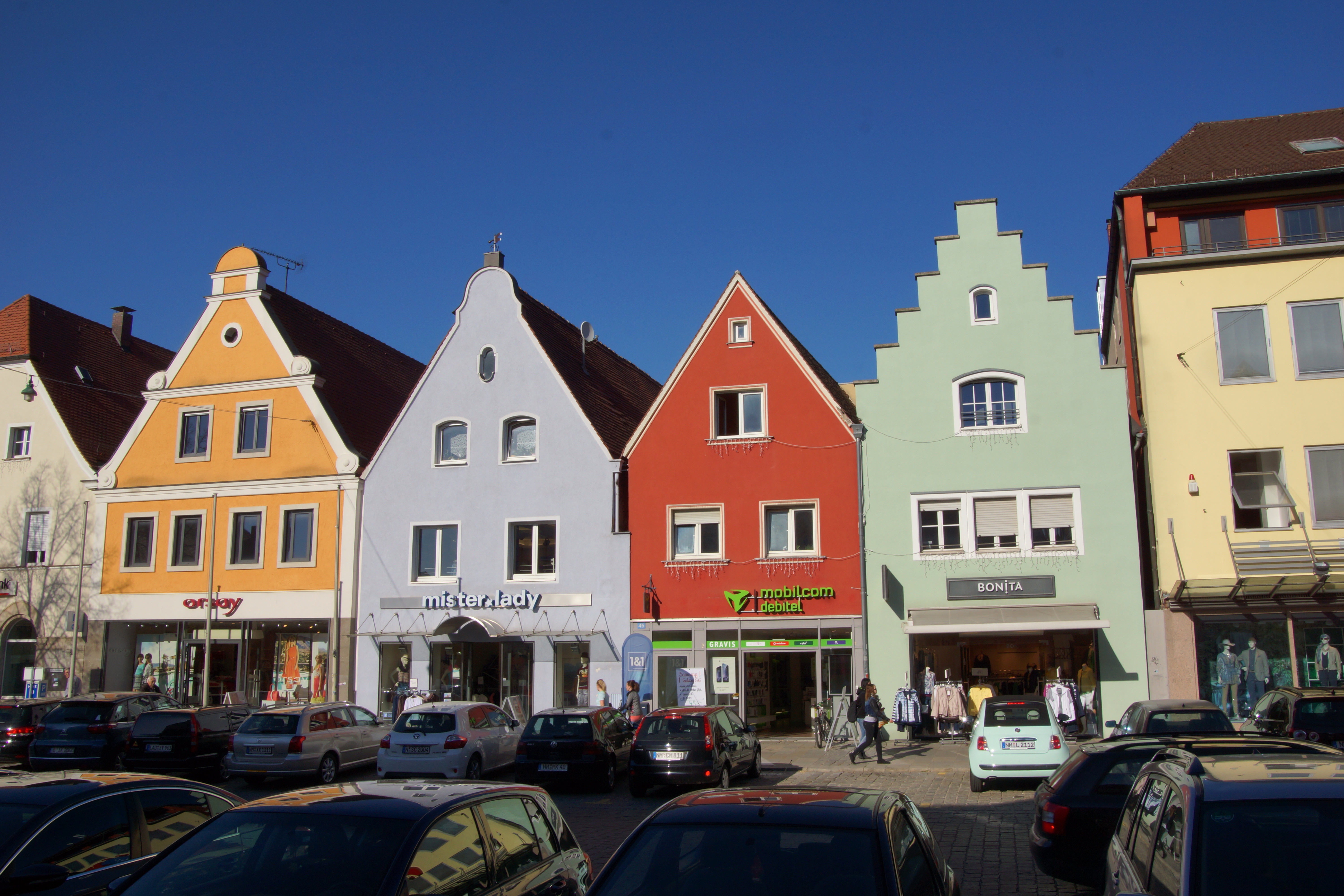
Häuserfassaden am Oberen Markt

Trotz schwerer Zerstörungen im Zweiten Weltkrieg gelang es, die historischen Gebäude in der Altstadt weitgehend zu bewahren.
Dominiert wird die Altstadt von den drei großen Kirchtürmen des Münsters St. Johannes, der Hofkirche und der Christuskirche.
St. Johannes wurde unter Pfalzgraf Johann von 1404 bis 1434 als gotische Hallenkirche errichtet und erinnert vor allem im Turm stark an die Lorenzkirche in Nürnberg. Die Hofkirche Zu unserer Lieben Frau, eine ehemalige Marienkapelle, wurde ab 1418 als Schlosskirche erweitert und unter Friedrich II. um 1523 vollendet. Die evangelische Christuskirche außerhalb der Stadtmauer auf dem Gelände des ehemaligen Schlossgartens war Bestandteil des ehemaligen Kapuzinerklosters, das ab 1670 bestand.
Das Pfalzgrafenschloss am Residenzplatz besteht seit etwa 1200 und wurde als ehemaliges Wasserschloss im Stil der Renaissance von Friedrich II. zwischen 1520 und 1539 vollendet. Der Reitstadel (um 1415), ebenfalls im Schlossviertel gelegen, diente zunächst als Zeughaus und später als Pferdestallung. 1945 brannte das Gebäude komplett aus, erst 1980 erfolgte der Wiederaufbau als Konzertsaal.
Der langgezogene Straßenmarkt als Hauptachse der Altstadt wird vom Rathaus in den Oberen und den Unteren Markt geteilt. Es wurde ebenfalls um 1415 als gotisches Ratsgebäude errichtet und nach der Zerstörung 1945 in den Jahren 1956 und 1957 originalgetreu wieder aufgebaut. Umgeben ist die Altstadt von der Stadtmauer, die, ebenso wie der Stadtgraben, nur noch teilweise erhalten ist. An ihr befinden sich der Pulverturm, der Schuldturm, der Bertleinsturm und der Gimplturm. Von den ehemals drei Stadttoren haben sich nur noch das Klostertor als Durchgang zur Christuskirche und das Untere Tor, das nach der Sprengung 1945 ab 1989 wieder aufgebaut wurde, erhalten. Bestandteil der Stadtbefestigung sind die ehemaligen Kasernen aus dem Jahr 1720, die von 1814 bis 1909 bayerische Chevauleger-Regimenter beherbergten. In der Bräugasse befindet sich das älteste noch erhaltene Bürgerhaus der Stadt, das sogenannte Schreiberhaus. Teile der Mauern lassen sich bis 1430 zurückdatieren.

#### Außerhalb der Stadtmauern

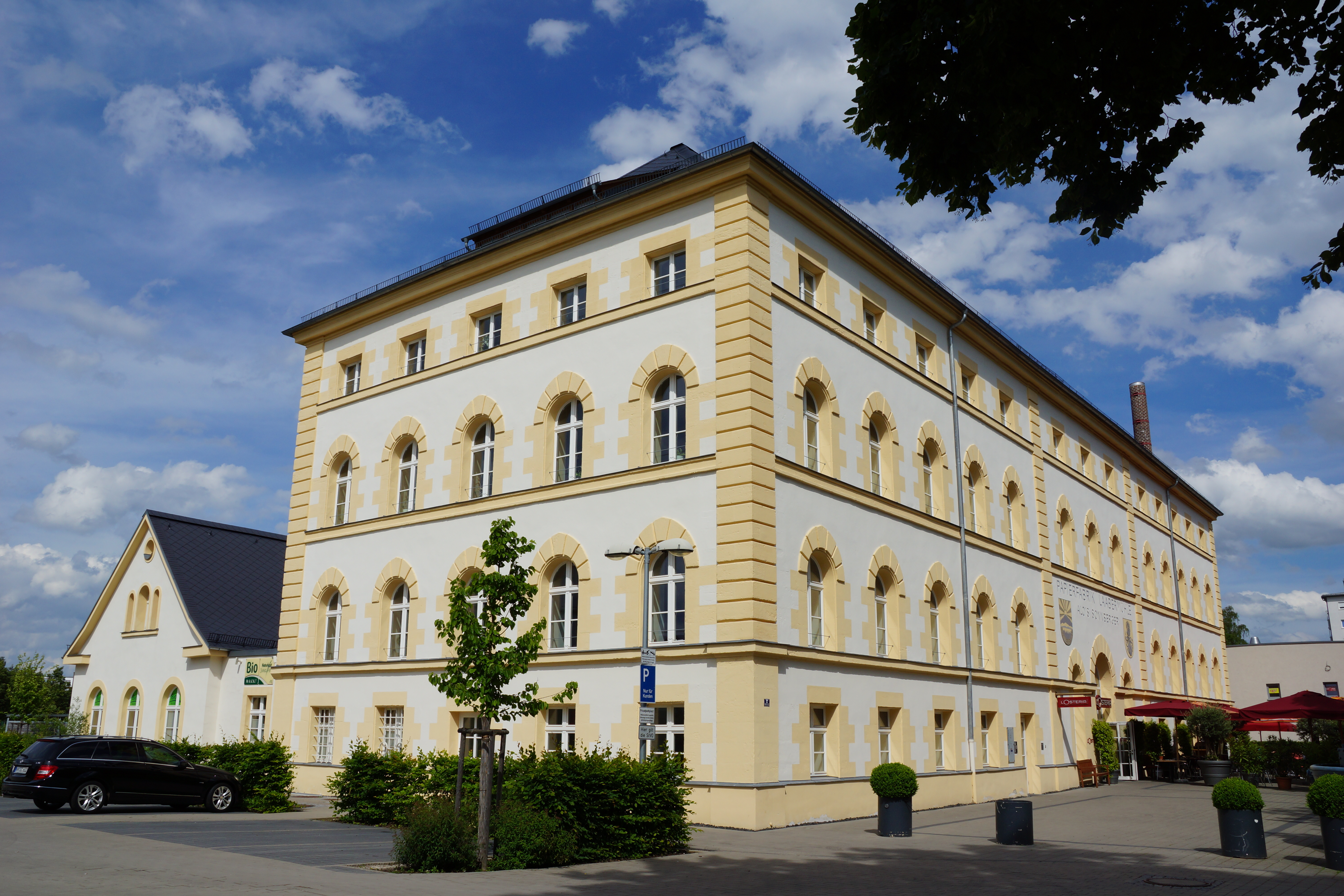
Ehemalige Papierfabrik Laabermühle

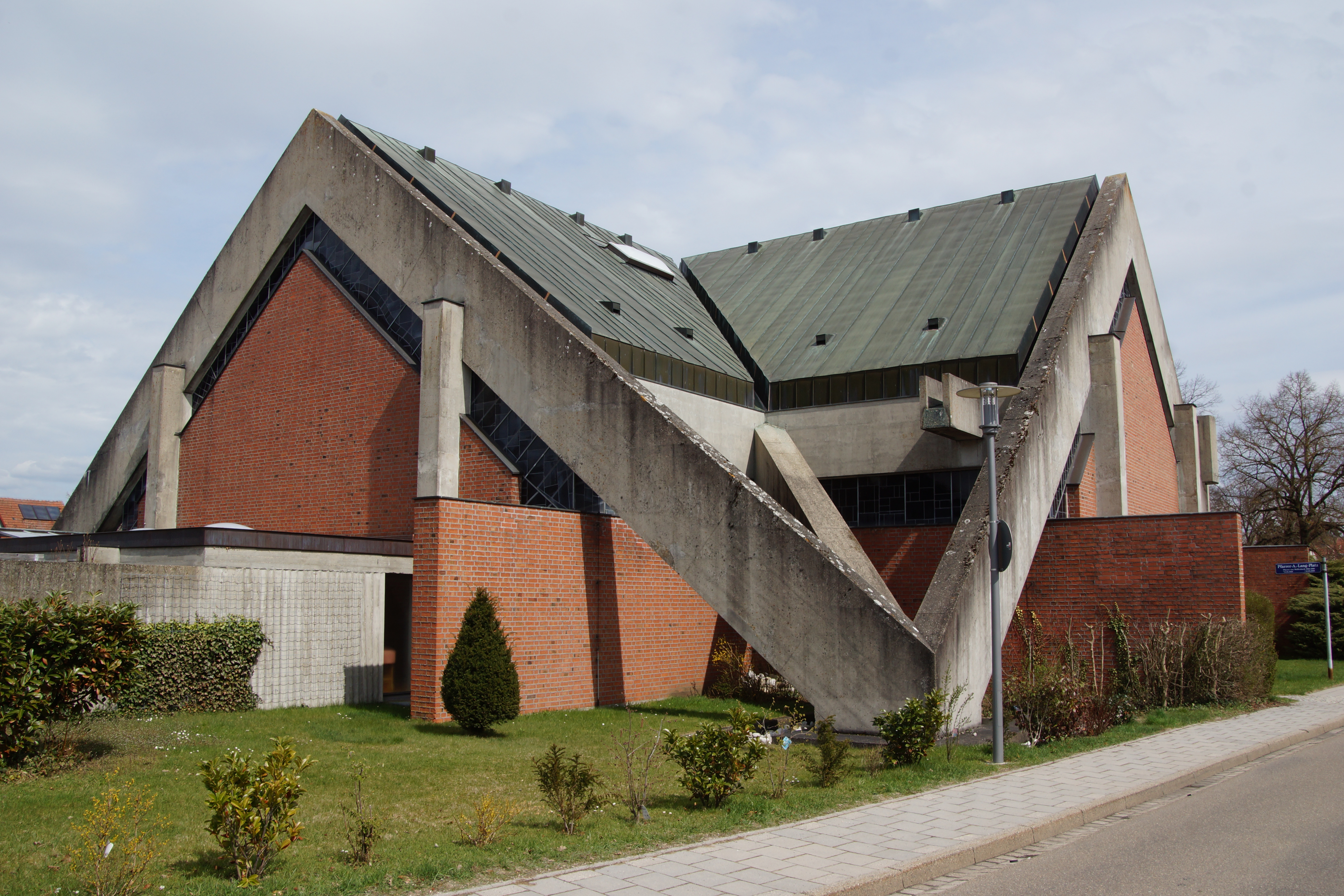
Kirche „St. Willibald“ in Woffenbach

Am ehemaligen Siechenhaus, dem heutigen Klinikum des Landkreises, steht die restaurierte barocke Kirche St. Anna. Ganz in der Nähe liegt der Hafen des Ludwig-Donau-Main-Kanals, der das Stadtgebiet von Nord nach Süd durchzieht. Nordöstlich der Altstadt befindet sich die Papierfabrik Laabermühle, die ursprünglich als Kunstmühle im Zusammenhang mit dem Bau des Ludwig-Donau-Main-Kanals entstanden ist. Am Hang des Wolfsteinberges kann die moderne Heilig-Kreuz-Kirche besichtigt werden, die in den Jahren 1959 und 1960 errichtet wurde. Weitere Kirchenbauwerke der Moderne sind die Willibaldskirche (1966) im Gemeindeteil Woffenbach und die Kirche St. Pius in der Hasenheide.
Das Kloster St. Josef mit der dazugehörigen Klosterkirche beherbergt seit 1920 den Orden der Niederbronner Schwestern, die Gebäude wurden zuvor seit etwa 1850 als Kurhaus Wildbad genutzt. Eine dort noch heute vorhandene Heilquelle ermöglichte einen umfassenden Kurbetrieb im Bad Neumarkt, der erst um 1900 eingestellt wurde. 2006 wurde durch die Neumarkter Lammsbräu und das Kloster eine Quelle errichtet, die seitdem unter dem Namen „Kloster St. Josef-Wasser“ firmiert. Auch eine kleine öffentliche Abfüllanlage befindet sich auf dem Areal des Klosters.
Hoch über der Stadt kann man bereits von weitem die Burgruine Wolfstein sehen, eine Burganlage aus dem 12. Jahrhundert. Von hier aus bietet sich ein großartiger Ausblick. Archäologische Ausgrabungen und umfangreiche Instandsetzungen bewahren die Ruine vor dem weiteren Verfall.
Auf dem benachbarten Mariahilfberg liegt im Wald die Wallfahrtskirche Maria-Hilf mit Karmeliterkloster, ein wahres Kleinod des Barock, das um 1727 errichtet wurde. Die Kirche ist zugleich Endpunkt des Kreuzweges, auf dem auf 367 Stufen die zwölf Stationen der Passion Jesu Christi verfolgt werden können. Etwas unterhalb liegen die kleine Heilig-Grab-Kapelle und eine Nachbildung der berühmten Mariengrotte in Lourdes.

### Parks

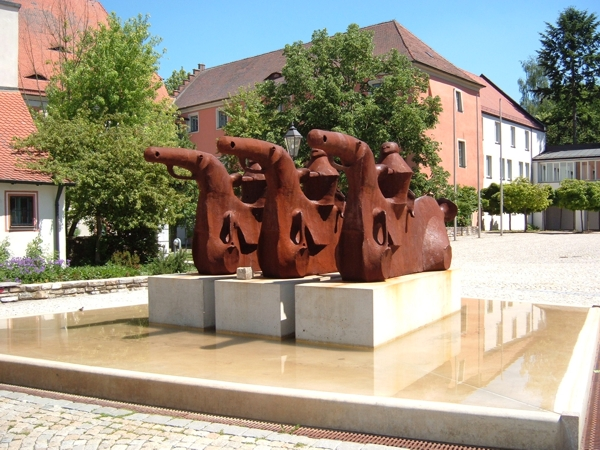
„3 Reiter“ von Lothar Fischer am Residenzplatz

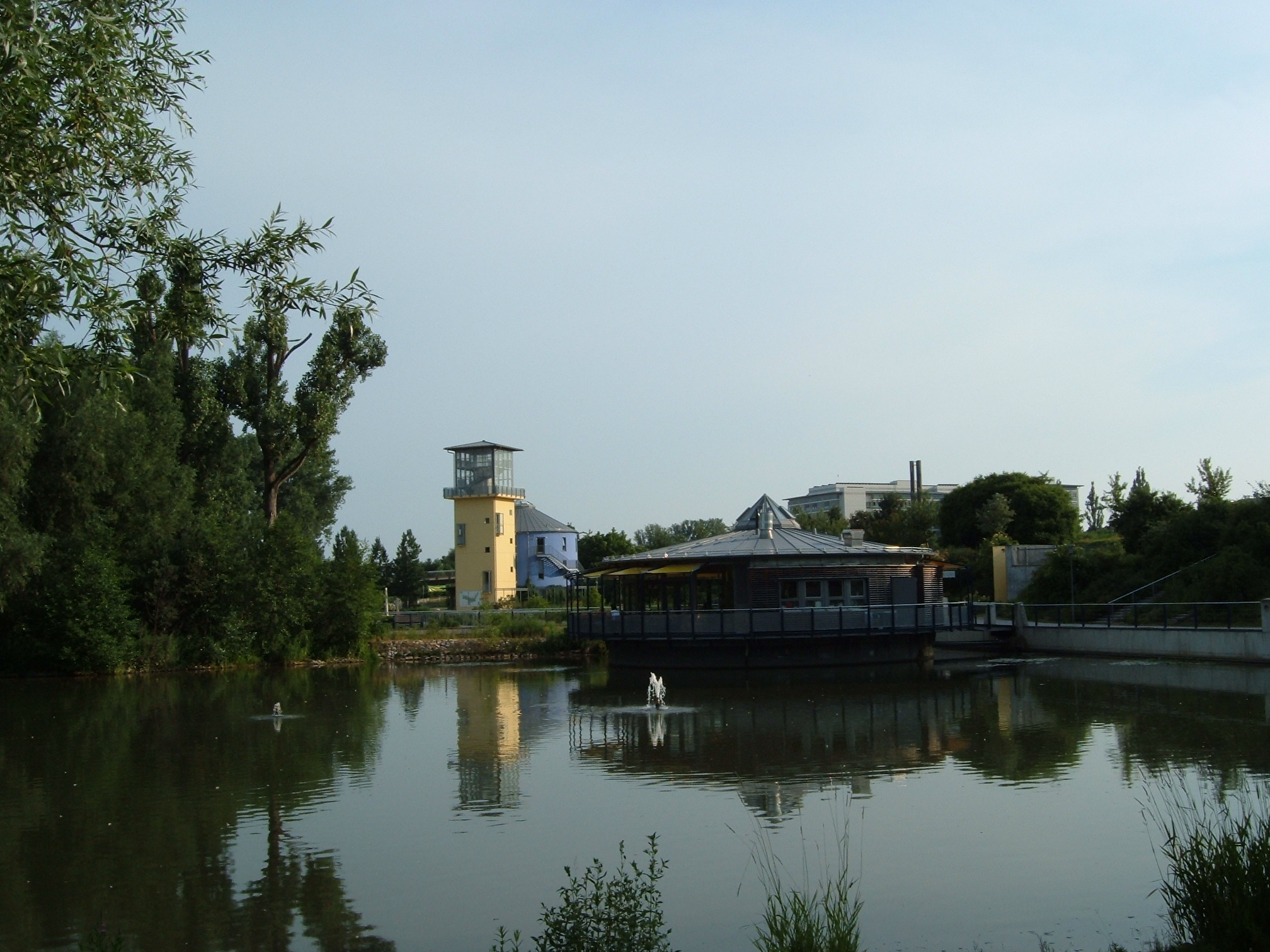
Im LGS-Park

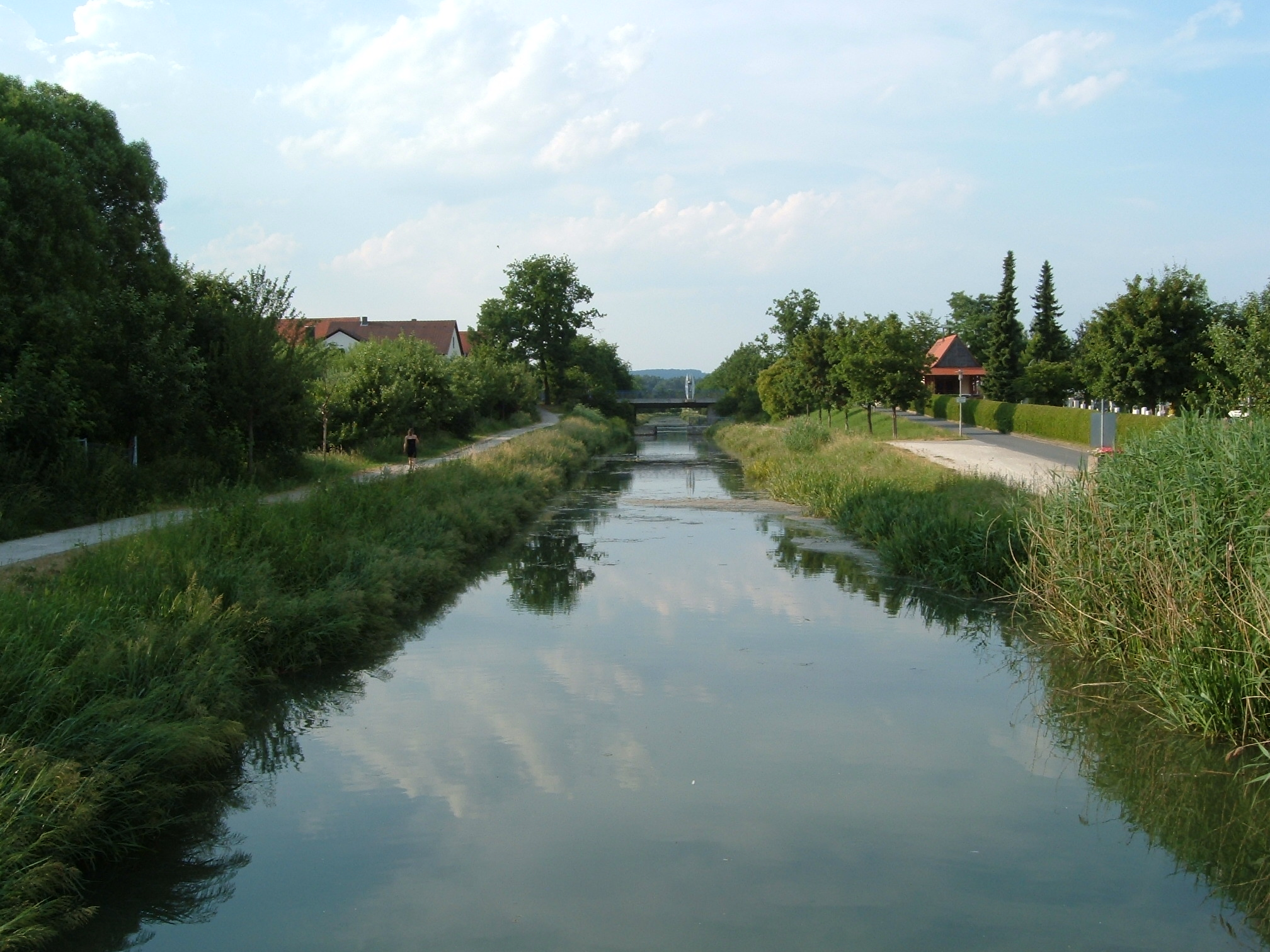
Der Ludwigskanal im Stadtteil Holzheim

#### Stadtpark mit Ludwigshain
Die Altstadt wird im Bereich des ehemaligen Stadtgrabens fast durchgehend von einem Grüngürtel umgeben. Hinter dem Schloss liegt der im Jahr 2004 in Teilen neu gestaltete Stadtpark mit Relikten der ehemaligen Stadtbefestigung. Der Park wird vom Pilsach-Leitgraben durchzogen, im Osten schließt sich der Schlossweiher an. Dieser wurde im 15. Jahrhundert angelegt und diente als Fischteich für die Schlossküche. Später wurde hier auch das Eis für die Kühlräume der Neumarkter Brauereien gewonnen. Im Park befindet sich ein großer stillgelegter Brunnen, der in den 1930er Jahren zunächst als Denkmal an Dietrich Eckart errichtet und nach dem Krieg als Denkmal an Christoph von Neumarkt umgewidmet wurde, der im 15. Jahrhundert als Christoph III. über Dänemark, Schweden und Norwegen herrschte. Eine Figur des heiligen Johannes Nepomuk steht am Übergang über den Stadtgraben am Klostertor. Vom Museum Lothar Fischer aus ist hier über den Residenzplatz bis hin zum Rathaus die Anlage eines Skulpturenpfades mit Werken des Künstlers geplant. Zu Beginn der 2000er Jahre war am nördlichen Ende hin zur Mühlstraße der Bau einer Stadthalle geplant, was jedoch nicht realisiert wurde.
Zwischen Weißenfeldplatz und Theo-Betz-Platz bildet der Ludwigshain einen weiteren Teil des Grüngürtels. Hier befindet sich u. a. ein Kriegerdenkmal für die Gefallenen der beiden Weltkriege. Das zentrale Mahnmal Neumarkts steht jedoch im Eichelgarten am Hauptfriedhof. Der Grüngürtel wird entlang der Freystädter Straße und der Ringstraße fortgesetzt; in Höhe der Hallertorstraße bewahrt ein Gedenkstein die Erinnerung an die in der NS-Zeit ermordeten Juden in Neumarkt. An der Kreuzung Viehmarkt/Freystädter Straße befindet sich ein ehemaliger Schutzbunker aus dem Zweiten Weltkrieg. Entlang des Kurt-Romstöck-Rings und der Mühlstraße wird wieder der Ausgangspunkt des Grüngürtels hinter der Residenz erreicht.

#### Entlang des Ludwigskanals
Zum Volksfestplatz führen entlang des Ludwig-Donau-Main-Kanals zwei weitere Grünanlagen, die an die beiden Partnerstädte Neumarkts erinnern. In der Mistelbacher Allee  fristete versteckt eine alte Weinpresse aus Mistelbach ihr Dasein, sie wurde restauriert und steht heute im LGS-Park. Im Parc d’Issoire können verschiedene Skulpturen besichtigt werden.
1998 fand in Neumarkt die 8. Bayerische Landesgartenschau statt. Das zu diesem Zweck in eine Parklandschaft umgewandelte Gelände der ehemaligen Kläranlage stellt heute eine vielbesuchte Grün- und Freizeitanlage in der Stadt dar.
Der sogenannte LGS-Park fügt sich ein in das Gebiet zwischen dem Stadtteil Holzheim und der Altdorfer Straße und wird vom Ludwig-Donau-Main-Kanal durchgezogen. Im Sommer lädt die Veranstaltungsreihe „Sommer im Park“ mit Konzerten und Kleinkunst zum Besuch ein.
Im Norden ist der LGS-Park entlang der Schwarzachaue bis zum Stadtrand am Berliner Ring verlängert. Dort kann neben einem keltischen Baumkalender und einer Sonnenuhr auch eine Kopie des „Goldkegels“ besichtigt werden, der bei Ezelsdorf gefunden wurde und heute im Germanischen Nationalmuseum in Nürnberg steht, und eine Büste Sebastian Kneipps. Im Juli 2005 wurde eine Statue des heiligen Christophorus aufgestellt.

#### Parks in den Stadtteilen
Im Süden der Stadt, versteckt hinter mehreren Industriebetrieben, befindet sich der Wasag-Park. Ende der 1980er Jahre geriet diese Grünanlage in die Schlagzeilen wegen Schadstoffbelastungen, die noch von der Waffen- und Sprengstofffabrik aus den 1930er und 1940er Jahren stammten. Deren bauliche Überreste sind heute noch im Park zu finden. Ganz in der Nähe erinnerte ein Denkmal an Friedrich Ebert, dieses wurde im Juni 2009 in die Weinbergerstraße an eine wesentlich stärker frequentierte Stelle verlegt.
Der Faberpark an der Pelchenhofener Straße dient vor allem dem Stadtteil Mühlen als Naherholungsgebiet. Rund um das ehemalige Schloss in Woffenbach liegt der Woffenbacher Schlosspark, durch den der gleichnamige Woffenbach fließt.
Am östlichen Stadtrand bietet der Wolfstein-Park einen Trimm-Dich-Pfad an. Dieser Park geht fließend in die Wälder des Wolfsteinberges und des Mariahilfberges über.
Am Föhrenweg liegt eine der größten Kriegsgräberstätten Süddeutschlands. Hier liegen 5049 ausländische Kriegsopfer begraben, darunter 3373 sowjetische Frauen, Kinder und Männer, die Opfer der Zwangsarbeit wurden, wozu sie nach Deutschland verschleppt worden waren.
In der Mooswiese am südlichen Stadtrand bestand 1989 bis 2020 der Jura-Zoo, zu seiner Zeit der einzige Zoo in der Oberpfalz.

### Sport

#### Sportanlagen und Ereignisse

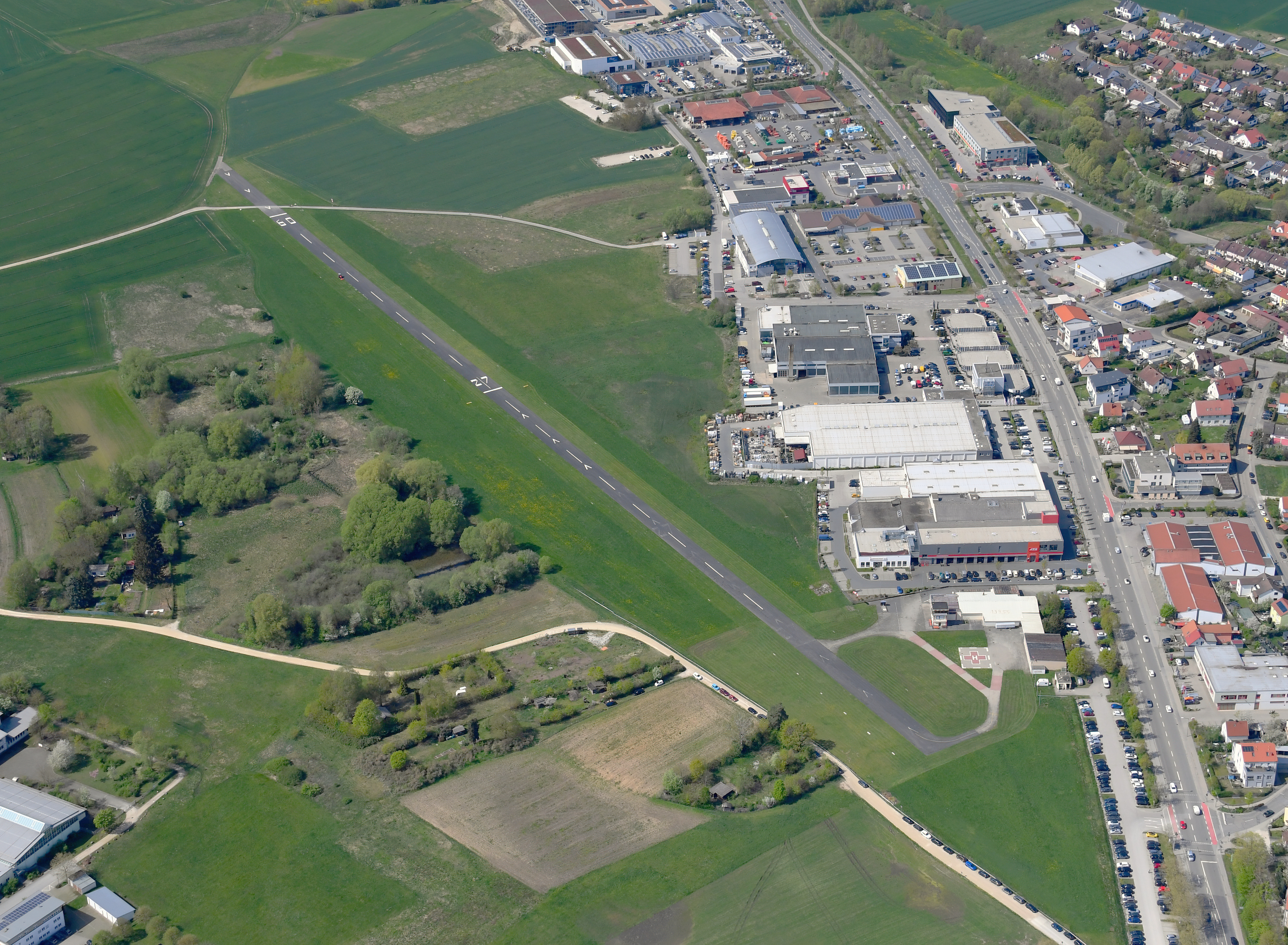
Luftbild Flugplatz

Über das Stadtgebiet verteilt sind zahlreiche Fußball- und Bolzplätze, außerdem einige Tennisanlagen, zum Beispiel Holzheim, Höhenberg, Pölling und Woffenbach. Im Gemeindeteil Pölling wurde der Golfplatz „Herrenhof“ als 18-Loch-Meisterschaftsanlage errichtet. Zusammen mit den nahegelegenen Golfplätzen „Am Habsberg“ und „Jura-Golfpark Hilzhofen“ in Lauterhofen wirbt die Region mit dem Slogan „Golfdorado Neumarkt“.
Das Schlossbad Neumarkt ist ein kombiniertes Hallen- und Freibad. Es bietet im Sommer ein beheiztes Erlebnisbecken an, mit Wasserrutschen, Sprungtürmen und Wildwasseranlagen. Das Hallenbad wurde Anfang 2022 eröffnet und hat neben einem Wettkampf-Schwimmbecken mit Sprungturm, Kletterwand und Rutsche auch ein Erlebnisbecken, ein Lehrschwimmbecken und ein Kinderplanschbecken. Im Obergeschoss befindet sich ein Wellness- und Saunabereich mit fünf Themensaunen, Dampfbad und einem Infinity-Pool.
Die mobile Eislaufanlage am Volksfestplatz erweitert in den Wintermonaten das Sportangebot um Eishockey und Schlittschuhlaufen.
Auf der Jura-Hochebene werden vom Gemeindeteil Höhenberg aus im Winter zahlreiche Loipen gespurt, außerdem wird im Gemeindeteil Voggenthal ein Skilift betrieben. Die Stadtwerke installieren in den Wintermonaten eine Kunsteislaufbahn auf dem Volksfestplatz, die bis zu Temperaturen von über 10 °C benutzt werden kann. Auf der sogenannten Hanelschanze unterhalb des Stadtteils Höhenberg fanden in den 1950er und 1960er Jahren Wettbewerbe im Skispringen statt.
Ein Flugplatz für Motorsegler befindet sich an der Nürnberger Straße. Weiterhin befindet sich das Segelfluggelände Ottenberg auf dem Ottenberg bei Pilsach. Im Ort Günching gibt es das Ultraleichtfluggelände Günching. Auf dem Mariahilfberg besteht ein Flugplatz für Modellflugzeuge.
Das wichtigste Sportereignis ist der Neumarkter Stadtlauf, ein Halbmarathon, der jedes Jahr im September stattfindet und mehrere tausend Laufsportler anzieht.

#### Fußball
Die Hauptsportart in Neumarkt ist der Fußball. Die höchstklassige Neumarkter Fußballmannschaft ist der ASV 1860 Neumarkt, der aktuell in der Bayernliga Nord spielt. Daneben gibt es acht weitere Fußballabteilungen innerhalb der großen Mehrspartenvereine: Die DJK Neumarkt, den FC Neumarkt-Süd, den FC Holzheim, den SV Pölling, den SV Stauf, den SV Höhenberg, den BSC Woffenbach und den TSV Wolfstein.

#### Tanzen
Im Bereich Tanzsport/Freizeittanz gibt es die ADTV-Tanzschule Tanzcentrum Neumarkt (TCN), die ADTV-Tanzfreunde, die Tanzsportabteilung Blau-Silber des ASV Neumarkt sowie den Rock-’n’-Roll-Club „Funny Rollers“ (DJK Neumarkt). Die Tanzsportabteilung Blau Silber des ASV Neumarkt hat im Bereich Standard und Latein schon mehrmals die bayerischen Meister und Vizemeister bis in die höchsten Klassen der Amateurliga (S-Klasse Hauptgruppe und Senioren, A-Klasse Jugend) gestellt. Die Lateinformation der TSA war bereits in der zweiten Bundesliga vertreten. Die Dancefloorformation des ADTV-Tancentrums stellte auch schon mehrfach den deutschen Meister und errang den deutschen Vizemeistertitel im Bereich Formation Dancefloor. Eine kleine Breakdance-Gruppe trainiert im G6-Jugendzentrum. HipHop, Breakdance und Bauchtanz werden ebenfalls im ASV Neumarkt angeboten. Der Artico e. V. bietet mit der eigenen Abteilung „Salsa Neumarkt“ Veranstaltungen und Kurse im Salsabereich an.

#### Radsport
In der ersten Dekade des 21. Jahrhunderts gastierten einige radsportliche Großveranstaltungen in Neumarkt:. 2003 und 2005 war die Stadt jeweils das Ziel der finalen Etappe der Bayern-Rundfahrt, 2004 führte eine Etappe der Deutschland Tour durch Neumarkt.
Verschiedene regionale Radrouten haben in Neumarkt ihren Ausgangspunkt, so etwa der Fünf-Flüsse-Radweg oder die Tour de Baroque.
Im Stadtteil Hasenheide gibt es eine BMX-Anlage.
Seit 2003 bestehen unter der Bezeichnung JuraTrails fünf Mountainbike-Trails im Wald an der südöstlichen Stadtgrenze.

#### Wandern

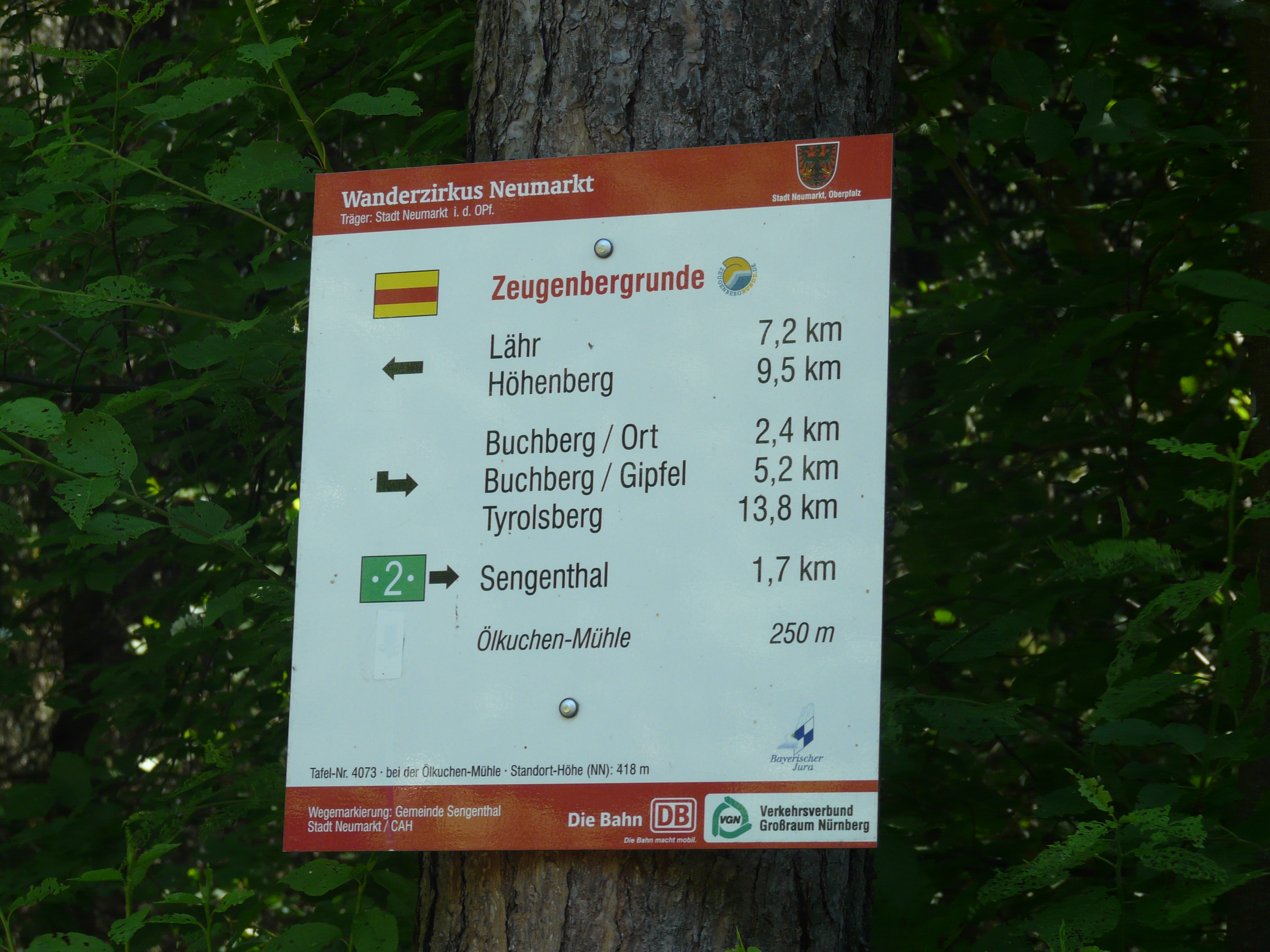
Wanderzirkus Neumarkt

Neumarkt liegt im Bereich von drei Qualitätswanderwegen des Deutschen Wanderverbands: Die Zeugenbergrunde führt als 48,3 Kilometer langer Rundwanderweg rings um die Stadt herum. Der Frankenweg folgt dem Albtrauf der Fränkischen Alb und führt durch die Gemeindeteile Labersricht und Höhenberg. Der dritte Qualitätswanderweg, der Jurasteig, führt in seiner Hauptroute östlich an der Stadt vorbei, doch einer seiner Schlaufenwege, die Mariahilf-Schlaufe, erreicht Höhenberg mit der Wallfahrtskirche Maria Hilf. Daneben führen zahlreiche weitere markierte Wege zum Beispiel durch das Lengenbachtal nach Deining oder auf den Buchberg. In und um Neumarkt sind diese Wanderwege alle mit dem Label „Wanderzirkus Neumarkt“ markiert.

#### Motorsport
Der 1. Motorsportclub Neumarkt veranstaltete mit Unterstützung des Deutschen Motorsport-Verbands von 1968 bis 1982 auf dem Mariahilfberg die Jura-Bergrennen. Auf der Straße zwischen den Gemeindeteilen Höhenberg im Tal und Höhenberg, die auch heute im Volksmund noch als die Rennstrecke bekannt ist, traten Motorräder und Rennwagen auch aus den Serien Formel 2 und Formel 3 gegeneinander an und lockten bis 15.000 Zuschauer an die Strecke. Sinkende Zuschauerzahlen und erhöhte Sicherheitsanforderungen führten in den 1980er-Jahren schließlich zum Ende der Jura-Bergrennen.

#### Sonstige Sportarten
Des Weiteren bieten die ansässigen Sportvereine Kampfsportarten wie Judo, Brazilian Jiu Jitsu, Karate, Taekwondo, Aikido, Boxen und Thaiboxen sowie Handball, Eishockey, Tischtennis, Rollstuhlsport, Leichtathletik, Kegeln, Volleyball, Wrestling, Tennis und Schach an. Darüber hinaus trainiert der Circusverein Kinder und Jugendliche in Zirkuskünsten wie Akrobatik, Artistik und Jonglage.

### Theater, Kino und Nachtleben
Regelmäßige Veranstaltungen finden vor allem im Reitstadel und im Festsaal der Residenz statt (Neumarkter Konzertfreunde, Kleinkunst in der Residenz). Die Neumarkter Schlossspiele, eine Theatergruppe, treten im Sommer im Innenhof der Residenz auf. Seit 1973 führt das Woffenbacher Bauerntheater jedes Jahr im Spätherbst ein heiteres Volksstück in bayerischer Mundart auf. Und auch die Theatergruppe der Kolpingsfamilie Neumarkt tritt regelmäßig mit komödiantischen Stücken auf.
Im Stadtquartier „NeuerMarkt“ betreibt die Cineplex-Kette ein Multiplexkino. In der Altstadt existiert mit dem „Rialto-Palast“ ein weiteres Kino. Das „Bavaria-Filmtheater“ am Unteren Markt wurde 2015 geschlossen. Jährlich im August findet mit der Reihe Kino im Park im LGS-Park ein Open-Air-Kino statt, bei dem etwa zehn Tage lang ausgesuchte Filme sowie Kino-Höhepunkte der Saison aufgeführt werden.
Das Nachtleben wird geprägt von mehreren Kneipen, Cafés und Diskotheken, die sich in und um die Altstadt angesiedelt haben. Aber auch das Nachtleben Nürnbergs und Regensburgs konnte seinen Einzugsbereich bis nach Neumarkt ausdehnen.

### Musik
Seit dem Wiederaufbau des Reitstadels als Konzertsaal hat sich in Neumarkt mit dem Neumarkter Konzertfreunde e. V. und dem Neumarkter Musikverein e. V. eine Musikszene etabliert, die dort regelmäßig klassische Konzerte mit zum Teil internationalen Stars aufführt. Wegen der sehr guten Akustik wird der Reitstadel außerdem auch oft für CD-Aufnahmen verschiedener Chöre und Orchester verwendet.
Jedes Jahr im Juli und August findet in Neumarkt für vier Wochen die Internationale Meistersinger Akademie (IMA) unter der Leitung von Edith Wiens statt. Die Teilnehmer können sich hierbei mit Vorsingen in New York, London oder Warschau bewerben.
Namhafte Künstler der Rock- und Popmusik wie beispielsweise Die Ärzte, Robert Plant, die Ramones, Tokio Hotel oder Wir sind Helden traten in der Großen und der Kleinen Jura-Halle auf. Auf dem Volksfestplatz finden immer wieder Open-Air-Konzerte statt.
In der Stadt gibt es eine aktive Musikszene mit Gruppen und Künstlern der unterschiedlichsten Richtungen. Punk-, Rock- und Metalbands sind ebenso zu finden wie Blaskapellen, Chöre und Folkmusic-Gruppen. Mehrere Kneipen stellen jungen Nachwuchstalenten Bühnen zur Verfügung.
Auch für Jazz gibt es in den letzten Jahren ein größeres Publikum, im Rahmen der Reihe Jazz in der Residenz finden regelmäßig Konzerte statt.

### Circus Sambesi
Der Circus Sambesi ist auf den ersten Blick ein gewöhnlicher Zirkus, unterscheidet sich jedoch von seinen weltberühmten Gegenstücken ganz erheblich: Seit 1987 betreibt Karl Nidermayer diesen Zirkus ehrenamtlich, ebenso treten alle Künstler umsonst auf. Der Eintritt ist frei, Spenden sind jedoch erwünscht, die dann in vollem Umfang an die Afrika-Stiftung Menschen für Menschen unter der Leitung von Karlheinz Böhm gehen. Bis heute konnten so über 500.000 € für notleidende Menschen in Äthiopien gesammelt werden. Die Tournee führt den Zirkus meist in den Sommermonaten durch die Oberpfalz, Mittelfranken und Oberbayern.

### Regelmäßige Veranstaltungen

#### Feste und Festivals

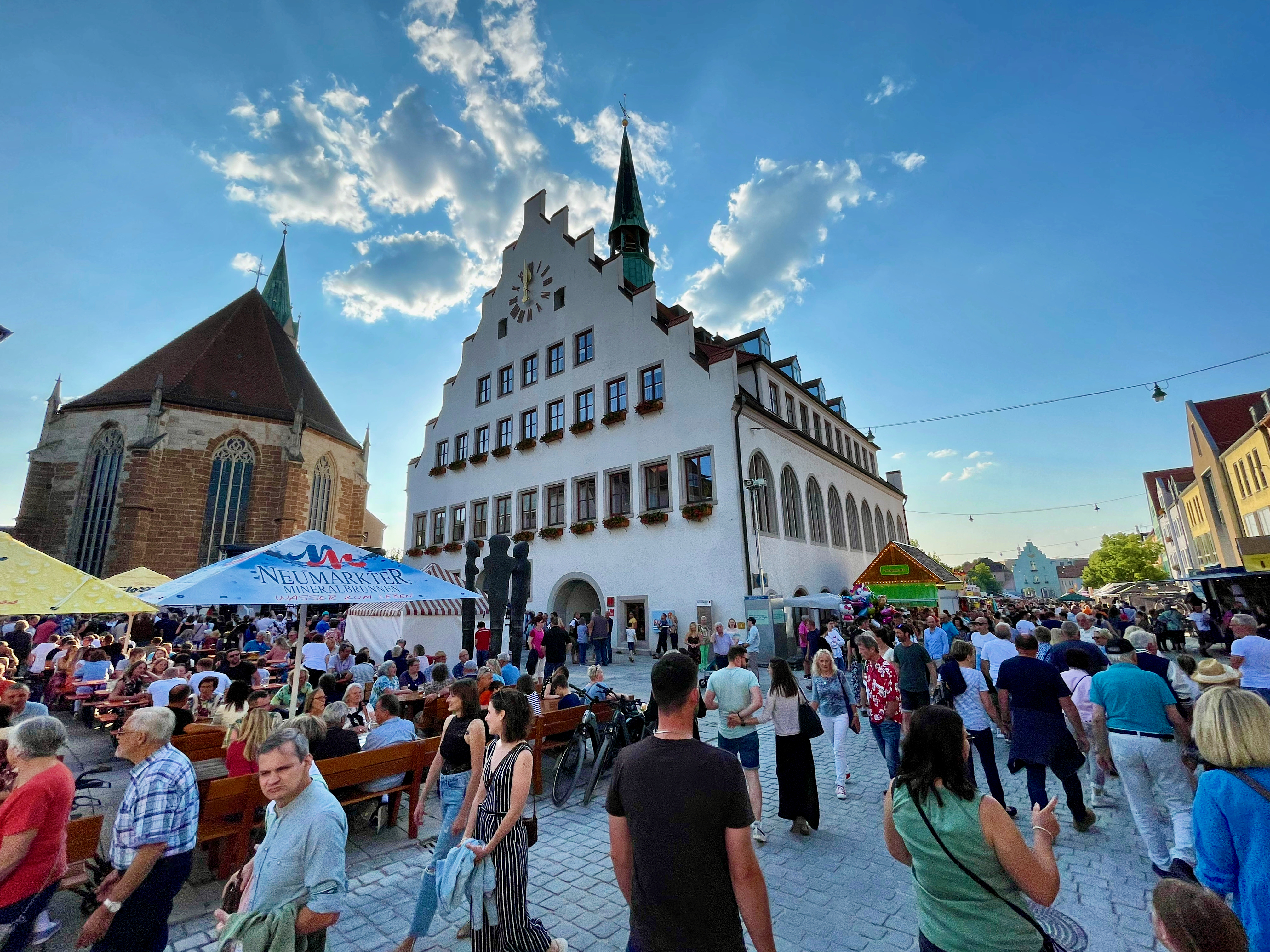
Der Rathausplatz während des Altstadtfestes

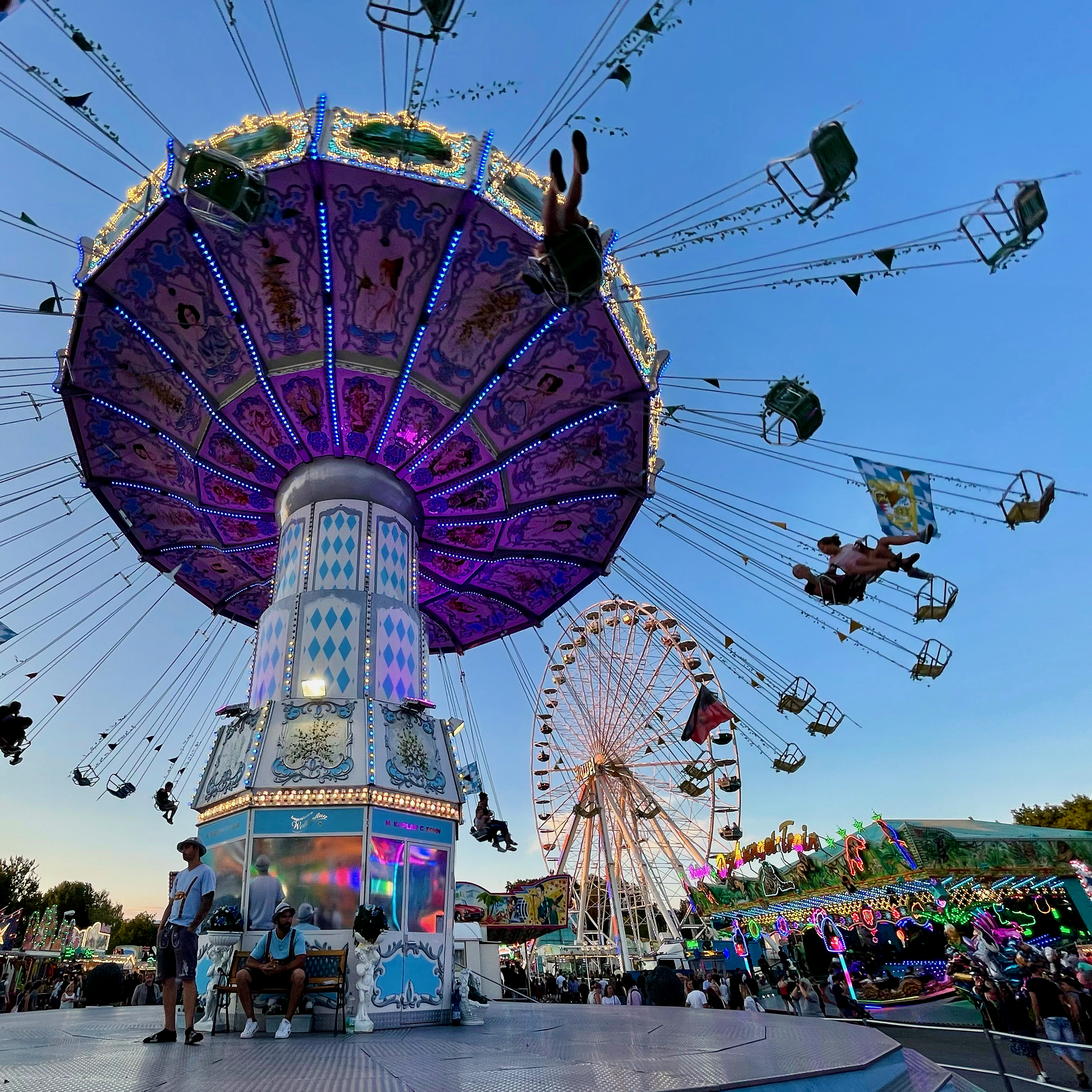
Jura-Volksfest

Das Frühlingsfest findet Anfang Mai auf dem Volksfestplatz und in den Jura-Hallen statt und wird seit 2003 durch eine Landwirtschaftsausstellung erweitert.
Im Juni gibt es zum Altstadtfest ein umfangreiches Programm mit zahlreichen Konzerten verschiedener Musikrichtungen auf mehreren Bühnen, außerdem wird ein kulturelles Programm mit Führungen und Ausstellungen angeboten.
Das Neumarkter Oldtimertreffen findet jährlich ebenfalls im Juni statt. Bei einer großen Fahrzeugausstellung auf dem Oberen und Unteren Markt können etwa 800 historische PKW, Krafträder und Landmaschinen besichtigt werden. Im Anschluss daran findet eine Ausfahrt durch den Landkreis statt.
Das große, elftägige Neumarkter Jura-Volksfest im August ist der Höhepunkt des jährlichen Veranstaltungskalenders. Hier werden bis zu 300.000 Besucher auf dem Volksfestplatz erwartet.
Von Mai bis August finden im LGS-Park im Rahmen der Reihe Sommer im Park verschiedene Konzerte und andere künstlerische Darbietungen statt, direkt im Anschluss daran kann Mitte August das Open-Air-Kino am Kanalufer besucht werden.
Alle zwei Jahre im September öffnen Museen und Galerien zur Neumarkter Kulturnacht, bei der im Bereich der Altstadt zahlreiche Installationen, Performances und Aufführungen aus den Bereichen Malerei, Bildhauerei, Literatur, Musik und Streetart besucht werden können.
In den Stadtteilen finden über das Jahr verteilt zahlreiche Kirchweihen und Schützenfeste statt, besonders die Willibaldskircheweih in Woffenbach zieht im Juli zahlreiche Besucher auch aus dem Umland an.

#### Jahrmärkte
Auf dem Volksfestplatz finden neben den beliebten monatlichen Flohmärkten auch mehrere Jahrmärkte statt, wie zum Beispiel der Michaelismarkt oder der Lichtmessjahrmarkt, die meist auch mit einem verkaufsoffenen Sonntag in der Altstadt verbunden sind.
Auf dem Platz vor dem Rathaus in unmittelbarer Nähe der Johanneskirche findet in der Adventszeit der Neumarkter Weihnachtsmarkt und seit 2007 auf dem Unteren Markt ein Künstler-Weihnachtsmarkt statt, bei dem Privatleute oder Sozialprojekte aus dem Raum Neumarkt selbstgebastelte und selbstproduzierte Waren anbieten.

#### Neumarkter Passionsspiele
Bereits im 17. und 18. Jahrhundert wurden Passionsspiele in Neumarkt aufgeführt, zum letzten Mal 1793. 1901 organisierte dann der Katholische Gesellenverein eine erneute Aufführung, die 1922 wiederholt wurden. Bereits hier entstand die Idee, die Spiele alle fünf Jahre aufzuführen, was jedoch auf Grund der wirtschaftlichen und politischen Umstände dann nicht mehr geschah.
Später nahm dann die Kolpingsfamilie die Passionsspiele wieder auf und arrangierte Aufführungen in den Jahren 1959, 1964, 1984 und 1989. Hier wurde dann auch der aktuelle zehnjährliche Rhythmus eingeführt. 1999, 2009 und 2019 fanden wieder Passionsspiele statt.

## Wirtschaft und Infrastruktur
Bis zur Mitte des 19. Jahrhunderts war Neumarkt industriell völlig unbedeutend. Erst danach begann auch hier, zunächst mit Holz und Metall verarbeitender Industrie, die Industrialisierung sich durchzusetzen. Die günstige Lage zum Großraum Nürnberg und die Schaffung einer guten Infrastruktur trugen dazu bei, dass sich hier auch bedeutende Traditionsunternehmen wie zum Beispiel die Express Werke (bis 1959), die Pfleiderer (Unternehmen), die Max Bögl GmbH und Co KG oder die DEHN SE + Co KG ansiedelten. Die Arbeitslosenquote liegt seit mehreren Jahren zwischen 6 % und 7 %.

### Verkehr

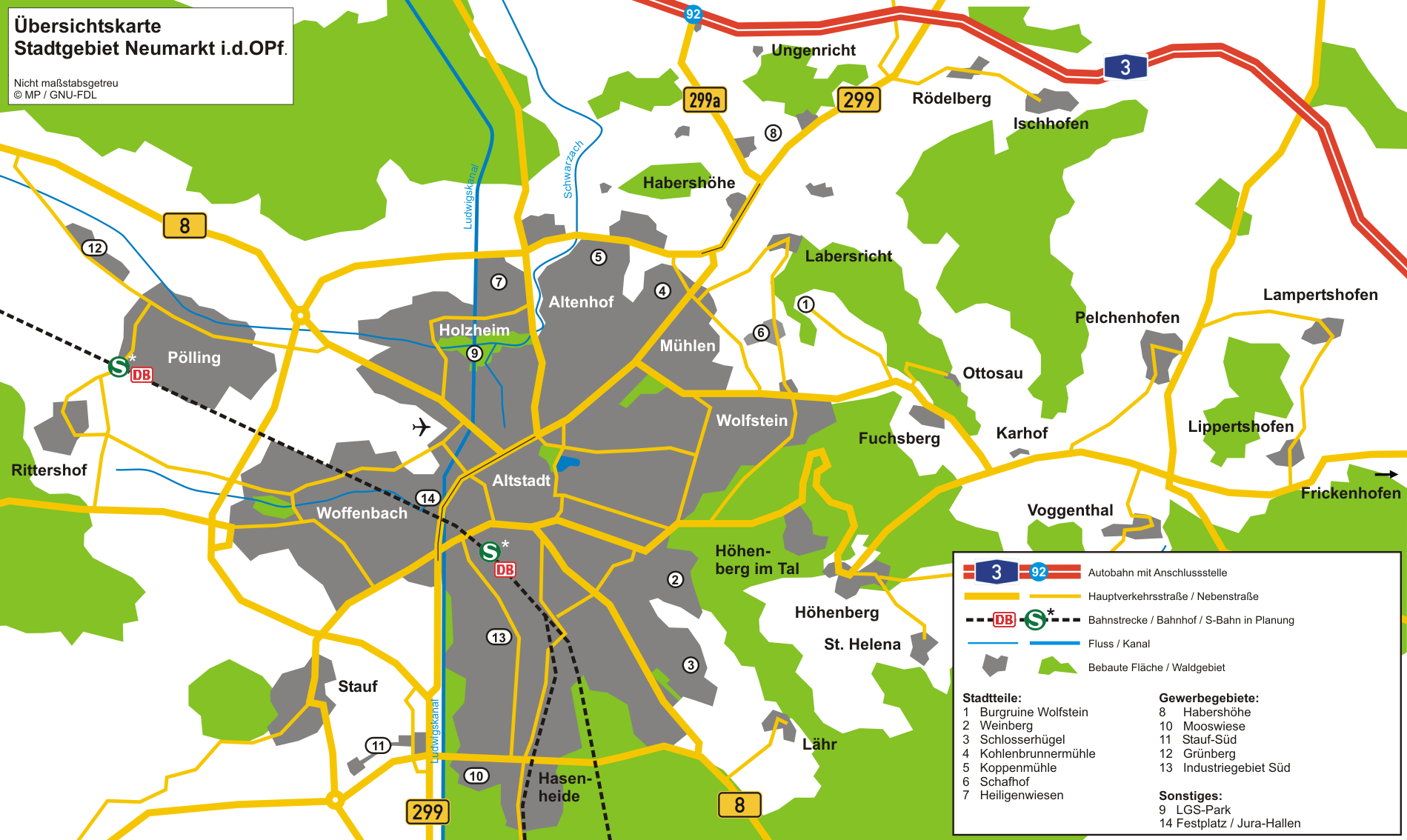
Karte von Neumarkt mit Hauptverkehrsadern

#### Individualverkehr
Neumarkt liegt direkt an der Bundesautobahn 3 zwischen Nürnberg und Regensburg, im Stadtgebiet befinden sich die Anschlussstellen Neumarkt i.d.OPf. und Neumarkt-Ost. Westlich bzw. nördlich in jeweils 20 Kilometer Entfernung verlaufen die Bundesautobahnen 9 (Ausfahrten Hilpoltstein bzw. Allersberg) und 6 (Ausfahrten Alfeld und Amberg-West).
Die Bundesstraßen 8 und 299 kreuzen sich in Neumarkt und werden heute über die Stadtumgehung (Berliner Ring und Münchener Ring) geführt. Der Bau eines kompletten Rings um die Stadt mit einem Tunnel unter dem Mariahilfberg war in den 1970ern geplant. Von 2001 bis 2008 wurde über eine Tangente von den südlichen Stadtteilen auf die Jura-Hochebene zur neuen Ausfahrt Neumarkt-Ost diskutiert, die aus wirtschaftlichen und ökologischen Gründen wieder verworfen wurde. Im August 2008 wurde der letzte Abschnitt der Stadtumgehung eröffnet, die B 299 führt damit von Süden kommend nicht mehr direkt an Sengenthal und Neumarkt-Hasenheide vorbei, sondern geht direkt in den Münchener Ring über.
Bedeutende Straßen im Stadtgebiet sind die Amberger Straße, die Dammstraße und der Kurt-Romstöck-Ring, die fast durchgehend mit zwei Fahrspuren je Richtung ausgebaut sind. Die Nürnberger Straße, die Freystädter Straße, die Pelchenhofener Straße und die Regensburger Straße stellen weitere wichtige Einfallstraßen dar.
Der Bau von Kreisverkehren wird immer weiter vorangetrieben.
In Neumarkt gibt es zwei Parkhäuser (Ringstraße und Rosengasse) und eine Tiefgarage (Residenzplatz), die von den Stadtwerken Neumarkt betrieben werden, sowie eine weitere Tiefgarage im Stadtquartier „Neuer Markt“. Daneben existieren noch größere Parkplätze am Festplatz neben den Jura-Hallen sowie an der Ringstraße und der Freystädter Straße.
Alle Parkhäuser und Tiefgaragen sind in ein dynamisches Parkleitsystem eingebunden.
Das Radwegenetz hat eine Länge von circa 70 Kilometern und erschließt fast alle Stadtteile. Entlang der Hauptstraßen sind fast durchgehend Radwege auf beiden Straßenseiten angelegt, Problemstellen sind noch an der Querung einiger Straßen vorhanden. Durch den Bau von Ampeln, Unterführungen oder Querungshilfen in Form von Verkehrsinseln wird diesen Gefahrenpunkten vermehrt entgegengewirkt.
Die Marktstraße wurde im Bereich des Rathausplatzes in eine Fußgängerzone umgewandelt, ebenso die komplette Klostergasse. In den Wohngebieten sind mehrere Straßen verkehrsberuhigt.

#### Bahn- und Busverkehr

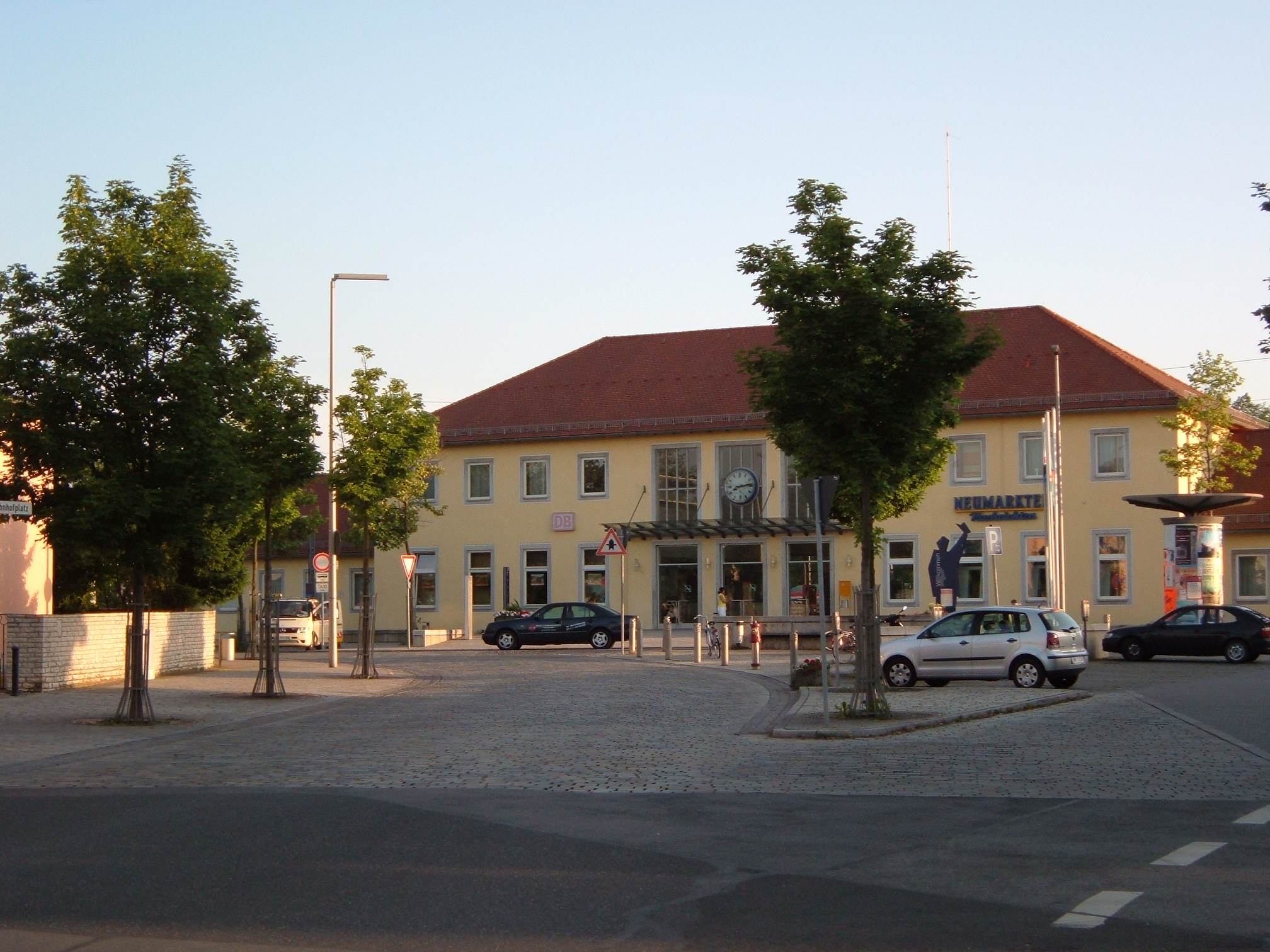
Bahnhof mit Bahnhofplatz

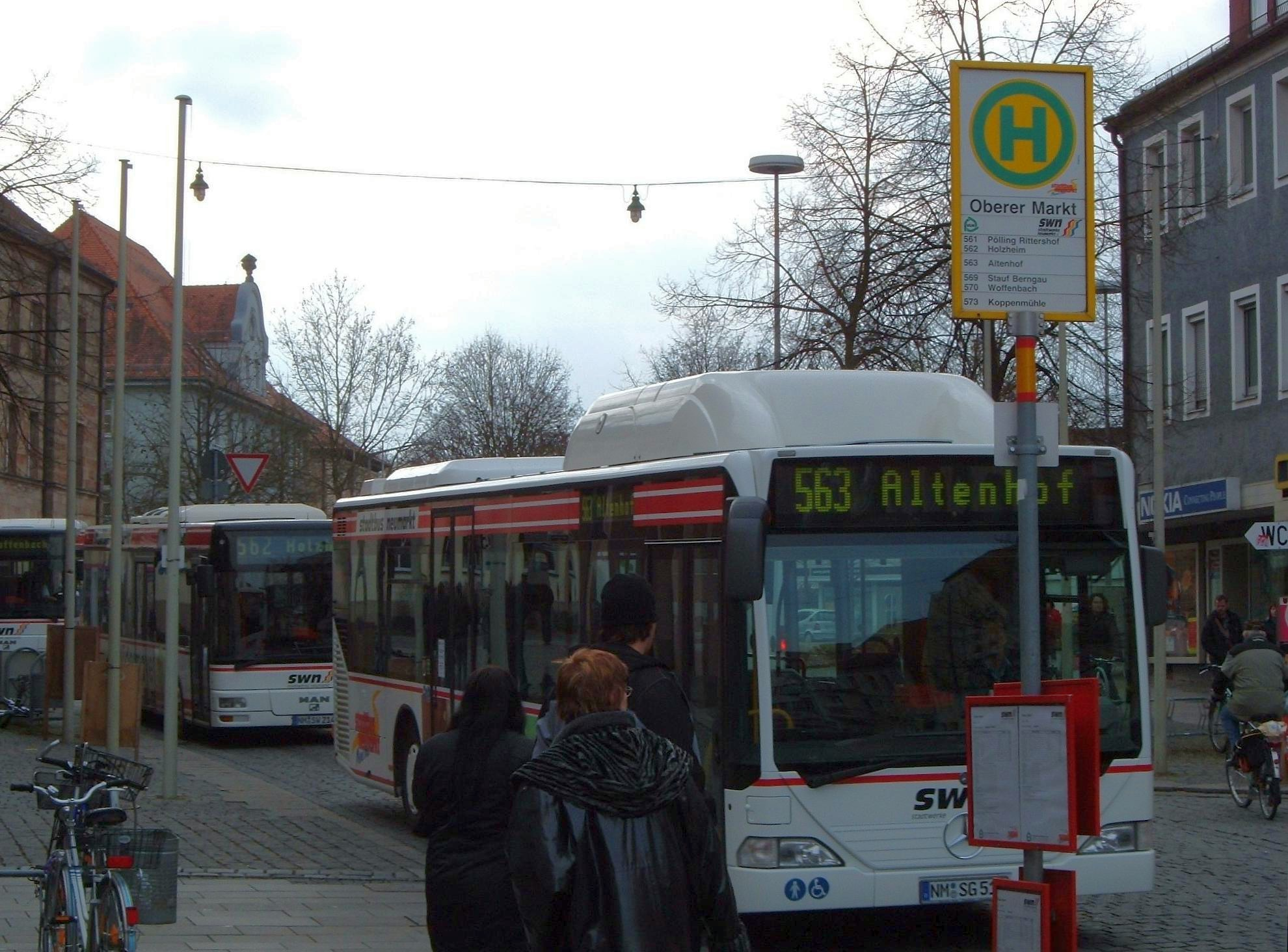
Stadtbusse am Oberen Markt

Neumarkt hat zwei Bahnhöfe an der Bahnstrecke Regensburg–Nürnberg. Der Bahnhof Neumarkt (Oberpfalz) wird von der Linie S1 der S-Bahn Nürnberg sowie von den Linien RE50 und RB51 im Regionalverkehr bedient. Die Bedienung im Fernverkehr endete zum Fahrplanjahr 2020. Der Haltepunkt Pölling befindet sich am Rande des gleichnamigen Stadtteils und wird nur von S-Bahnen bedient. Ein weiterer Haltepunkt Neumarkt-Woffenbach sollte im Zuge der S-Bahn an der Woffenbacher Straße entstehen, diese Planungen wurden vorerst eingestellt. Die Sulztalbahn mit dem Haltepunkt Neumarkt-Hasenheide im Süden wurde 1988 endgültig stillgelegt.
Der regionale Busverkehr ist zentralistisch auf Neumarkt ausgerichtet. Zahlreiche Buslinien bedienen alle Gemeinden des Landkreises, weitere Linien führen nach Amberg, Allersberg und Kinding.
Den innerörtlichen Nahverkehr bedienen die Stadtwerke Neumarkt (SWN) mit 13 Buslinien (Linien 561–570 und 573–575), die werktags von etwa 5:45 bis 19:00 Uhr zum Teil im 20-Minuten-Takt verkehren, Samstags wird von 8 bis 14 Uhr ein 60- beziehungsweise 30-Minuten-Takt angeboten. Eine Ausdehnung des Busverkehrs auf die Abendstunden und auf das Wochenende wird angestrebt.
Neumarkt ist in den Verkehrsverbund Großraum Nürnberg (VGN) und in den Regensburger Verkehrsverbund (RVV) integriert.
Im Winterhalbjahr verkehrt an Samstagen sowie an Silvester und Fasching der Nachtschwärmer: sechs Buslinien verbinden zwischen 19 Uhr und etwa 3 Uhr nachts die umliegenden Gemeinden mit Neumarkt. Die Versorgung des Stadtgebietes ist dabei nur unbefriedigend, lediglich in den außerhalb gelegenen Gemeindeteilen wie zum Beispiel Pölling oder Höhenberg werden einzelne Haltestellen bedient. Haltestellen im Stadtgebiet selber oder direkt im Zentrum sind nicht ins Netz integriert, alle Linien halten nur am Busbahnhof am Bahnhof. Die Busse verkehren im Auftrag des Landkreises und sind nicht in das Tarifsystem des VGN integriert.

#### Schiffs- und Flugverkehr
Der Flugplatz Neumarkt/Opf. befindet sich an der Nürnberger Straße in der Nähe des Klinikums Neumarkt in der Oberpfalz, das einen eigenen Helikopterlandeplatz besitzt.
Der Rhein-Main-Donau-Kanal durchquert den Landkreis Neumarkt. Im südlichen Landkreis befinden sich die Schleusen Mühlhausen, Berching und Dietfurt. Die nächstgelegenen ständig besetzten Binnenhäfen mit Vollabfertigung befinden sich in Nürnberg und Kelheim. Räumlich näher gelegene Umschlagsmöglichkeiten Straße/Schiff gibt es an den Länden Mühlhausen, Roth und Dietfurt; dorthin bestehen allerdings keine Gleisanschlüsse und es findet keine Zollabfertigung statt.
Der Schiffsverkehr auf dem ebenfalls durch Neumarkt führenden von 1835 bis 1846 erbauten Ludwigskanal wurde in den 1950er Jahren eingestellt. Vor einigen Jahren wurde im südlichen Landkreis Neumarkt auf den noch erhaltenen Teilabschnitten für touristische Zwecke ein sporadischer musealer Betrieb unmotorisiert wieder aufgenommen. Nur in den Sommermonaten werden hierbei, wie vor 150 Jahren, zwei Museumsschiffe mit Pferden getreidelt.
Erhalten geblieben und als Baudenkmal geschützt sind auch der historische Handelshafen für den Güterumschlag sowie die im Landkreis Neumarkt gelegenen Schleusen 23 – 32.

### Ansässige Unternehmen

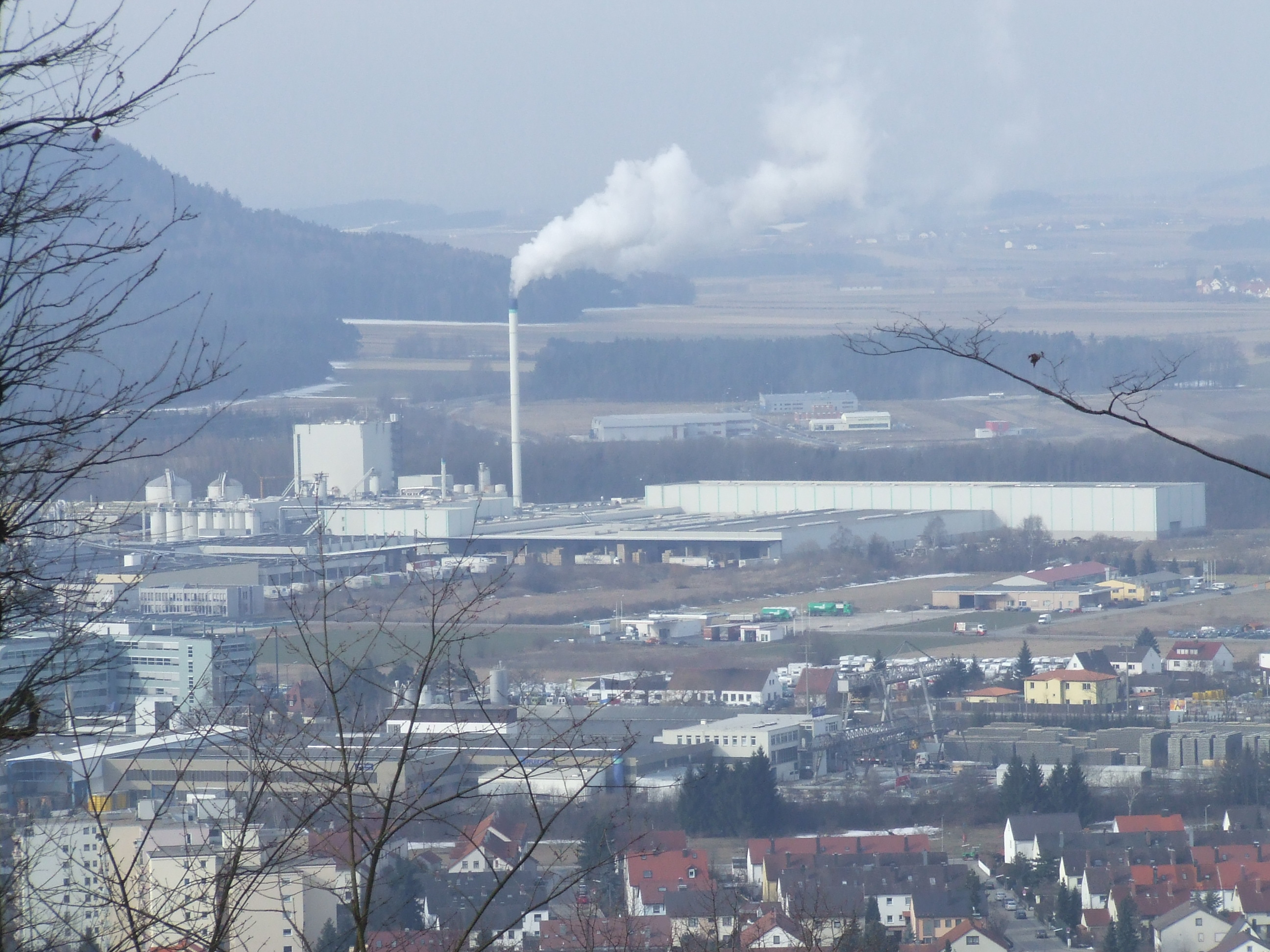
Industriegebiet Süd

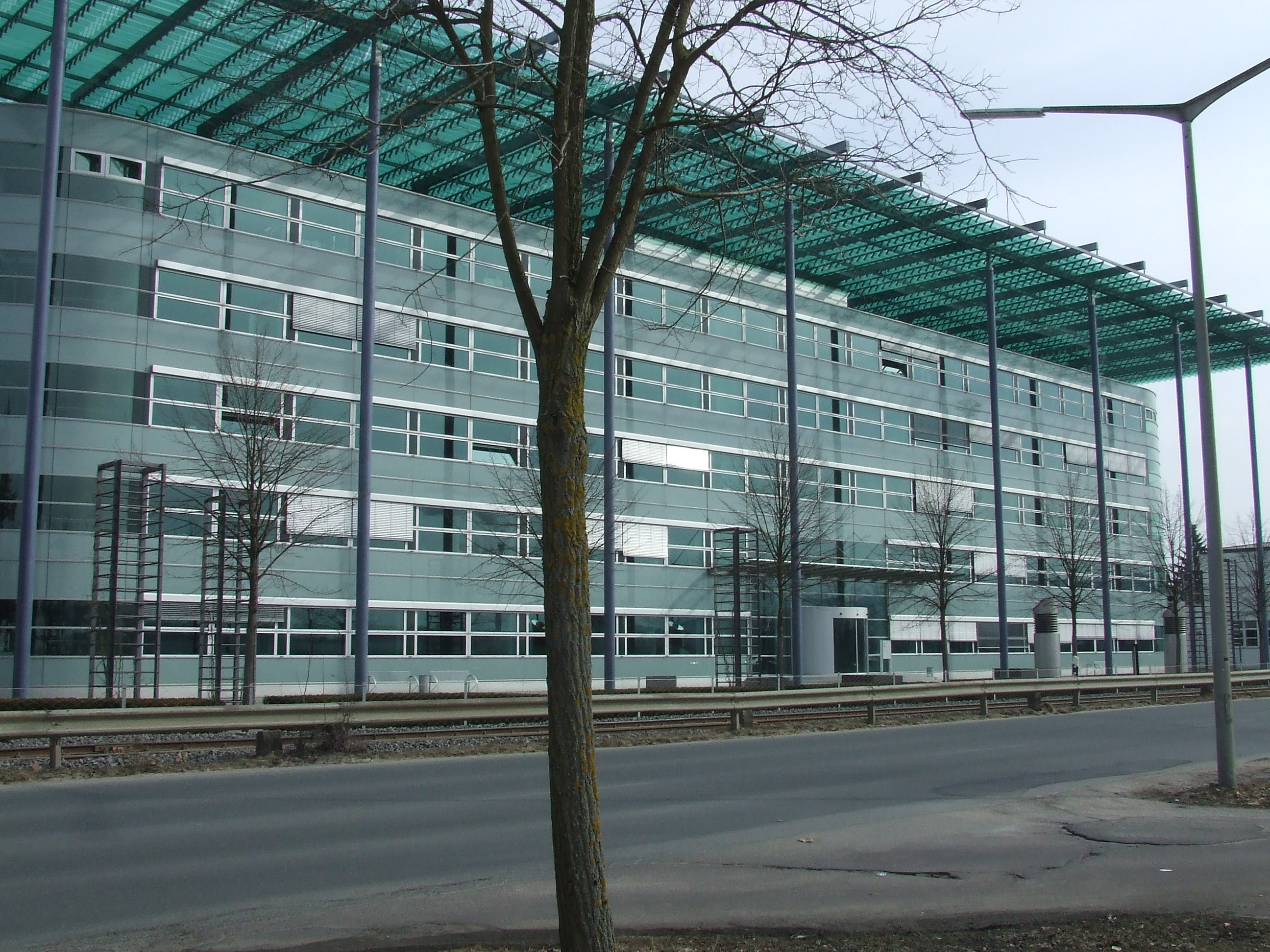
Ehemaliger Unternehmenssitz der Pfleiderer GmbH

Neumarkt ist Standort industrieller Unternehmen in verschiedenen Wirtschaftszweigen, insgesamt haben 3780 Gewerbebetriebe ihren Sitz hier.
Bedeutendstes Wirtschaftsunternehmen war die Pfleiderer AG, die in der Holzverarbeitung und dem Anlagenbau bereits seit nahezu 90 Jahren am Standort Neumarkt tätig ist. 2012 wurde die AG abgewickelt, weil sie insolvent geworden war. Die vorher sehr umfangreiche Produktionspalette wurde mittlerweile aufgelockert und einige Zweige verkauft, so zum Beispiel die Fertigung von Stahl-, GFK- und Betonmasten, die von der Pfleiderer Europoles GmbH & Co. KG selbstständig weiterhin in Neumarkt betrieben wird. Im Frühjahr 2006 trennte sich auch der Bereich Pfleiderer-Infrastrukturtechnik, der als RAIL.ONE GmbH Pfleiderer track systems Schwellen und Fahrwegsysteme für die Eisenbahn produziert.
Weitere bekannte Produktionsunternehmen in Neumarkt sind beispielsweise der Pharma-Hersteller Bionorica SE, der Zulieferer für die Luftfahrtindustrie Industrio GmbH und die Staedtler Mars GmbH & Co. KG, deren Stifte und Büromaterialien weltweit vertrieben werden.
Im Bereich der Elektro- und der Blitzschutztechnik sind vor allem die DEHN SE + Co KG und die DEHN INSTATEC GmbH, die hier und in Nürnberg tätig sind, sowie die Blitzschutz Pröpster GmbH zu nennen. Die Aptiv Services Deutschland GmbH stellt in einem Stanzwerk im Stadtsüden Steckverbinder für die Automobilindustrie her. Als Bauunternehmen national tätig ist die Klebl GmbH, die außerdem im Süden der Stadt den Abbau von Sand betreibt.
Die Fritz Berger GmbH (Campingartikel) sowie die Tchibo GmbH betreiben im Gewerbegebiet Habershöhe jeweils ein Logistikzentrum. In Neumarkt ansässige Lebensmittelhersteller sind unter anderem die Burgis GmbH, deren mit dem Regionalsiegel „Geprüfte Qualität – Bayern“ des Bayerischen Staatsministeriums ausgezeichnete Kartoffelspezialitäten deutschlandweit vertrieben werden, sowie Der Bäcker Feihl, ein Familienbetrieb aus Neumarkt-Pölling, der heute 35 Filialen im Raum Nürnberg-Neumarkt betreibt und sich mittlerweile in Berlin ein zweites Standbein geschaffen hat und dort wiederum 21 Filialen im Stadtbereich unterhält. Die Otto Richter KG ist Deutschland größter Kissenproduzent.
Die Unternehmensgruppe Fischer Automobile betreibt mehrere Filialen der Volkswagen Vertriebsbetreuungsgesellschaft in Neumarkt und Amberg.
Die Thule Group hat 1992 die hier 1977 gegründete Firma Jetbag übernommen und produziert weiterhin Dachboxen in Neumarkt.

### Brauereien
Von den einst zahlreichen Brauereien in Neumarkt blieben bis heute drei Privatunternehmen übrig. Sie erhalten jeweils im Drei-Jahres-Rhythmus die Ausschankrechte am Jura-Volksfest.
Der seit 1574 bestehende Neumarkter Glossnerbräu bietet neben seinen Bieren und Erfrischungsgetränken auch ein eigenes Mineralwasser an, das dem betriebseigenen Brunnen am Ludwigshain aus circa 70 Metern Tiefe entnommen wird. Ein eigenes Museum informiert über die Bierherstellung.
Der 1628 erstmals urkundlich erwähnte Neumarkter Lammsbräu ist heute die größte Neumarkter Brauerei. Bereits in den 1970er Jahren begann man dort Zutaten aus ökologischer Landwirtschaft zum Brauen zu verwenden, seit 1980 kommen ausschließlich Bio-Rohstoffe zum Einsatz und die Erzeugnisse werden grundsätzlich nur in Mehrwegflaschen abgefüllt. Mit dieser Strategie entwickelte sich Lammsbräu zu einem der umsatzstärksten Bierproduzenten im Biobereich. 2001 wurde die Lammsbrauerei als erste mit dem Deutschen Umweltpreis ausgezeichnet.
Die Gansbrauerei konzentriert sich als kleinste der drei auf die Herstellung von Pils, hellem und dunklem Bier. Seit dem Stadtjubiläum 2010 braut sie zudem das international prämierte Rotbier anno 1160.

### Medien

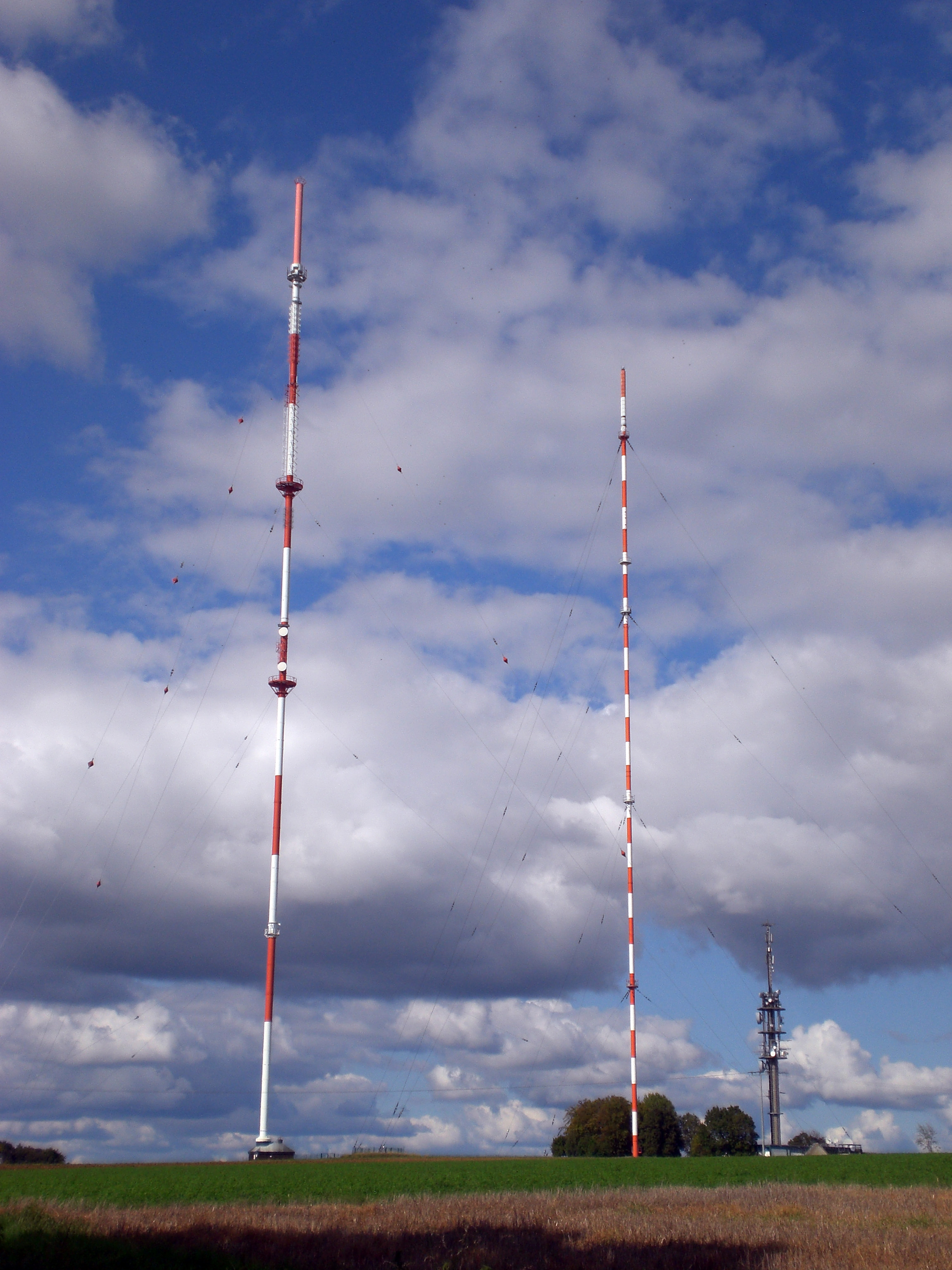
Sender Dillberg (2023)

Neben den beiden Tageszeitungen Neumarkter Nachrichten (Lokalausgabe der Nürnberger Nachrichten) und Neumarkter Tagblatt (Lokalausgabe der Mittelbayerischen Zeitung) erscheint unter neumarktonline.de außerdem eine Internet-Zeitung, die online einen Zugriff auf aktuelle Nachrichten aus der Stadt und dem Landkreis bietet. Über das Nacht- und Kulturleben berichten das monatlich erscheinende Stadtmagazin Hugo Neumarkt und das Onlinemagazin neumagg.net. Der Radiosender Radio Charivari ist ein privater Hörfunksender für die Region Ostbayern und berichtet auch aus Neumarkt.
Der Lokalsender intv zeigte bis 2016 eine feste wöchentliche Nachrichtensendung aus Neumarkt (studio neumarkt). Der Neumarkter Sender neumarkt TV produzierte bis 2023 wöchentlich zwei Magazine, marktplatz neumarkt und endlich Wochenende, die auf Franken Fernsehen ausgestrahlt wurden.
Der Sender Dillberg, der auf dem gleichnamigen Berg bei Neumarkt steht, strahlt seit 1955 Rundfunk- und Fernsehsendungen aus. Von einer Sendeanlage auf dem Burgfried der Burgruine Wolfstein wird das Programm des Senders Charivari mit dem Lokalfenster Neumarkt ausgestrahlt. Am 30. Mai 2005 startete vom Dillberg (neben München, dem Sender Wendelstein und Nürnberg) das erste DVB-T-Angebot Bayerns. Außerdem wurde von dort das Campus Radio Nürnberg, ein von Studenten der Georg-Simon-Ohm-Fachhochschule Nürnberg betriebenes Hochschulradio, im DRM-Modus verbreitet.

### Öffentliche Einrichtungen

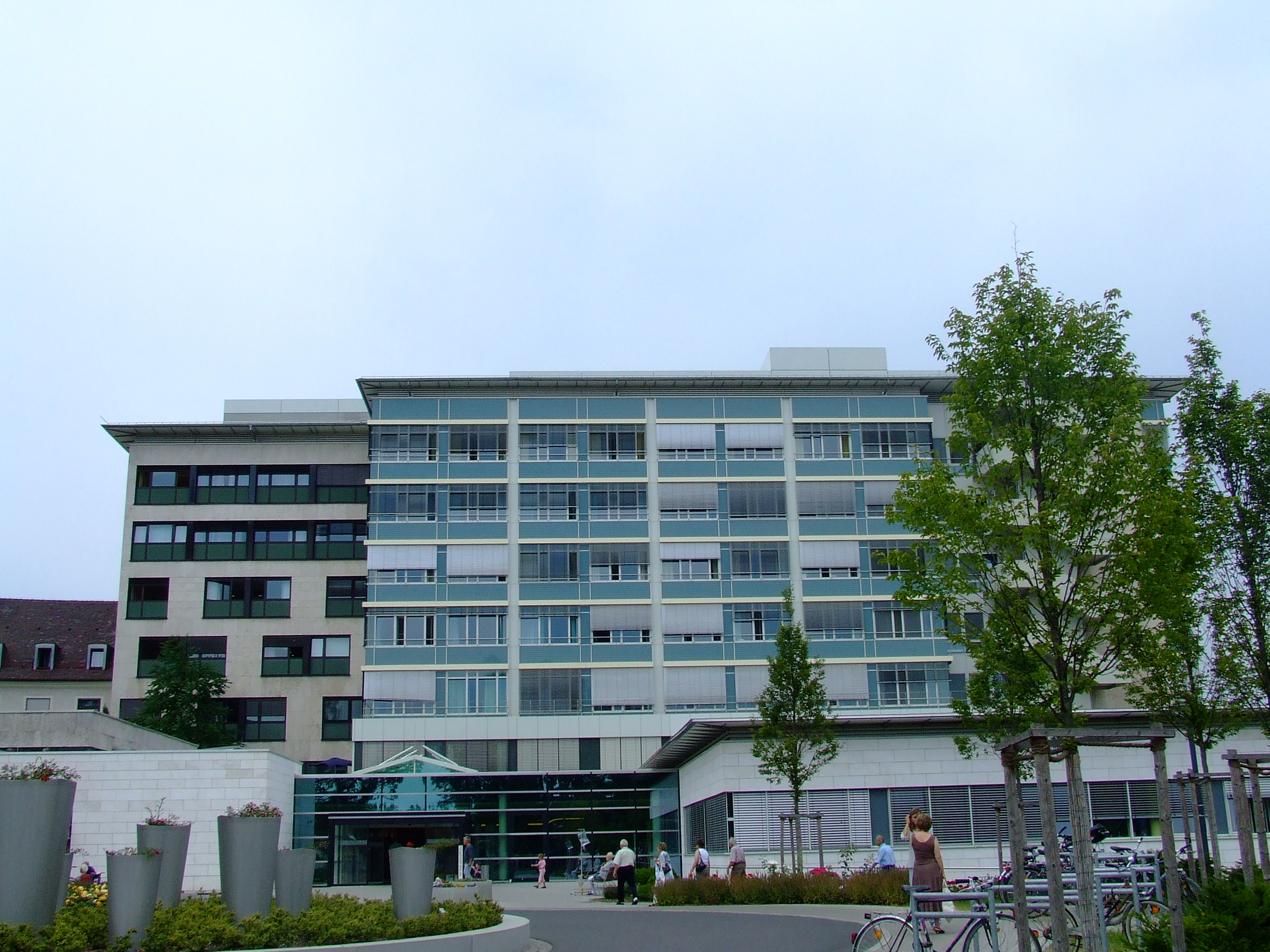
Klinikum Neumarkt

Als Kreisstadt und Oberzentrum ist die Stadt zugleich Sitz verschiedener Behörden und Institutionen. So findet man in Neumarkt unter anderem das Finanzamt für Stadt und Landkreis, das Landratsamt des Landkreises Neumarkt sowie das Gesundheits-, das Wasserwirtschaftsamt und das Amt für Ernährung, Landwirtschaft und Forsten des Kreises, außerdem den Sitz der Verwaltungsgemeinschaft Neumarkt in der Oberpfalz, der die Stadt selbst nicht angehört. Das Amtsgericht hat seinen Sitz im ehemaligen Pfalzgrafenschloss. Die Arbeitsagentur unterhält eine Außenstelle in der Mariahilfstraße sowie ein Schulungszentrum in der Regensburger Straße. Die Straßenmeisterei betreut das Straßennetz des nördlichen Landkreises, die Autobahnmeisterei an der A 3 ist für den Abschnitt dieser Autobahn zwischen dem Autobahnkreuz Nürnberg und der Ausfahrt Parsberg zuständig.
Das Jugendbüro JA! ist die städtische Anlaufstelle für Freizeit- und Kulturveranstaltungen für Kinder und Jugendliche. Es bietet unter anderem jedes Jahr im August die Ferienspiele im LGS-Park an. Am Volksfestplatz entstand 2006 das Haus für Jugend, Bildung und Kultur, das Kindern, Jugendlichen und Erwachsenen heute Platz für Veranstaltungen aus den unterschiedlichsten Bereichen bietet.
Das Klinikum Neumarkt in der Oberpfalz ist mit 429 Betten das größte Krankenhaus im Landkreis, außerdem dient es der Universität Erlangen als Lehrkrankenhaus.

### Bildung

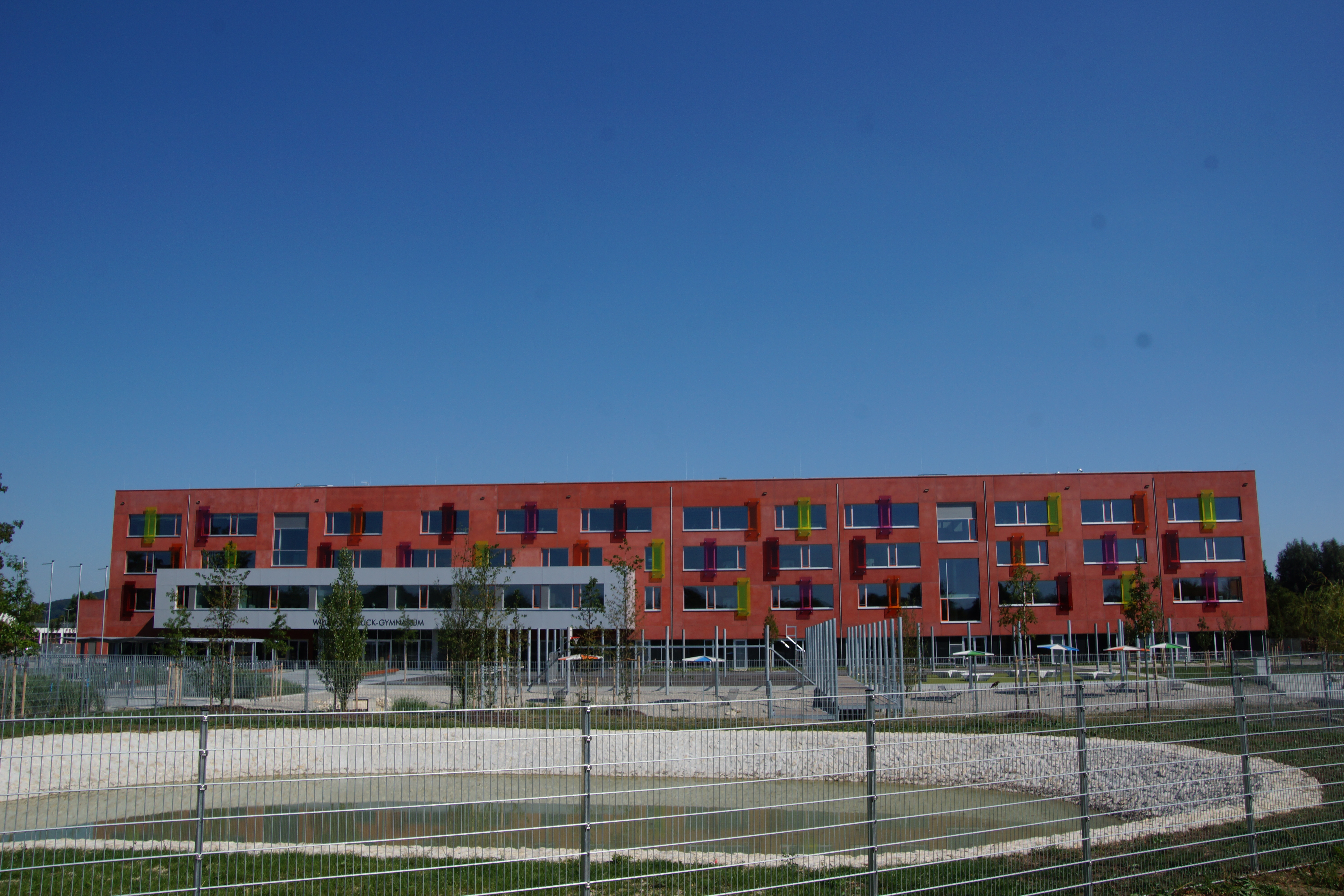
Willibald-Gluck-Gymnasium

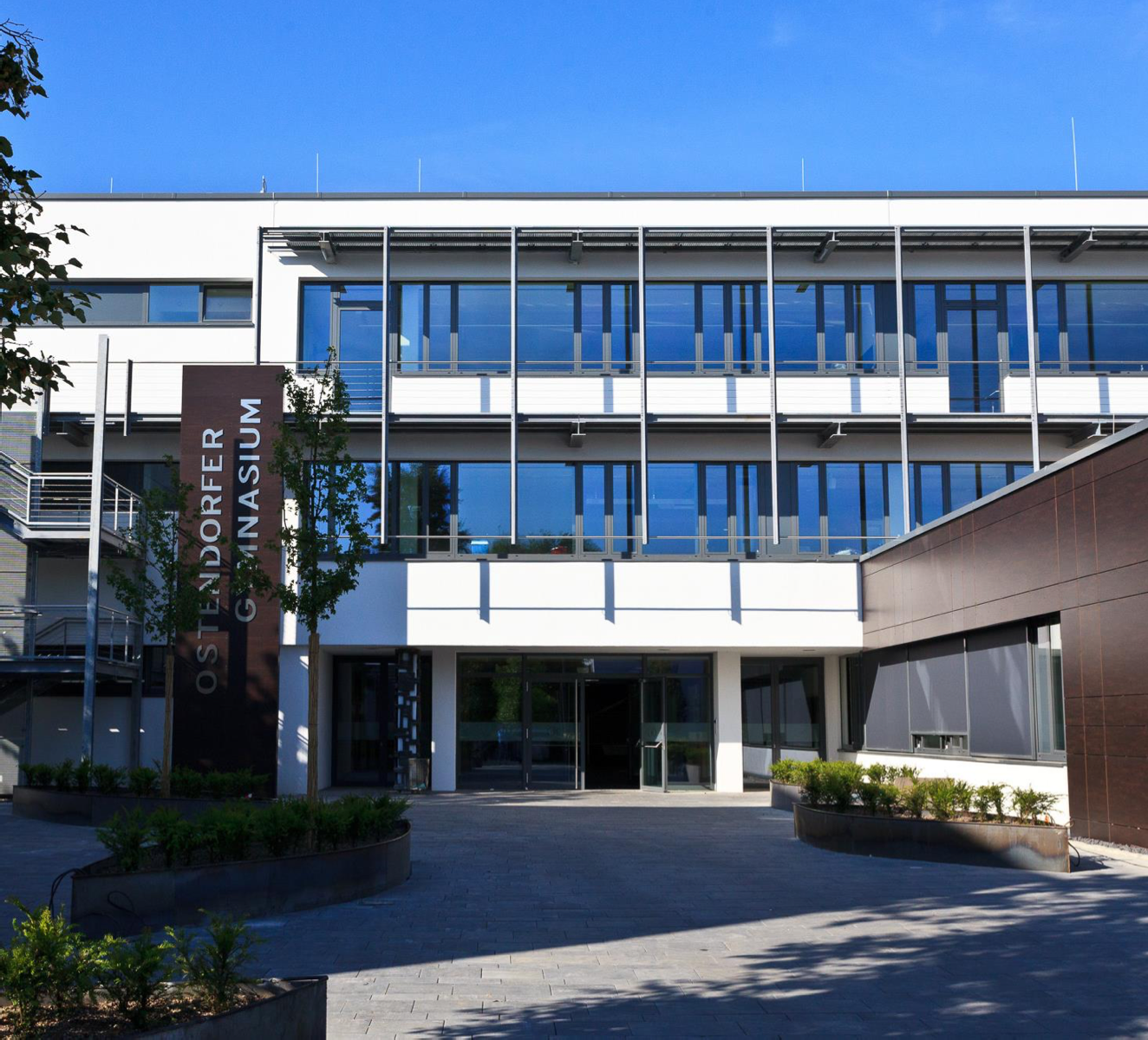
Ostendorfer-Gymnasium

#### Allgemeinbildende Schulen
Als Zentrum der westlichen Oberpfalz verfügt Neumarkt über ein umfangreiches Bildungsangebot, fast alle gängigen Schularten sind vertreten.
Die Grundversorgung wird durch sieben Grundschulen und drei Mittelschulen übernommen, die über das Stadtgebiet verteilt sind. An weiterführenden Schulen stehen eine staatliche Realschule für Knaben und eine für Mädchen zur Verfügung. Diese geschlechterbezogene Trennung einer allgemeinbildenden Schule ist heute nur noch sehr selten anzutreffen. Zwei Gymnasien, das Ostendorfer-Gymnasium als humanistisches, sprachliches und musisches Gymnasium und das naturwissenschaftlich-technologische bzw. wirtschafts- und sozialwissenschaftliche Willibald-Gluck-Gymnasium erlauben den Weg zum Abitur.
| Schulwesen im Schuljahr 2007/2008                | Schulwesen im Schuljahr 2007/2008 |
| ------------------------------------------------ | --------------------------------- |
| Durchschnittliche Klassenstärke an Volksschulen  | 23,3                              |
| Anteil der ausländischen Schüler an Grundschulen | 6,6 %                             |
| Anteil der ausländischen Schüler an Hauptschulen | 11,8 %                            |
| Durchschnittliche Klassenstärke an Realschulen   | 29,0                              |
| Anteil der ausländischen Schüler an Realschulen  | 1,1 %                             |
| Durchschnittliche Klassenstärke an Gymnasien     | 29,0                              |
| Anteil der ausländischen Schüler an Gymnasien    | 1,8 %                             |

| Kindergärten im Jahr 2005           | Kindergärten im Jahr 2005 |
| ----------------------------------- | ------------------------- |
| Anzahl Kindergärten                 | 15                        |
| Anzahl Kindergartenplätze           | 1070                      |
| Anteil der ganztagsbetreuten Kinder | 59,9 %                    |

#### Berufsbildende Schulen
Neben einer Berufsschule sowie einer Technikerschule mit den Bereichen Bautechnik und Elektrotechnik (Fachschule), die vor allem in Handwerksberufen ausbildet, sind in Neumarkt auch noch eine Berufliche Oberschule Bayern (Maximilian-Kolbe-Schule), die Staatliche Wirtschaftsschule Neumarkt i. d. OPf., sowie Berufliche Schulen in den Bereichen Hauswirtschaft, Kinder-, Sozial- und Altenpflege und eine Fachakademie für Hauswirtschaft (Haus St. Marien neben dem Kloster St. Josef) und eine Krankenpflegeschule am Klinikum vorhanden.

#### Hochschulen
Immer wieder bemühte sich Neumarkt in den 1980er- und 1990er-Jahren um die Ansiedelung einer staatlichen Fachhochschule, was jedoch wegen der Nähe zu den bereits vorhandenen Hochschulen bzw. Fachhochschulen in Erlangen, Nürnberg, Regensburg, Amberg, Ingolstadt bzw. Eichstätt nicht geschah.
Die Fachhochschule für angewandtes Management, eine private Fachhochschule, unterhielt zu Beginn der 2000er Jahre einen Standort im LGS-Park und bot dort die Studiengänge Betriebswirtschaftslehre und Baumanagement an.
Die Technische Hochschule Nürnberg Georg Simon Ohm bietet seit 2016 an ihrem Standort Neumarkt den Bachelorstudiengang „Management in der Ökobranche“ an. Der Standort befand sich zunächst im Haus St. Marien, seit 2024 im neu errichteten Hochschulgebäude am Residenzplatz.

#### Förderschulen und -zentren
Das Sonderpädagogische Förderzentrum (SFZ) als Förderschule für lernbehinderte Kinder übernimmt Förder- und Vorbereitungsaufgaben im Hinblick auf das Schulleben für Kinder ab dem Vorschulalter. Die Bildung und Förderung behinderter und psychisch kranker Menschen findet in Neumarkt hauptsächlich bei der Lebenshilfe Neumarkt e. V. statt, so beispielsweise im lernpädagogischen Zentrum im Gemeindeteil Höhenberg oder in den Jura-Werkstätten.

#### Sonstige Bildungseinrichtungen

Fritz-Weithas-Sternwarte auf dem Mariahilfberg

Die Volkshochschule Neumarkt bietet in der Stadt und auch im Landkreis vielfältige Weiterbildungsmöglichkeiten, ebenso das katholische und das evangelische Kreisbildungswerk.
Die Städtische Sing- und Musikschule bildet die Bevölkerung an zahlreichen Instrumenten und auch im Gesang aus.
Vorträge, Himmelsführungen und Kurzlehrgänge über Astronomie und Raumfahrt bietet die Fritz-Weithas-Sternwarte auf dem Mariahilfberg an, die dort bereits seit 1972 ehrenamtlich betrieben wird.
Die Handwerkskammer Niederbayern-Oberpfalz bietet in ihrem Berufsbildungs- und Technologiezentrum diverse Weiterbildungen (Meisterkurse, Fachwirte, EDV-Lehrgänge, Betriebsinformatiker etc.) an.
Die Stadtbücherei im Martin-Schrettinger-Haus umfasst ein umfangreiches Bücherrepertoire, verschiedene kirchliche Büchereien runden das Angebot ab.
Darüber hinaus ist die Stadt Neumarkt Teil der MINT-Region Landkreis Neumarkt i.d.OPf. Ziel der MINT-Region ist es, Kinder und Jugendliche von Kindergarten bis Berufswahl für MINT zu interessieren.

## Sagen und Legenden, Helden
Sagen ranken sich vor allem um die Burgruine Wolfstein. So wird dort von einem großen Schatz berichtet, der in den Kellergewölben von einem schwarzen Pudel bewacht wird. Ein geheimer unterirdischer Gang soll die Ruine direkt mit dem Pfalzgrafenschloss verbinden.
Besonders verdient um Neumarkt machte sich der Schmied Veit Jung, nach der Schlacht von Deining, am Oberen Markt. Als sich 1796 im Ersten Koalitionskrieg französische Truppen in der Stadt verbarrikadierten, belagerten österreichische Soldaten Neumarkt und drohten die komplette Zerstörung an. Unter Todesgefahr und Beschuss der Franzosen begab sich Jung schließlich zum Oberen Tor und schlug das Schloss mit seinem Schmiedehammer auf. Die Österreicher drangen in die Stadt ein, während die Franzosen durch das Untere Tor flohen. Neumarkt blieb dadurch von der Zerstörung verschont. Veit Jung brachte diese durchaus heldenhafte Tat den Beinamen „Torschmied“ ein.